# Sculptures en plein air à Washington

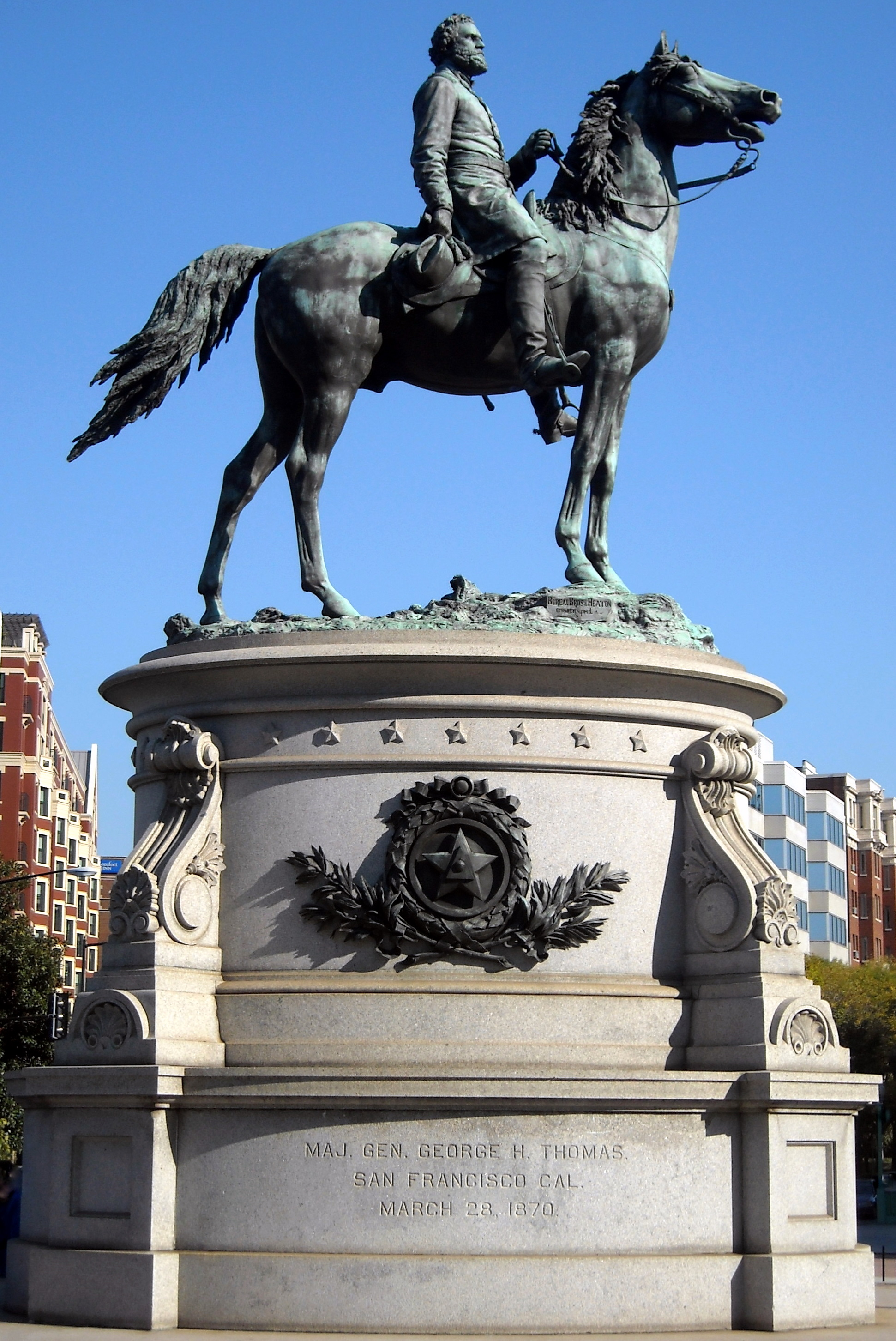
Major General George Henry Thomas, statue en bronze de George Henry Thomas considérée comme l'un des plus beaux monuments équestres à Washington.

La ville de Washington compte de nombreuses sculptures en plein air. La Smithsonian Institution en compte près de 900 dans son inventaire. En plus des plus célèbres monuments et mémoriaux de la capitale, de nombreuses personnalités reconnues comme des héros nationaux (soit au gouvernement ou militaire) ont été honorées, à titre posthume, une statue les représentant dans un parc ou une place publique. Certains de ces personnages de l'histoire américaine sont représentés plusieurs fois dans la capitale. Abraham Lincoln, par exemple, est représenté par au moins trois sculptures, dont celles au Lincoln Memorial, au Lincoln Park, et à l'ancienne Cour supérieure du district de Columbia. Plusieurs personnalités internationales, telles Mohandas Karamchand Gandhi, ont également été immortalisées par des statues. D'autres figures humaines ne font référence à aucun personnage historique telle par exemple la statue de la Liberté (en anglais Statue of Freedom) qui ne doit pas être confondue avec la statue de la Liberté à New York (en anglais Statue of Liberty), statue allégorique de 19 ¹⁄₂ pieds (5,9 m) de haut qui repose au sommet du dôme du Capitole (voir le tableau de la section « Sculptures allégoriques »).
Aux représentations de personnages historiques et autres figures humaines s'ajoute un certain nombre de sculptures publiques et privées d'animaux, d'objets, et autres réparties dans toute la ville. Deux musées sur le National Mall sont bordés de jardins qui sont agrémentés de sculptures : le Hirshhorn Museum and Sculpture Garden et la National Gallery of Art.

## Historique

### Contexte général
À la naissance de la ville de Washington en 1791, les États-Unis étaient encore une nation toute jeune si bien que les priorités étaient autres que celle de soutenir financièrement la démarche des artistes. Le pays restait à développer et il n'est donc pas surprenant de voir adopter par les pères fondateurs une démarche pragmatique. Même si Washington et Jefferson exprimaient une certaine considération pour les arts, la constitution des États-Unis n'en fait mention qu'une seule fois, et encore, en ne faisant référence qu'à son aspect utilitaire. Benjamin Franklin, quant à lui, affirmait "...que l’invention d’une machine ou son amélioration est de beaucoup plus grande importance qu’un chef-d'œuvre de Raphaël".
Assez vite pourtant, ses dirigeants sentirent le besoin de doter le pays de symboles à travers l'art et Washington, sa nouvelle capitale, en fut naturellement l'un des lieux tout désignés.
John Quincy Adams, sixième président des États-Unis, sera le premier à souhaiter faire de Washington une autre Paris, et « que l’Amérique suive les modèles européens en matière de gouvernement et de culture. »
Ce fut d'abord à travers le culte voué aux grands hommes de ce nouveau pays que s'exprima ce symbolisme artistique et le premier de ces personnages sur lesquels porta cette dévotion fut George Washington, celui qui a donné son nom à cette ville.

### Sculpteurs américains

#### Sculpteurs américains nés auXIXesiècle

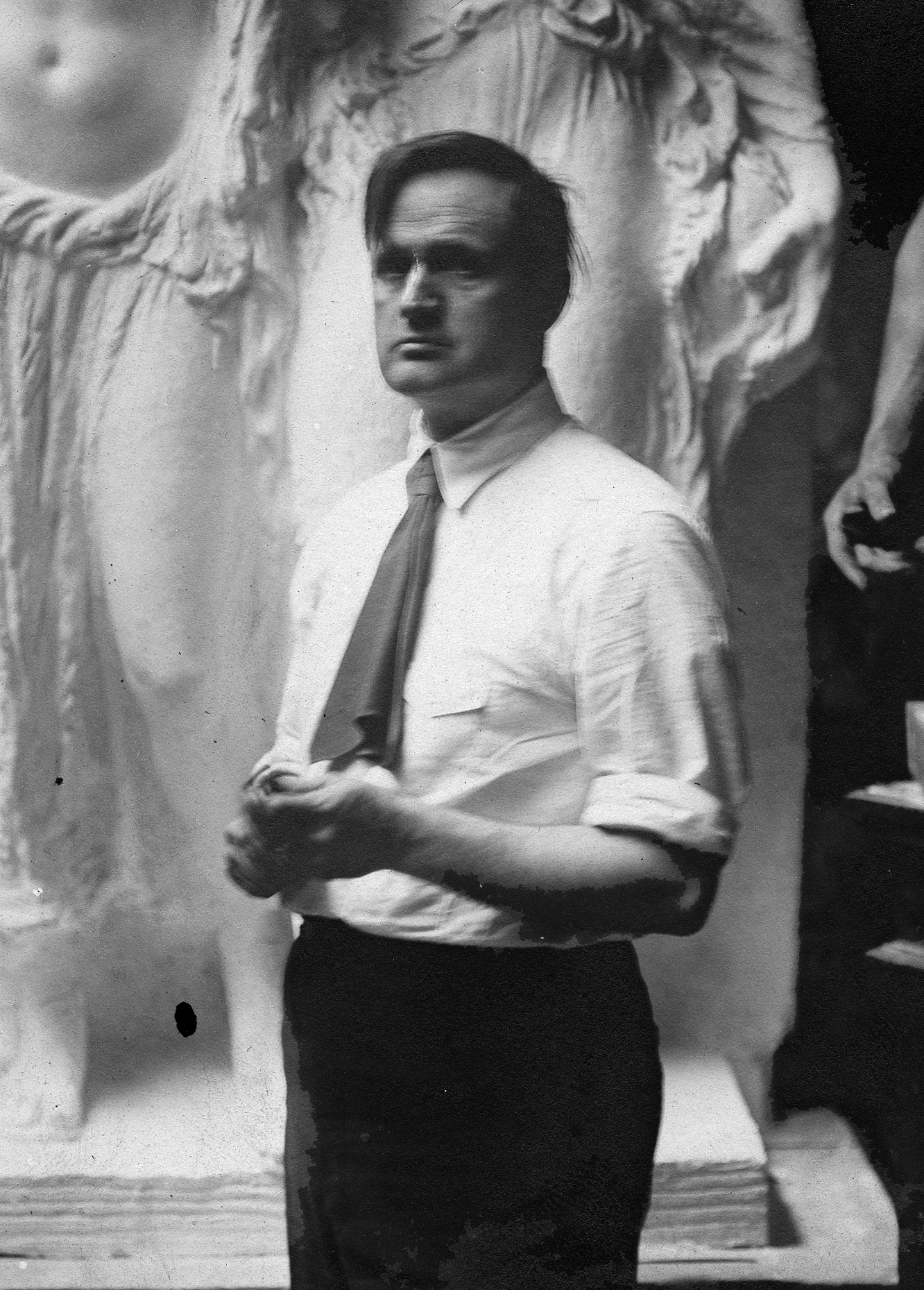
James Earle Fraser, l'un des artistes dont le travail a enrichi le patrimoine sculptural de Washington de plusieurs œuvres dont certaines parmi les plus emblématiques

Le XIXe siècle a vu naître une profusion de sculpteurs américains. Bon nombre d'entre eux ont d'ailleurs eu l'occasion d'exercer leur talent à produire certaines des œuvres qui font partie du décor urbain de Washington.
Henry Kirke Brown,
Thomas Gibson Crawford et
Thomas Ball, tous trois nés dans la deuxième décennie du XIXe siècle, font partie de cette première génération de sculpteurs américains faisant partie de ce groupe. Suivent John Quincy Adams Ward, Franklin Simmons (en) et Jonathan Scott Hartley (en). John Quincy Adams Ward s'est, entre autres, illustré avec la statue équestre de George Henry Thomas.
Avec Daniel Chester French, Washington trouve un artiste qui saura lui offrir plusieurs œuvres dans le domaine de la sculpture. D'abord par des fontaines, telles celle du
Fontaine du mémorial Butt-Millet (1913) et la
fontaine du rond-point Dupont (1921). Vint ensuite le First Division Monument (1924). Sa plus éclatante réalisation demeure toutefois la statue d'Abraham Lincoln pour le Lincoln Memorial qui fut dévoilée en 1922.
John J. Boyle (en), William L Couper, Charles Henry Niehaus, Lorado Zadoc Taft, Frederick William MacMonnies, Hermon Atkins MacNeil et Bela Lyon Pratt (en) sont tous des sculpteurs américains nés dans les décennies 1850 et 1860. Avec le John Paul Jones, Charles Henry Niehaus est un autre artiste qui se signala en donnant naissance à l'un des nombreux mémoriaux de la ville.
Nés dans les années 1870 et 1880, Roland Hinton Perry (en), Henry Merwin Shrady, James Earle Fraser, Rudulph Evans, Robert Ingersoll Aitken et Paul Howard Manship ont, eux aussi, contribué à l'enrichissement du patrimoine artistique de la ville. James Earle Fraser, entre autres, y fut particulièrement actif. Pour la seule année 1935, on lui doit quatre réalisations (The Authority of Law, The Contemplation of Justice, Heritage, Guardianship). À celles-ci s'ajoute la statue d'Albert Gallatin (1947). Ce dernier ainsi que d'autres ayant été actifs dans la première du XXe siècle.
Bien que né au XIXe siècle, l'œuvre d'Alexander Calder appartient au siècle suivant. Très connu pour ses sculptures mobiles, quelques-unes de ses œuvres se trouvent également à Washington.

#### Sculpteurs américains nés auXXesiècle
La première moitié du XXe siècle fait place à la génération suivante de sculpteurs nés durant cette période. Robert Berks (en), Frank Chalfant Gaylord (en), et Edward Norton Hamilton, Jr. (en), entre autres, sont de ceux-là. Le premier s'étant acquis une renommée avec le mémorial Albert Einstein. Le second est connu pour le Korean War Veterans Memorial. Quant au troisième, il est l'un des rares sculpteurs afro-américain dont l'une des œuvres se trouve sur le sol de la capitale américaine : c'est en 1997 que son African American Civil War Memorial fut dévoilé. Citons encore du côté américain, Jeff Koons, artiste original dans le choix de ses matériaux. Le Hirshhorn Museum and Sculpture Garden lui doit l'œuvre intitulée Kiepenkerl (en).

### Sculpteurs américains d'origine étrangère
Les noms cités ici peuvent avoir la double nationalité américaine et celle de leur pays d'origine ou ne détenir que la nationalité américaine. Ils sont ici classés par leur période d'activité plutôt que celle de leur naissance.

#### XIXesiècleet première moitié duXXesiècle
Le travail de sculpteurs américains originaires d'autres pays tels Augustus Saint-Gaudens avec la statue dédiée à Henry Adams, Albert Jaegers (en) avec celui dédié à Friedrich Wilhelm von Steuben, Jacques Jouvenal (en) avec sa représentation de Benjamin Franklin ou encore Adolph Weinman et sa réalisation de la statue d'Oscar Straus est également à prendre en considération. De ce groupe fait également partie le sculpteur américain d'origine française Gaston Lachaise.

#### Deuxième moitié duXXesiècleet début duXXIesiècle
Lucas Samaras, Louise Bourgeois, Claes Oldenburg, Coosje Van Bruggen, Mark di Suvero sont parmi les artistes qui ont œuvré ou œuvrent toujours dans le domaine de la sculpture durant cette période tout en ayant enrichi le patrimoine artistique de l'extérieur de la ville de Washington. (Voir la section Jardins de sculptures).

### Sculpteurs d'autres pays
Les noms cités ici sont également classés par leur période d'activité plutôt que celle de leur naissance.

#### Deuxième moitié duXVIIIesiècle
Bien qu'à proprement parler, Jean-Antoine Houdon ne contribua pas directement à la sculpture de la capitale américaine qu'est devenue Washington, il fut l'un des tout premiers sculpteurs étrangers à qui fit appel les élites de ce pays. Thomas Jefferson, alors ambassadeur en France, de concert avec Benjamin Franklin, le recommandèrent auprès du Congrès pour exécuter la statue de Washington... qui ne fut pas installée dans la capitale. Néanmoins, et bien qu'il fallut attendre pour cela plus d'un siècle, des copies de ce monument trouvèrent leur place à divers endroits de cette ville. Voir la section "Cas particulier(s)".

#### XIXesiècleet première moitié duXXesiècle

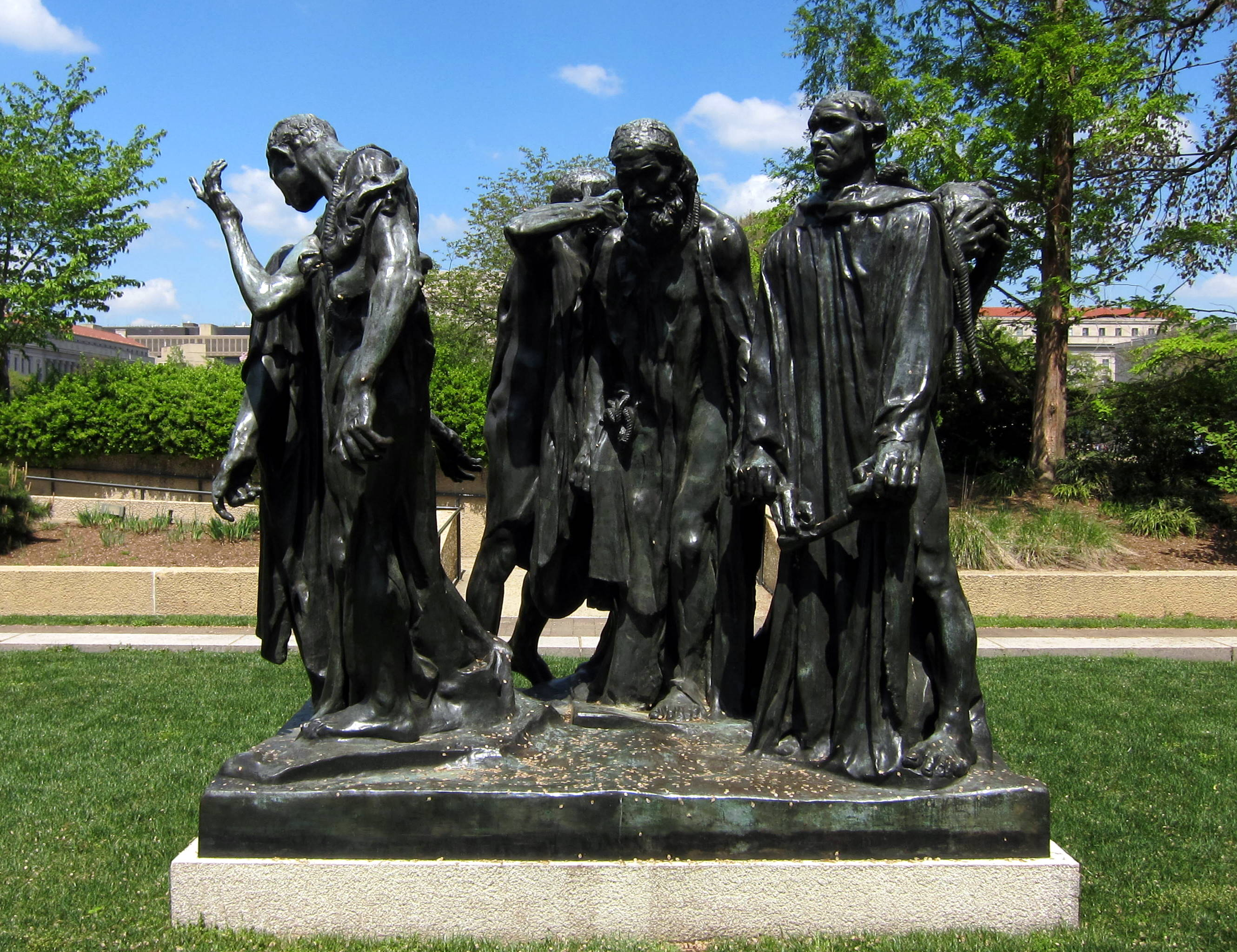
Les Bourgeois de Calais, Auguste Rodin, Hirshhorn Museum and Sculpture Garden

Dès le XIXe siècle, Washington a accueilli les artistes de différents pays leur offrant l'occasion d'embellir le décor de cette ville toute jeune. Parmi bien d'autres, les artistes français sont à l'honneur :
Alexandre Falguière et sa représentation de Lafayette, Fernand Hamar avec celle de Rochambeau, Augustin Alexandre Dumont et Antoine Bourdelle avec respectivement les statues de Jose de San Martin et de Simón Bolívar, ces dernières étant toutes deux des statues équestres (Voir la section "Statues des libérateurs"), sans oublier Frédéric Auguste Bartholdi ayant réalisé la fontaine nommée en son honneur et Auguste Rodin alors que certaines de ses réalisations peuvent être observées dans le Hirshhorn Museum and Sculpture Garden dont, entre autres, l'une des reproductions de son Monument à Balzac (l'original se trouvant à Paris) et l'une des reproductions des Bourgeois de Calais (l'original se trouvant à Calais, en France). Des artistes polonais, tels Kazimierz Chodziński (en) et Antoni Popiel (en) par exemple, sauront aussi se tailler une place. Du côté italien, on doit mentionner des artistes tels Lucio Fontana, Marino Marini, Arnaldo Pomodoro et Giacomo Manzù qui ont tous été actifs au milieu du XXe siècle et même au-delà. Tous présents au Hirshhorn Museum and Sculpture Garden,,,. Citons encore l'Uruguayen Juan Manuel Blanes (monument de José Gervasio Artigas) et le franco-italien Enrique Alciati (monument de Benito Juárez). (Voir la section "Statues des libérateurs").

#### Milieu et deuxième moitié duXXesiècle

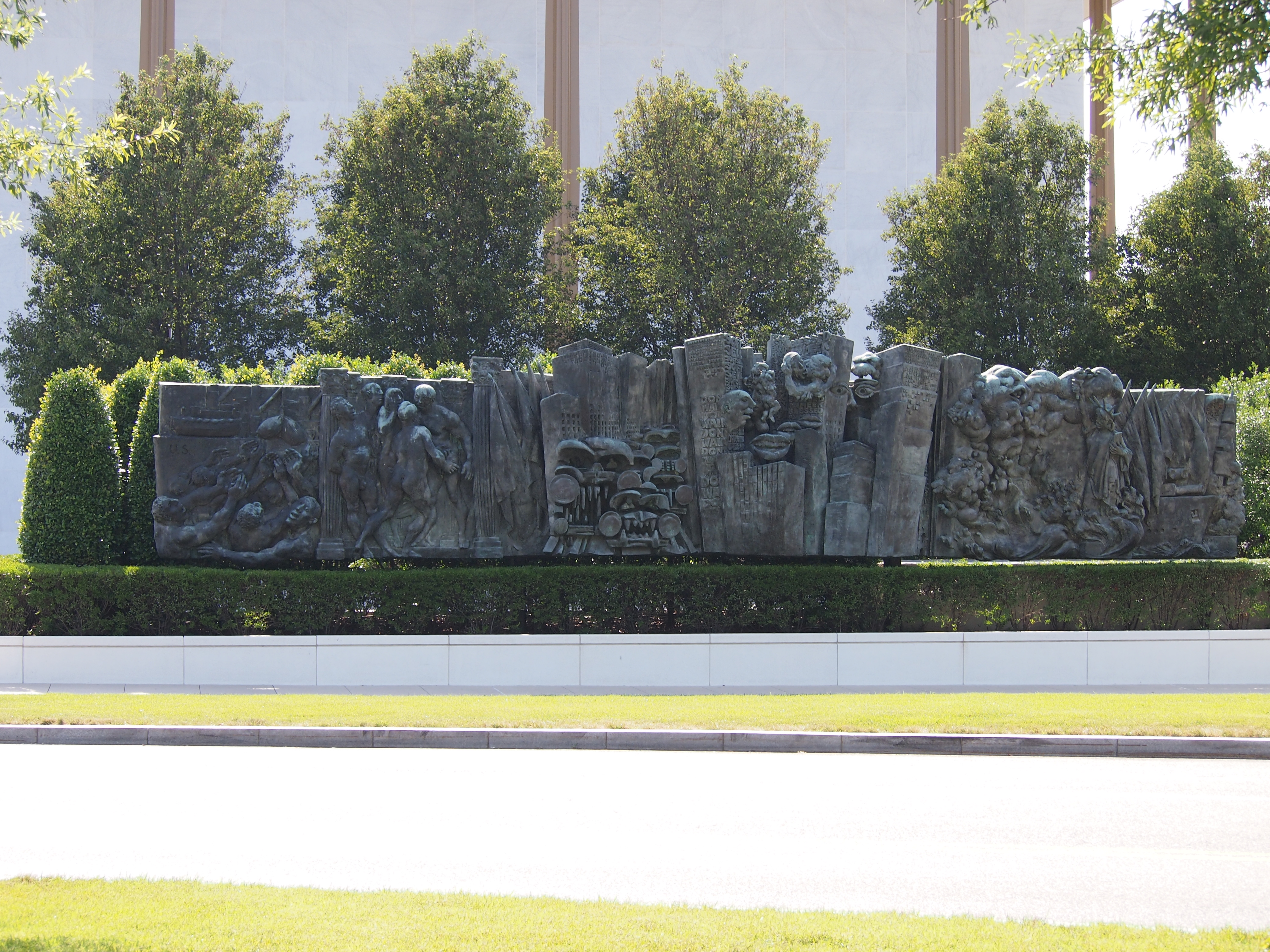
America, Jürgen Weber, 1965-1971, John F. Kennedy Center for the Performing Arts

Au XXe siècle s'affirme une nouvelle forme d'expression artistique en sculpture comme en peinture. Le non figuratif ou art abstrait constitue l'une des voies qu'exploreront de nombreux artistes. La capitale américaine a su faire une place à cette forme d'art.
De fait, la sculpture non figurative, présente à l'extérieur de cette ville, se révèle être un domaine qui a attiré également une majorité de sculpteurs étrangers : Joan Miró, Henry Moore, Willem de Kooning, Lucien Wercollier, Alejandro Otero, Jean Arp (Hans Arp)... (Voir la section "Sculptures non figuratives").
Don du gouvernement ouest-allemand au John F. Kennedy Center for the Performing Arts et fruit du travail du sculpteur Jürgen Weber, les œuvres intitulées America et War and Peace viennent accentuer la diversification des styles dans le domaine de la sculpture pour cette ville. De 1965 à 1971, six ans de travaux furent nécessaires à leur réalisation qui nécessitèrent le moulage et l'assemblage de plus de 200 pièces.
Cette floraison des styles fait en sorte que le style classique n'est pas laissé pour compte dans cette deuxième moitié du XXe siècle notamment avec les statues des libérateurs. (Voir la section "Statues des libérateurs"). Ainsi avec la statue équestre de Bernardo de Gálvez inaugurée en 1976, don de Juan Carlos Ier, le sculpteur espagnol Juan de Ávalos (en) prolonge une tradition qui s'était amorcée dans cette ville depuis un peu plus d'un siècle.

### Réalisations féminines

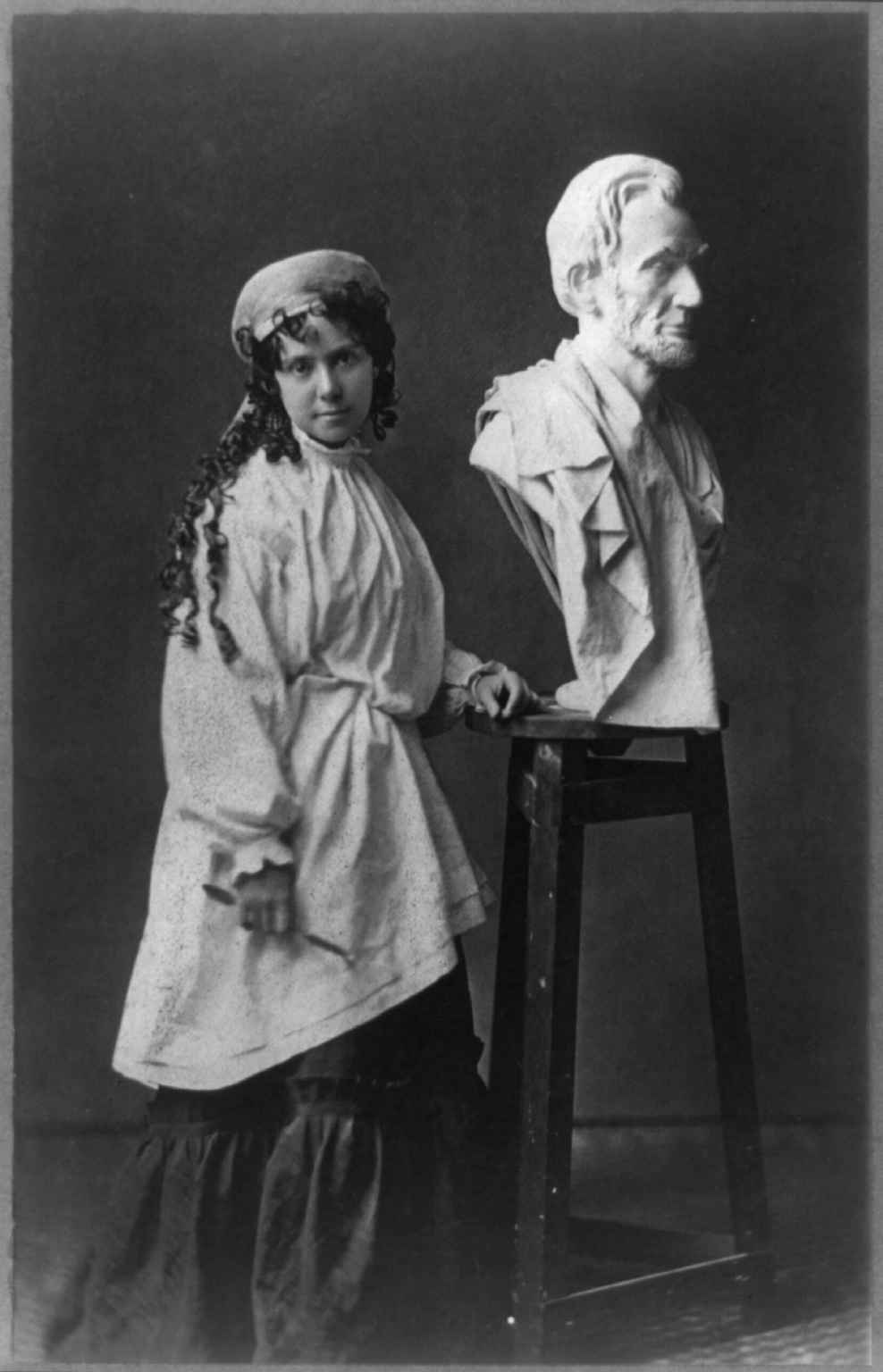
Vinnie Ream et le buste de Lincoln (1865).

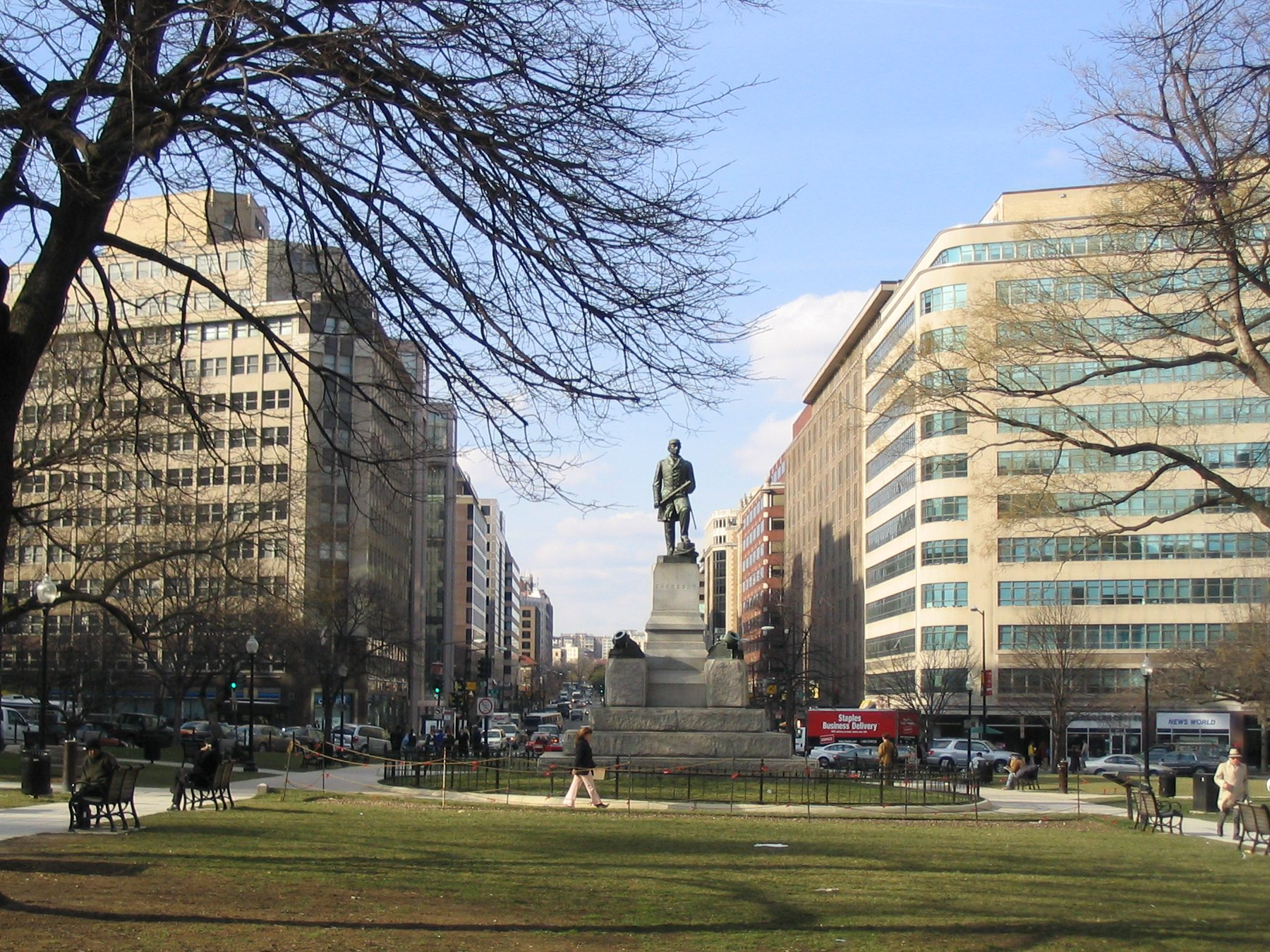
Statue de l'amiral David Farragut, Vinnie Ream, Farragut Square, centre-ville de Washington.

La deuxième moitié du XIXe siècle voit apparaître des femmes qui réaliseront à leur tour des œuvres dignes d'être vues du grand public. Vinnie Ream, de son vrai nom Lavinia Ellen Ream, devint, en 1866, la première femme à obtenir de la part du gouvernement américain une commande pour la réalisation d'une œuvre d'art et le plus jeune artiste par le fait même, n'était alors âgée que de 18 ans. Le Congrès lui demanda de réaliser la statue grandeur nature en marbre de Lincoln exposée depuis 1871 dans la rotonde du Capitole.
En 1875, elle remporta un concours pour la réalisation de la statue de l'amiral David Farragut et en 1881, on procéda au dévoilement de cette statue en bronze dans le square Farragut.
Il faudra attendre ensuite la première moitié du XXe siècle pour voir apparaître d'autres sculptures extérieures dans Washington réalisées par des femmes. On retient, de fait, comme sculpture extérieure de Ream un buste de Edwin B. Hay (en) réalisé en 1906 et situé dans le
cimetière de Rock Creek (en).
Contrairement à Vinnie Ream dont l'une des dernières sculptures se trouve dans le cimetière de Rock Creek, l'une des premières œuvres répertoriées de Brenda Putnam se situe dans ce même cimetière avec le "Simon Memorial" terminé en 1917. Plusieurs de ses sculptures extérieures, sinon la plupart, se trouvent d'ailleurs situées dans des cimetières. Dans ce même cimetière, on retrouve également le Waite Memorial, œuvre de Mary Washburn (1908) de même que le Hitt Memorial, réalisé par Laura Gardin Fraser en 1931. (Neuf ans plus tôt, son époux, James Earle Fraser, réalisait le Frederick Keep Monument (en) dans ce même cimetière de Rock Creek.) Voir la section "Sculptures situées à des endroits moins fréquentés".
Cette première moitié du XXe siècle voit aussi se concrétiser l'activité de deux autres sculptrices américaines: Anna Hyatt Huntington et Gertrude Vanderbilt Whitney. Toutes deux ayant connu une renommée internationale avec des œuvres aux États-Unis, en Europe et au Canada. De Gertrude Vanderbilt Whitney, on trouve à Washington la Fontaine aztèque et le mémorial des femmes du Titanic inauguré en 1931. Anna Hyatt Huntington est surtout renommée pour ces statues équestres, l'une d'entre elles (El Cid) se retrouve à Washington et a été inaugurée en 1927.
La deuxième moitié du XXe voit apparaître une contribution d'importance dans le domaine de la sculpture à Washington qui soit l’œuvre d'une femme. En 1993, Glenna Goodacre inaugure le Vietnam Women's Memorial. Voir la section "Personnages féminins".
Washington compte peu de sculptures extérieures réalisées par des femmes autre qu'Américaines. Le début des années 2000 nous en offre au moins un exemple avec la statue de Märtha de Suède sculptée dans le bronze par Kirsten Kokkin (no), artiste norvégienne, et que les visiteurs peuvent admirer depuis 2005. Voir la section "Personnages féminins".

### Évolution de la sculpture

#### Œuvres controversées
De tout temps les œuvres d'art ont fait l'objet de louanges ou de contestation de la part du public ou de la population en général. Il ne pouvait pas en être autrement à Washington du moment que se diversifia la production artistique de cette ville. Il était inévitable que l'arrivée de la représentation de la nudité, en sculpture comme ailleurs, produise un profond malaise dans une Amérique restée jusque-là puritaine.
Ce fut le cas avec une statue de marbre de 12 tonnes réalisée à Livourne, en Italie, par le sculpteur américain Horatio Greenough représentant un George Washington au torse dénudé. L’œuvre, une fois achevée, traversa l'Atlantique pour arriver au Washington Navy Yard en juillet 1841. Elle suscita presque aussitôt une controverse. Elle fut relocalisée à plusieurs reprises.
Ce fut le cas également avec la Fontaine de Neptune qui suscita une controverse avant même sa réalisation qui dura une décennie quant à son design et sa localisation. C'est finalement en 1886 que le choix du Congrès s'est arrêté sur une œuvre inspirée du style de la Renaissance italienne. Celle-ci a vu le jour en 1897-1898, fruit du travail de Roland Hinton Perry (en).
Encore dans la première moitié du XXe siècle, l'inauguration d'une autre œuvre suscita la controverse avec la fontaine du mémorial Darlington réalisée par Carl Paul Jennewein, achevée en 1922 et installée en novembre 1923. 
Si la controverse s'est apaisée depuis longtemps pour ces œuvres, il en est d'autres pour lesquelles il n'en existait pas forcément à l'époque de leur réalisation et qui a surgi des décennies plus tard. La sculpture de Thomas Ball réalisée en 1876 et située au parc Lincoln qu'on nomme Emancipation Memorial (Mémorial de l'émancipation) fait partie de celles pour laquelle la presse locale de l'époque n'a pas relevé de remarques désobligeantes à son endroit. Plus d'un siècle plus tard pourtant, en 1997, l'historien Kirk Savage fit valoir son point de vue à l'effet que ce monument perpétue l'idéologie raciste faisant remarquer que l'esclave émancipé est figuré dans une position servile alors qu'une autre attitude moins déshonorante aurait été toute indiquée pour symboliser ce moment crucial de l'histoire,.

#### Jardins de sculptures
L'arrivée des jardins de sculptures marque l'une des étapes importantes dans l'évolution de la sculpture extérieure à Washington. Ces derniers sont rattachés à de grands musées tels la National Gallery of Art et le Hirshhorn Museum and Sculpture Garden. Ces jardins furent planifiés dans les années 1960. Le Hirshhorn Museum and Sculpture Garden ouvrit en 1974. Quant au National Gallery of Art Sculpture Garden, pour diverses raisons juridiques, ce n'est pas avant mai 1999 qu'il fut accessible au public. Avec l'apparition de ces jardins, non seulement de nombreuses sculptures extérieures se retrouvent concentrées en certains endroits mais ceux-ci vont faire connaître aux visiteurs une diversité de styles qui n'avait pas encore été rencontrée dans la capitale américaine. Peut-être le Hirshhorn Museum and Sculpture Garden est-il l'endroit à Washington qui rassemble le plus grand nombre d’œuvres d'artistes étrangers côtoyant celles de sculpteurs américains. Ces jardins sont de véritables musées à ciel ouvert. Rodin y côtoie Miró, Moore, Calder, de Kooning, Fontana, Pomodoro à côté d'autres moins connus au départ tels Kenneth Snelson (en), James Sanborn (en), Jacques Lipchitz, Jean Arp, Francisco Zúñiga, Judith Shea (en), Aristide Maillol, Antoine Bourdelle, Juan Muñoz, Tony Cragg, Barbara Hepworth, Richier Germaine, Gaston Lachaise, Jean-Robert Ipousteguy, Jeff Koons, Marino Marini, Giacomo Manzù, Barry Flanagan, Ellsworth Kelly, Louise Bourgeois, Sol LeWitt, Lucas Samaras, David Smith, Roy Lichtenstein, Roxy Paine (en), George Rickey, Tony Smith, Joel Shapiro, Scott Burton, Magdalena Abakanowicz, Robert Indiana, Mark di Suvero, Claes Oldenburg, Coosje van Bruggen...

#### Diversification des styles et mouvements
Du fait de la relative jeunesse des États-Unis, la sculpture américaine prend son essor avec le néo-classicisme dont Horatio Greenough est l'un des représentants américains. En dépit de la brièveté de son histoire, la ville de Washington va connaître diverses œuvres qui seront le résultat d'incursions dues à des artistes moins conformistes pour leur époque. Ainsi en est-il de cette œuvre d'inspiration classique réalisée par Roland Hinton Perry (en), avec la Fontaine de Neptune.
Une œuvre d'Auguste Rodin, l'un des représentants du modernisme, telle son monument à Balzac, dont l'une des copies est présente à Washington, aidera à faire la transition entre le néo-classicisme et les divers mouvements qui apparaîtront au XXe siècle. Avec Rodin apparaît une nouvelle attitude dans l'art sculptural. L'historien de l'art, Ernst Gombrich, écrit : "Comme les impressionnistes, Rodin dédaignait de donner l'impression du « fini ». Comme eux, il préférait laisser quelque chose à l'imagination du spectateur".
Cette conception de la sculpture faisant place à l'imagination sera poussée plus loin encore avec Henry Moore. À travers ces œuvres, celle-ci joue un rôle de plus en plus prépondérant, non seulement pour l'artiste mais également pour l'observateur. Ainsi, "[Henry Moore] ne cherche pas à faire une femme de pierre mais une pierre qui suggère une femme."

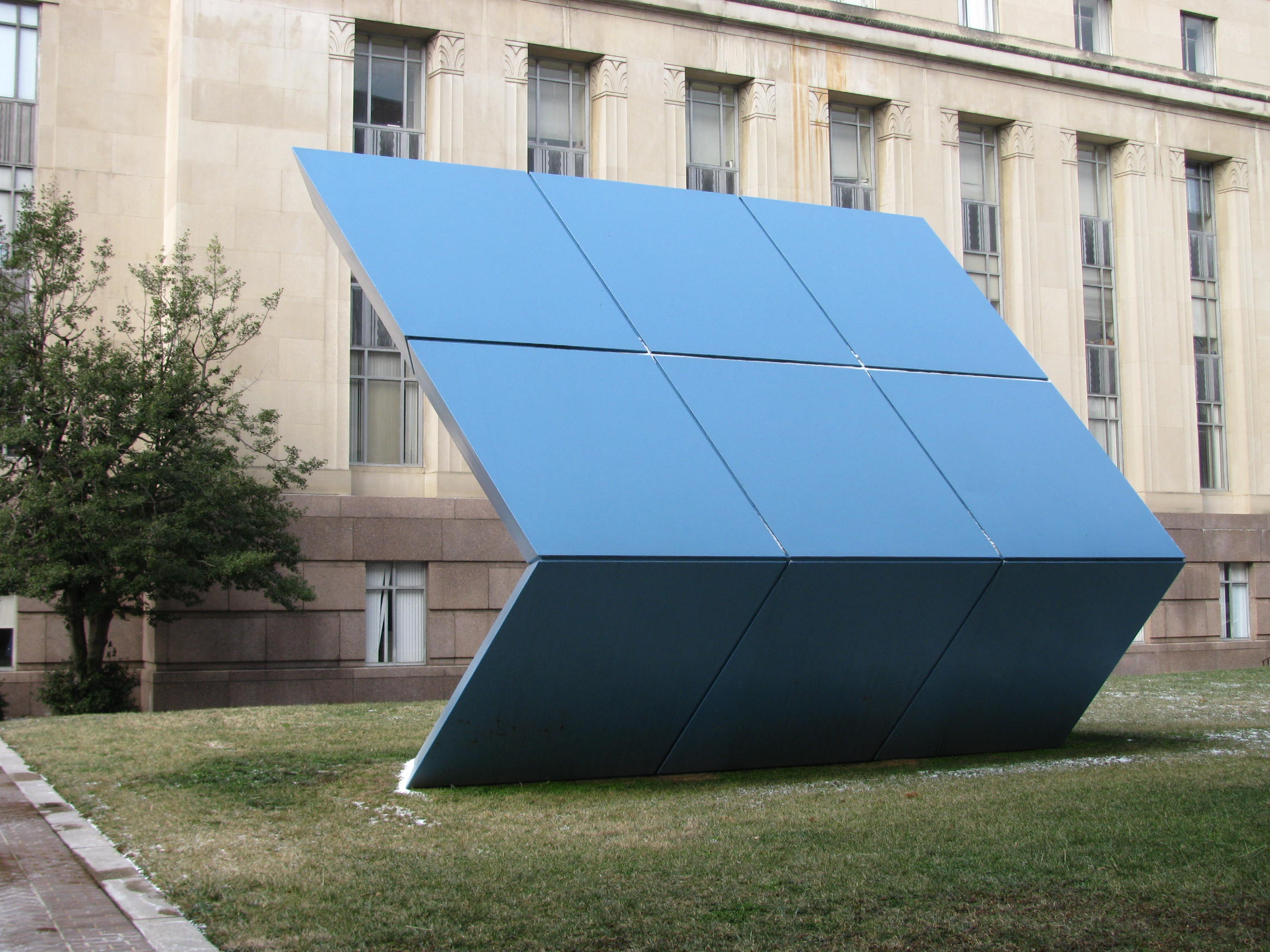
Sculpture de style minimaliste intitulée, Tony Smith, 1975,.

Poussée à son paroxysme, cette vision de l'art aboutira à la sculpture abstraite à travers divers mouvements tels l'expressionnisme abstrait dont Willem de Kooning, Mark di Suvero, et David Smith par exemple en sont des représentants ou encore le surréalisme dont l'un des représentants les plus connus est Joan Miró. Divers autres mouvements artistiques naîtront tels le spatialisme avec Lucio Fontana ou encore le minimalisme à travers les œuvres de Tony Smith, Sol LeWitt et Ellsworth Kelly.
Parallèlement à cette évolution, d'autres tendances firent leur apparition en sculpture. Le pop art avec Claes Oldenburg, Robert Indiana et Roy Lichtenstein, entre autres sans oublier l'art cinétique avec George Rickey et sans doute son représentant le plus connu Alexander Calder.
La ville de Washington aura ainsi le privilège de compter parmi ses sculptures extérieures des œuvres (sinon à tout le moins des reproductions de celles-ci) de tous ces artistes. Voir la section précédente "Jardins de sculptures".

#### Diversification des thèmes

##### Diversification des personnages
a) Personnages historiques masculins
Dès ses débuts, la sculpture américaine fut immanquablement influencée par la sculpture européenne. En témoignent les nombreuses statues équestres. Ce furent d'abord bien évidemment les grands personnages de l'histoire américaine qui furent l'objet de cette représentation. Bien vite cependant, plusieurs artistes américains sont allés parfaire leurs connaissances et leur technique auprès de grands maîtres en Europe si bien qu'imprégnés de la culture de ce continent, ils ne purent restés insensibles au désir de retrouver sur le sol américain des représentations de personnages qui marquèrent l'histoire européenne. Aux côtés des George Washington, James Garfield, Nathanael Greene, et de bien d'autres apparurent dans la capitale américaine les Christophe Colomb, Dante Alighieri, Isabelle Ire de Castille, Martin Luther... Les personnages de la France furent parmi les premiers à connaître cet honneur avec, entre autres, le marquis Gilbert de Lafayette et Louis Daguerre qui firent leur apparition au début de la décennie 1890 alors que la plupart de ces grandes figures européennes devront attendre le XXe siècle.
Le XXe siècle voit l'arrivée à Washington de monuments dédiés à des personnages étrangers autres qu'européens tels ceux de Simón Bolívar, Benito Juárez, José Gervasio Artigas, Bernardo de Gálvez, José de San Martín... Voir la section "Statues des libérateurs".
Dans ce même XXe siècle, l'implantation des ambassades dans la capitale fournira également un nouvel apport de personnages étrangers non exclusivement européens avec par exemple des représentations de Gandhi devant l'ambassade de l'Inde, de Winston Churchill à l'ambassade britannique, de Mustafa Kemal à l' ambassade de Turquie et de Nelson Mandela à l'ambassade d'Afrique du Sud. Voir aussi la section "Bustes".
b) Personnages historiques féminins
La ville de Washington dut attendre le XXe siècle pour voir apparaître les premières représentations en sculpture de personnages historiques féminins. Contrairement aux personnages masculins, ce sont d'abord des femmes étrangères qui furent représentées avec le monument équestre de Jeanne d'Arc inauguré en 1922. En 1966 fut inaugurée celle d'Isabelle Ire de Castille. Il faut attendre la décennie 1970 pour qu'apparaissent enfin les premières représentations de femmes américaines avec la statue de Olive Risley Seward (en), en 1971 et le Mary McLeod Bethune Memorial inauguré en 1974. Ce n'est qu'en 1997 qu'une autre Américaine, Eleanor Roosevelt, s'ajouta à la statuaire de la ville, alors que sa statue fut intégrée au mémorial dédié à son époux, Franklin Delano Roosevelt. Voir aussi la section "Personnages féminins".
À part les lieux publics habituels, il semble que les seules autres représentations de personnages historiques féminins dans les espaces extérieurs de la ville de Washington se trouvent dans les cimetières bien que, là encore, les exemples ne sont pas légion. La statue de Mary Ann Hall (en) au cimetière du Congrès en est l'un d'eux si tant est qu'il s'agit bien d'une représentation de la personne qu'on ait voulu figurer plutôt qu'une figure allégorique demandée par la famille de la défunte.
Tout aussi peu répandues, d'autres sculptures extérieures de la capitale américaine ne faisant pas partie de la statuaire rendent hommage à des femmes. Les promeneurs qui s'attardent au parc Montrose (en) dans le quartier de Georgetown, pourront observer le mémorial de Sarah Louise Rittenhouse découvrant un piédestal de marbre surmonté d'une sphère armillaire. Inauguré le 9 novembre 1956, il rend hommage à celle que l'on considère comme la fondatrice de ce parc.

##### Sculptures en rapport à des évènements
a) Évènements survenus aux États-Unis
Parallèlement à cette évolution, la sculpture américaine à Washington voit apparaître des œuvres en rapport à des évènements comme thème. À nouveau, c'est bien sûr ceux de l'histoire américaine qui retiendront l'attention en premier lieu. L'un des plus marquants au XIXe siècle avec la guerre civile fut l'abolition de l'esclavage. Le mémorial marquant le souvenir de l'émancipation des esclaves afro-américains réalisé par
Thomas Ball en 1876, année du centenaire de la déclaration d'indépendance des États-Unis, en constitue un exemple.
La guerre civile américaine a connu bien des batailles et au moins l'une d'entre elles, celle de Fort Stevens a fait l'objet d'une représentation. Voir la section "Plaques commémoratives".
b) Évènements survenus ailleurs qu'aux États-Unis

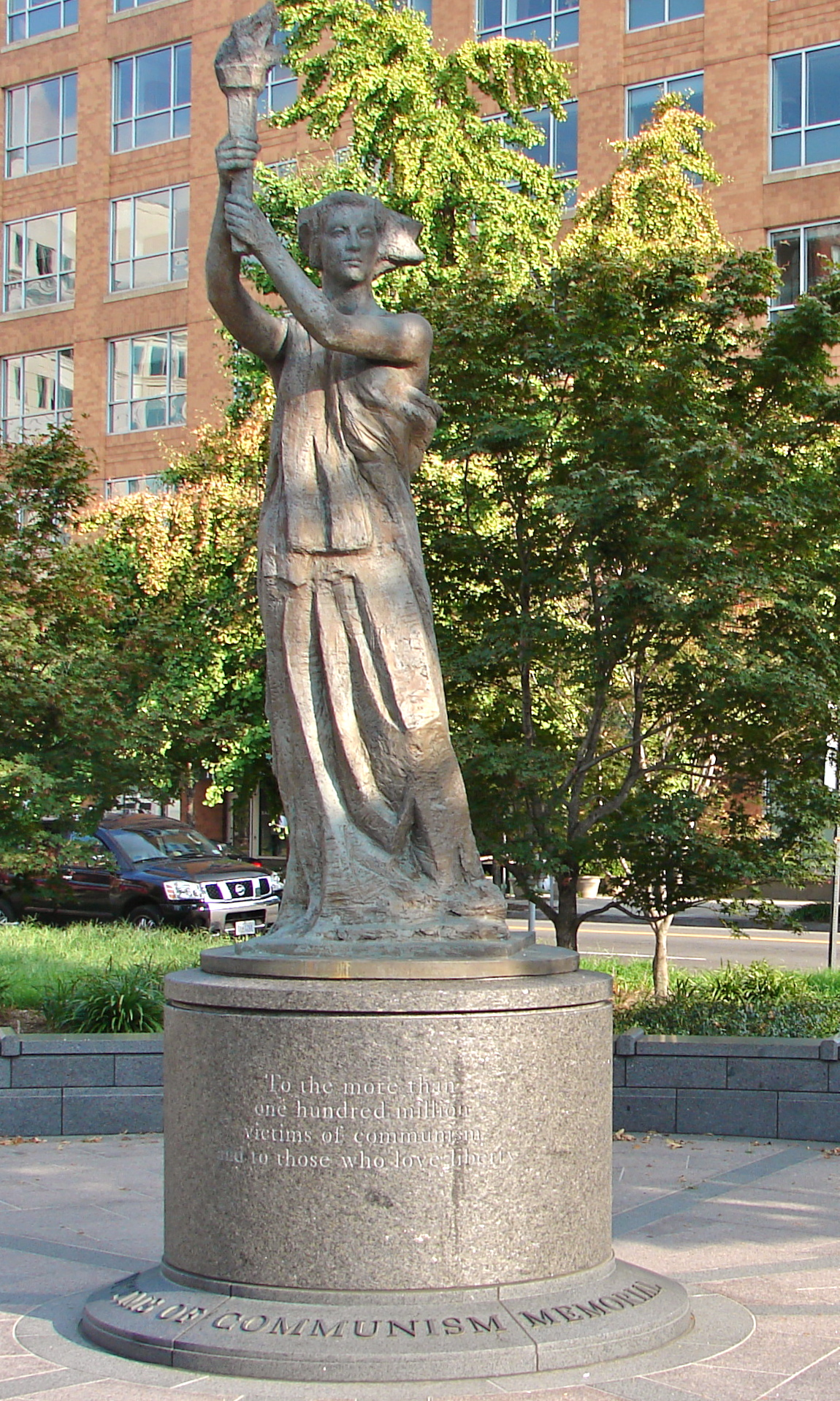
Mémorial des victimes du communisme,
Thomas Marsh, 2007.

Ici encore le XXe siècle fera connaître à la ville la même ouverture vers l'extérieur du pays pour ce type de représentation. C'est ainsi que fut inaugurée en mars 1991 une sculpture en bronze intitulée "Armenian Earthquake" de Frid (Frederic) Sogoyan, en témoignage de gratitude pour l'aide américaine apportée à l'Arménie à la suite du séisme qui frappa durement ce pays en décembre 1988.
Une autre de ces œuvres fait référence à un événement tout aussi tragique et dont la portée politique est ici incontestable. Il s'agit d'un mémorial dédié aux victimes du communisme. Inauguré le 12 juin 2007, le monument est en fait l'une des nombreuses répliques d'une œuvre intitulée "Déesse de la Démocratie". Située près de la gare de Washington Union Station et du Capitole, cette reproduction est l’œuvre de Thomas Marsh. Ce choix se veut symbolique du fait que l'original ait été créé par des étudiants de l'école nationale des beaux-arts de Pékin durant les manifestations de la place Tian'anmen à Pékin. Érigée à cet endroit, elle fut détruite lors de la sanglante répression le 4 juin 1989.

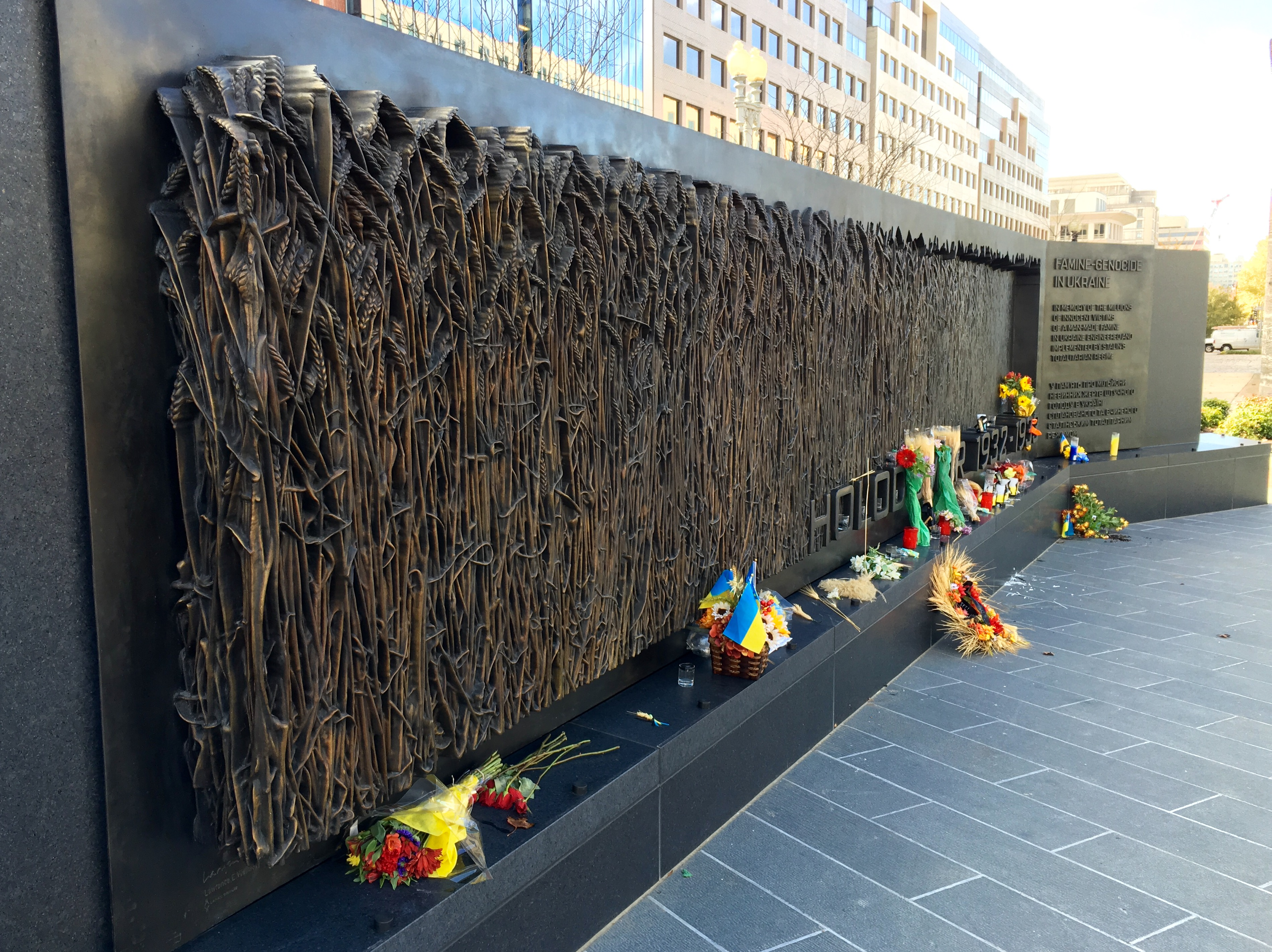
Mémorial Holodomor aux victimes de la famine-génocide de 1932-1933 en Ukraine.

Le 7 novembre 2015 fut inauguré le Mémorial Holodomor, un mémorial à la mémoire des victimes de la famine de 1932-1933 en Ukraine. La sculpture représente un champ de blé. Le nom du mémorial a pour but de préciser le contexte de l'évènement : "Holodomor" est un mot en ukrainien issu des mots qui signifient "famine" et "tuer (par privations)" désignant la responsabilité stalinienne dans ce drame. Derrière cette tragédie s'est vraisemblablement manifesté un génocide de la population ukrainienne bien que le qualificatif de génocide reste controversé (Controverse sur le qualificatif de génocide). Avec cette œuvre, comme pour d'autres, la mise en valeur de la réalisation artistique a non seulement pour but le devoir de mémoire avec ce mémorial mais aussi, semble-t-il, celui d'informer, voire éduquer, notamment le public américain, peu au fait de cet évènement survenu en Ukraine,.
c) Évènements survenus à la fois aux États-Unis et ailleurs qu'aux États-Unis
La Seconde Guerre mondiale est un évènement qui s'est déroulé en quasi-totalité à l'extérieur des États-Unis mais aussi sur le sol américain avec l'attaque de Pearl Harbor (bien que l'archipel hawaïen ne devint le 50e État américain qu'en 1959). À ce compte, le National World War II Memorial concerne cette catégorie d'évènements. Voir la section "Éléments architecturaux". Il en est de même du mémorial soulignant le patriotisme des américains d'origine japonaise durant cette Seconde Guerre mondiale érigé dans le quartier de Capitol Hill en 2000, conçu par Davis Buckley et dont la sculpture fut réalisée par Nina Akamu,.

##### Diversification dans le domaine culturel
Sculptures permanentes
a) Sculptures japonaises

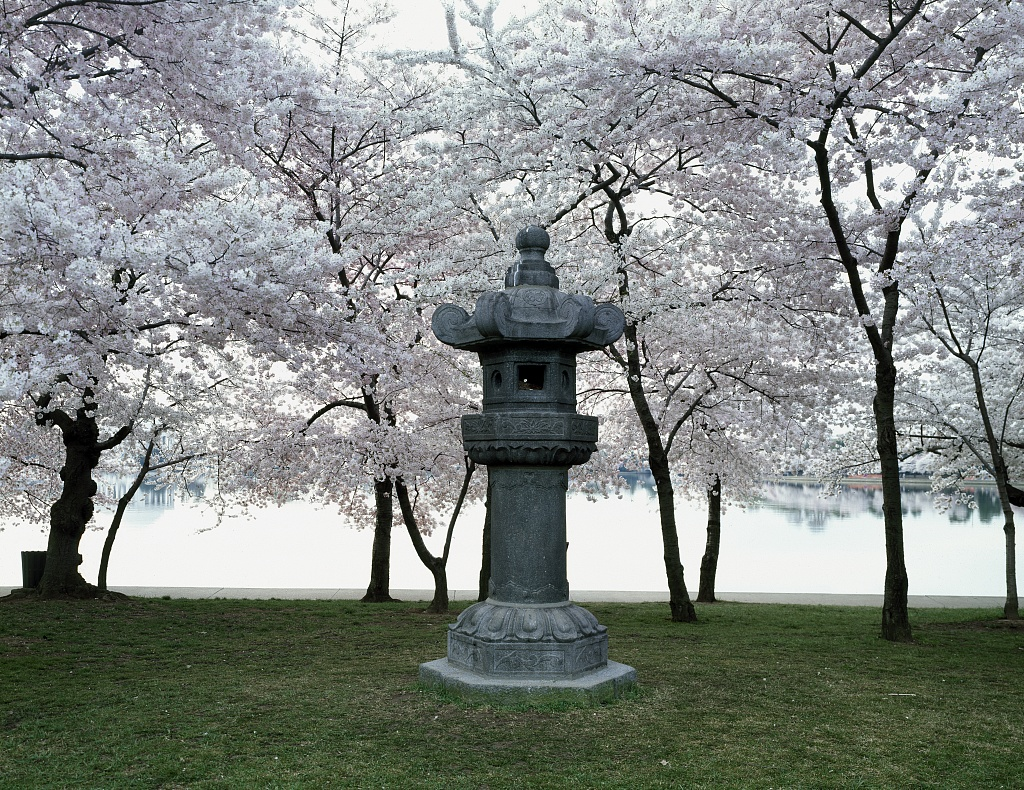
Lanterne offerte en 1954 par le gouverneur de Tokyo.

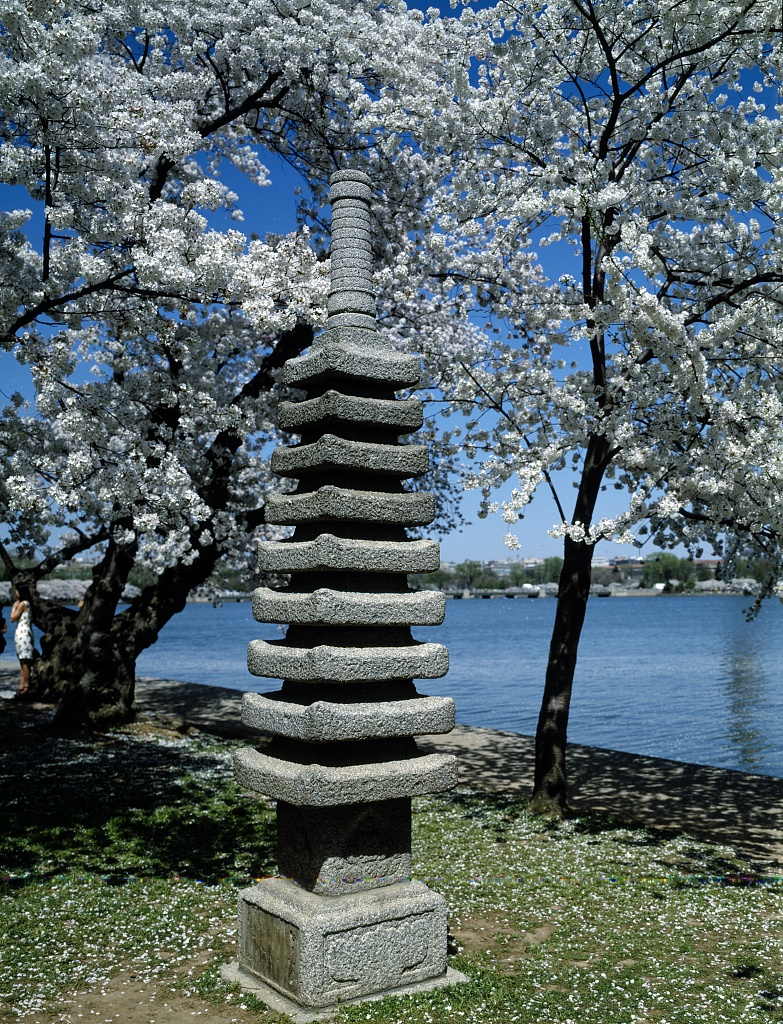
Sculpture représentant une pagode offerte en 1957 par le maire de Yokohama.

Après l'Europe, l'ouverture dans le domaine culturel devait s'étendre à l'Asie. Après le don de cerisiers japonais en 1912, le Japon fit don aux États-Unis dans les années 1950 de deux sculptures, lesquelles peuvent être observées parmi ces cerisiers près du Tidal Bassin.
La première est une lanterne qui fut offerte en 1954 par le gouverneur de Tokyo pour marquer le 100e anniversaire de l'arrivée du commodore Matthew Perry au Japon et l'ouverture des échanges commerciaux entre les deux pays. Cette sculpture de granite, autrefois située dans un temple dans le parc d'Ueno de Tokyo où elle est restée pendant 300 ans, fut créée en 1651 pour marquer la mort du troisième shogun de la dynastie des Tokugawa, Tokugawa Iemitsu. Chaque année, cette lanterne est éclairée lors du Festival des cerisiers en fleurs de Washington.
Trois ans plus tard, ce fut au tour du maire de Yokohama d'offrir une autre sculpture, cette fois représentant une pagode. La sculpture en granite fut inaugurée l'année suivante, en 1958.
b) Sculptures chinoises

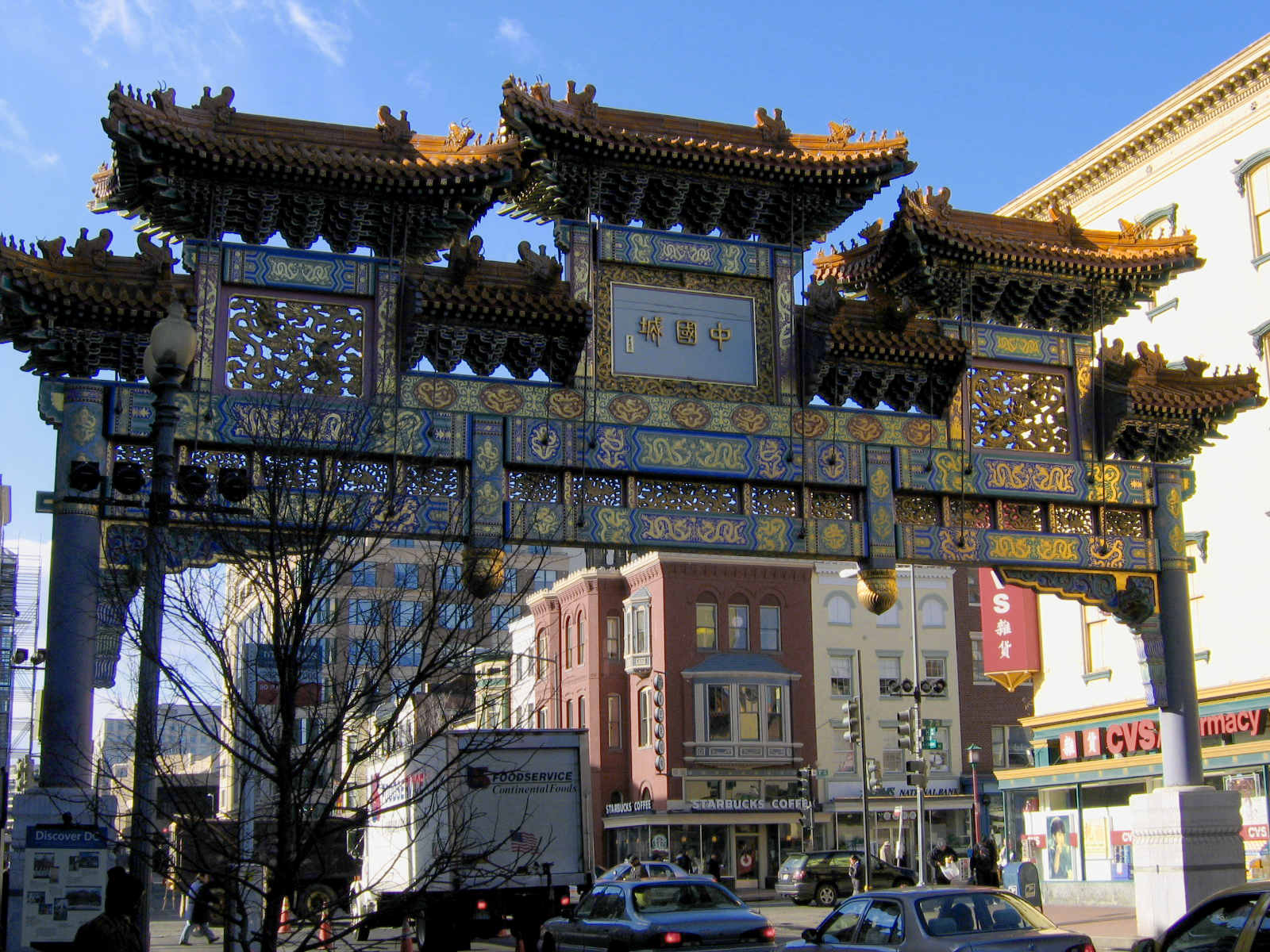
Arche de l'amitié, 1986, Alfred H. Liu (architecte), H Street, quartier chinois de Washington.

À l'image de nombreuses villes nord-américaines, Washington possède son quartier chinois. Le 20 novembre 1986, celui-ci inaugura l'Arche de l'amitié dont le coût fut partagé par les gouvernements américain et chinois. Sous la direction de Hou Shuwen, seize artisans sont venus à Washington pour sculpter, peindre, et installer des motifs d'arcade. Évoquant le style classique de la dynastie Qing (1644-1912), l'arche ne compterait pas moins de 7 000 tuiles vernissées et 35 000 morceaux de feuilles d'or. Elle dut faire l'objet de rénovations majeures dès 1993 de même qu'en 2009.
c) Sculptures amérindiennes

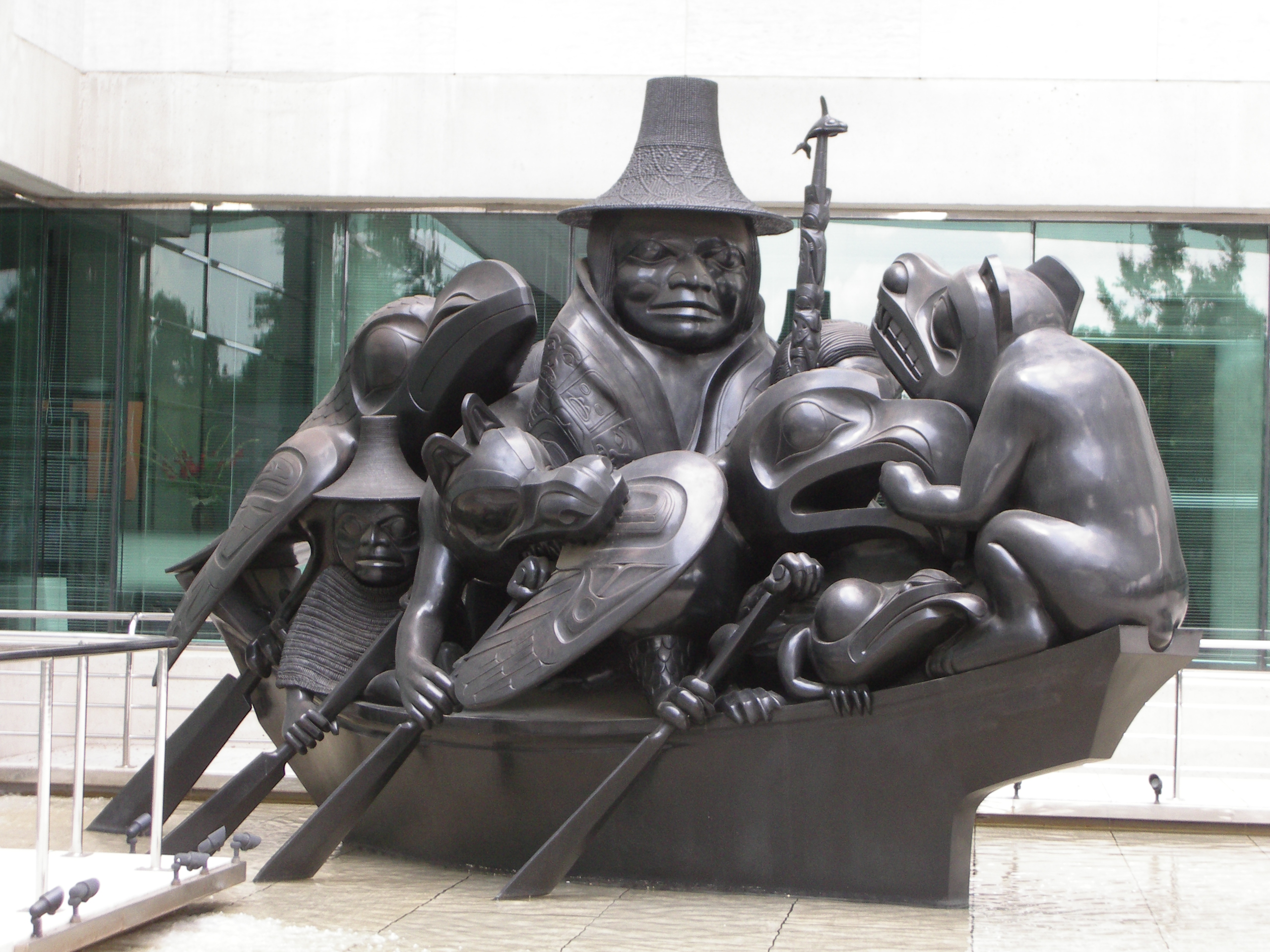
L’esprit de Haïda Gwaii, Bill Reid, 1986, ambassade canadienne à Washington.

En 1991 fut inaugurée une œuvre intitulée Spirit of Haida Gwaii (L’esprit de Haïda Gwaii). Située à l'extérieur de l'ambassade canadienne à Washington, cette réalisation de l'artiste canadien Bill Reid regroupe 13 figures mythologiques de la culture haida, population amérindienne dont une partie vit dans l'archipel canadien Haida Gwaii, autrefois dénommé "îles de la Reine-Charlotte", et situé au large des côtes de la Colombie-Britannique. Cette sculpture en bronze de cinq tonnes a figuré sur l'ancienne série de billets de banque canadiens de vingt dollars mis en circulation en 2004.
En septembre 2004 ouvrit près du Capitole, à Washington le National Museum of the American Indian (le musée national des Indiens d'Amérique). Peu de temps après fut lancé un concours pour désigner l'artiste qui aura l'honneur de réaliser la sculpture qui accueillera les visiteurs à l'entrée du bâtiment. Cet honneur revint à Nora Naranjo-Morse (en). L’œuvre composée de cinq sculptures faites d'argile, de paille, de sable, de pierre, de poteaux de bois, de bambou, de roseaux et de plantes fut inaugurée en septembre 2007 et est intitulée Always Becoming (en),.
d) Sculptures balinaises
Dès la deuxième moitié du XIXe siècle (vers 1870) furent inaugurées à l'extérieur de l'ambassade d'Indonésie deux sculptures en roche volcanique de danseurs balinais censés incarner des démons. Cette scène fait vraisemblablement référence à la danse du Barong.
Près d'un siècle et demi plus tard, en juin 2013, fut inaugurée à l'extérieur de cette ambassade une sculpture de près de cinq mètres de haut réalisée par plusieurs sculpteurs balinais sous la direction du sculpteur Nyoman Sudarwa. Elle représente la déesse hindoue Sarasvati. Aux pieds de la déesse se trouvent trois étudiants dont l'un représenterait Barack Obama.
e) Sculpture maorie
La diversité de ce patrimoine artistique s'étend plus loin encore dans la zone Asie-Pacifique avec un exemple de sculpture maorie devant l'ambassade de Nouvelle-Zélande faisant apparaître l'une des réalisations du whakairo (en), une forme de sculpture traditionnelle maorie sur le bois, la pierre ou même l'os. Voir la galerie d'images de la section "Lieux divers".
Sculptures présentes pour une durée limitée

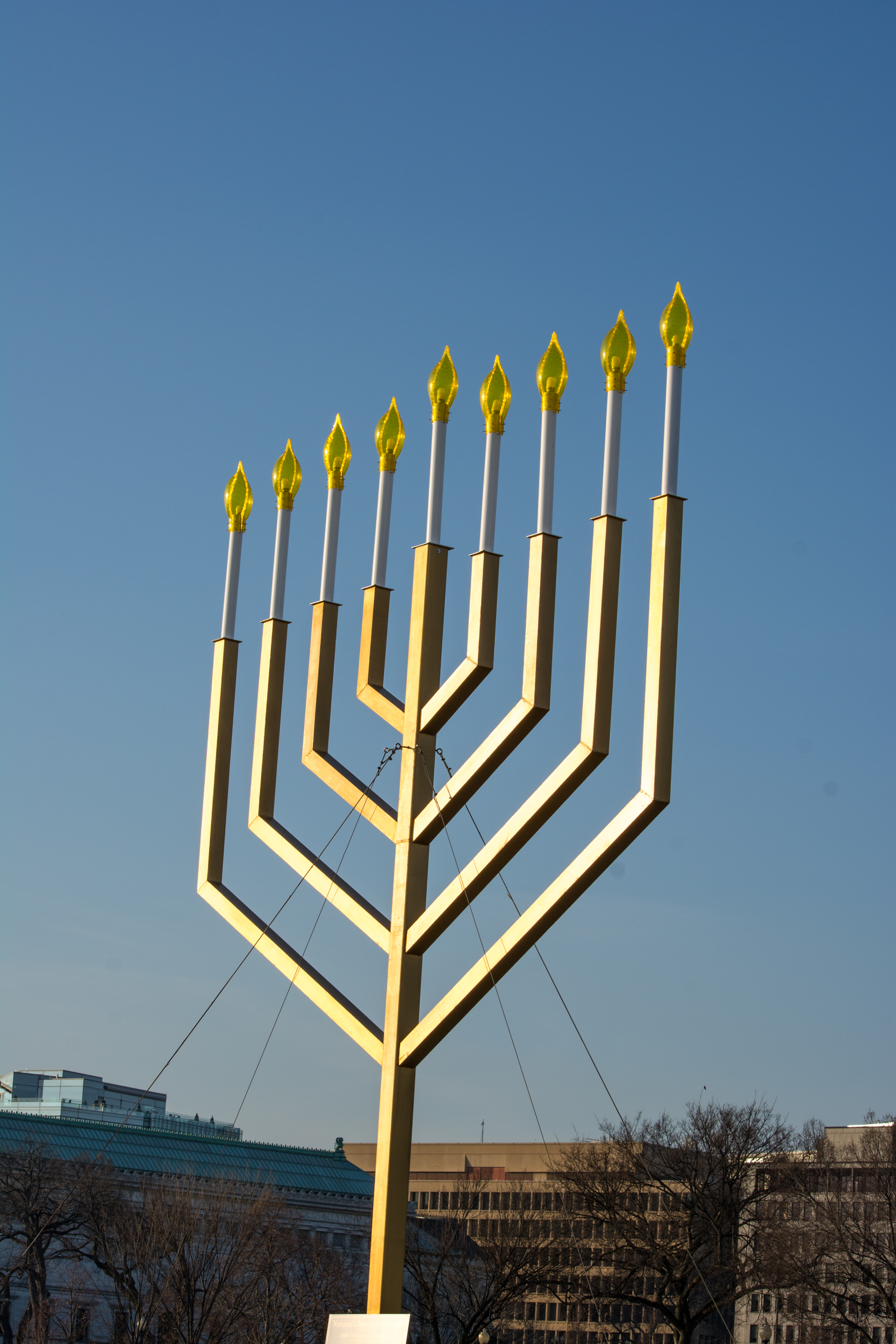
Menorah nationale érigée chaque année lors de la fête juive de Hanoucca, place de l'Ellipse.

À son statut de ville administrative, Washington ajoute désormais l'image de celle d'une ville festive à travers diverses célébrations, festivités et spectacles lors desquels des artistes ont l'occasion de démontrer leur savoir-faire dans le domaine de la sculpture qui affiche un modernisme et ce, parfois même, lors de cérémonies plus traditionnelles.
a) Célébrations
Chaque année, depuis 1979, a lieu une célébration pour la fête juive de Hanoucca sur la place de l'Ellipse près de la Maison-Blanche. À cette occasion, est érigée la menorah nationale (en), un
candélabre à neuf branches de 9,1 m (30 pieds) de haut qui est allumé durant les célébrations. Cette célébration a lieu, selon les années, aux mois de novembre ou décembre.
Dans certaines circonstances, la sculpture se donne à voir aussi bien aux enfants qu'aux adultes. C'est le cas lors de la parade qui a lieu, une fois l'an, lors des festivités soulignant le jour de l'Indépendance aux États-Unis. Ainsi, dans la capitale américaine, adultes et enfants ont l'occasion de voir défiler plusieurs sculptures gonflables géantes.
b) Festivals
Durant deux semaines, du 20 février au 6 mars 2016, la capitale américaine s'est faite l'hôte d'un évènement durant lequel les gens furent invités à venir découvrir les œuvres de l'artiste australienne, Amanda Parer et de l'architecte John Ensor Parker. Ils purent ainsi admirer des sculptures géantes gonflables représentant des lapins illuminés de l'intérieur ainsi qu'une sculpture de 6,1 m (20 pieds) de haut intitulée "Point Cloud",.
c) Expositions non permanentes
Expositions au First Lady's Garden
Au début de 1994, Hillary Clinton, alors première dame des États-Unis et présidente honoraire du Comité pour la préservation de la Maison-Blanche, a soulevé l'idée de mettre en valeur la sculpture américaine contemporaine en promouvant une série d'expositions durant lesquelles diverses œuvres pourraient être vues dans le Jacqueline Kennedy Garden (en) que l'on a pris l'habitude de nommer le First Lady's Garden (le jardin de la première dame des États-Unis). Ce fut la première fois que ce genre d'exposition eut lieu à cet endroit. Elles furent organisées conjointement par le Comité pour la préservation de la Maison-Blanche et l'Association of Art Museum Directors (en). D'octobre 1994 à février 2001 huit expositions se sont succédé, exposant des œuvres de Louise Bourgeois, Scott Burton, Chakaia Booker, Donald Lipski (en), Harry Bertoia, Truman Lowe (en), Robert Mangold, Ellsworth Kelly, Isaac Witkin (en), Stephen De Staebler (en), Manuel Neri (en), George Rickey, Claes Oldenburg et de nombreux autres,.
The Lost Bird Project
S'il est courant que les sculptures soient les garantes de la mémoire collective concernant les personnages du passé, il est par contre beaucoup moins fréquent qu'elles aient pour but de rappeler à notre mémoire des espèces animales aujourd'hui disparues. Ce rôle étant habituellement dévolu aux musées de paléontologie. Du printemps 2014 au printemps 2015 s'est tenue à Washington une exposition itinérante présentant cinq sculptures géantes représentant les oiseaux de cinq espèces disparues dont certaines dans un passé relativement récent. The Lost Bird Project a pour but de susciter une prise de conscience auprès du grand public de la fragilité de la faune aviaire. Présentée la première fois au Cornell Lab of Ornithology, ces sculptures de l'artiste Todd McGrain furent ensuite exposées dans les parcs et jardins de différentes villes américaines dont la capitale. Quatre des cinq sculptures représentant le grand pingouin, l'eider du Labrador, la conure de Caroline et le tympanuchus cupido cupido furent exposées au Enid A. Haupt Garden (en), la cinquième, la tourte voyageuse (à ne pas confondre avec le pigeon voyageur) fut exposée au Urban Bird Habitat Garden au Musée national d'histoire naturelle,.
New York Avenue Sculpture Project
En 2010 débuta une série d'expositions avec le New York Avenue Sculpture Project. Les œuvres de trois sculptrices renommées furent exposées tour à tour sur la New York Avenue (en) de 13th Street à 9th Street. Le projet était une initiative du National Museum of Women in the Arts. Il dut faire l'objet d'une évaluation environnementale de la Commission de planification de la capitale nationale (en) avant d'obtenir l'autorisation nécessaire à sa réalisation.
Trois artistes furent ainsi sélectionnées : Niki de Saint Phalle dont les œuvres choisies furent exposées du 28 avril au 7 novembre 2010 et du 26 mars au 30 octobre 2011, suivirent celles de Chakaia Booker exposées du 8 mars 2012 au 27 avril 2014. L'évènement pris fin avec Magdalena Abakanowicz dont les œuvres choisies furent exposées du 27 septembre 2014 au 27 septembre 2015. Entre autres exemples, les passants purent ainsi découvrir en plein décor urbain Les Trois Grâces Les Trois Grâces ou encore l’œuvre intitulée Nana on a Dolphin (en) toutes deux réalisées par Niki de Saint Phalle.

##### Représentations de scènes quelconques

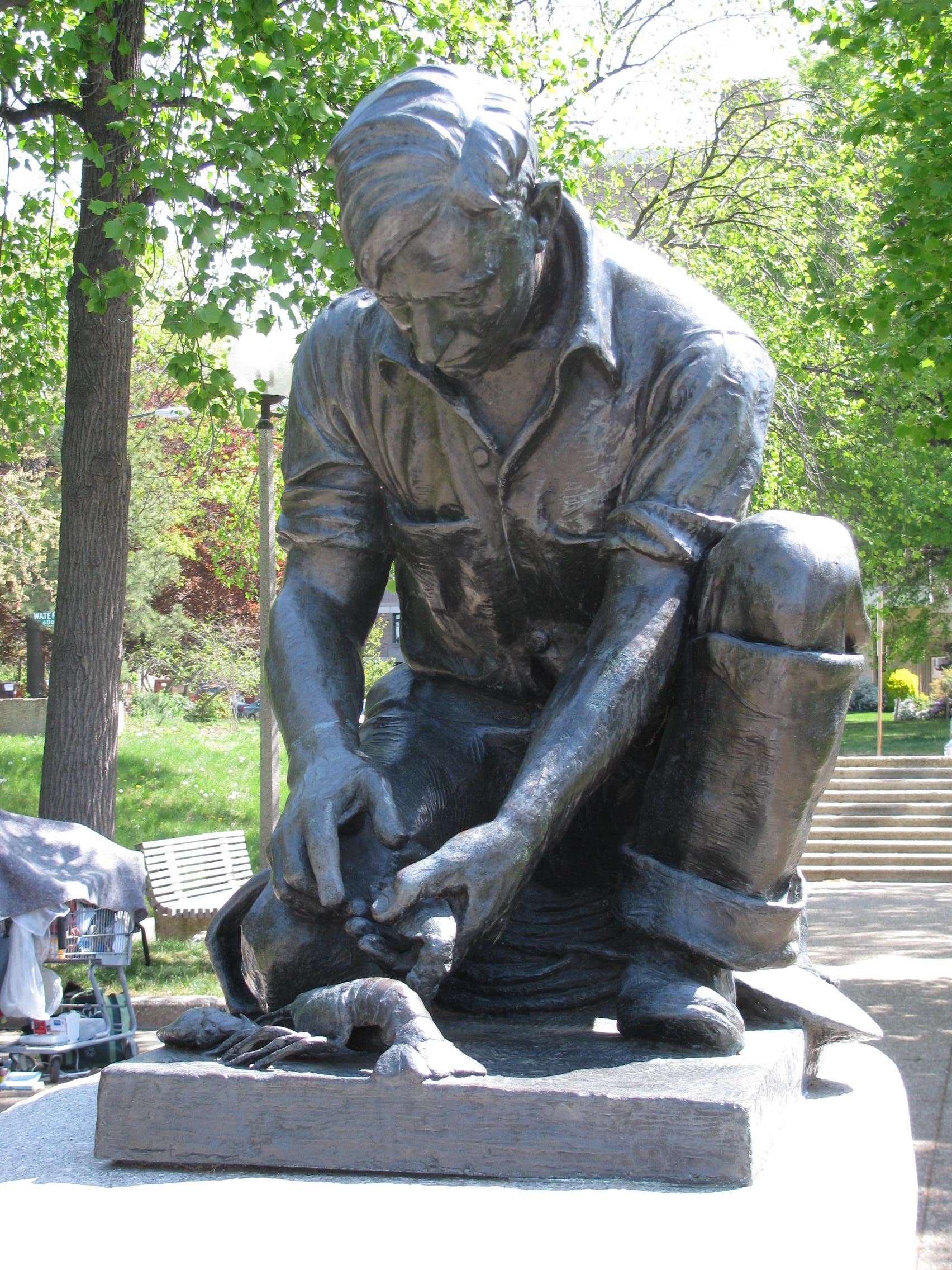
The Maine Lobsterman, Victor Kahill, 1939, département de l’Intérieur des États-Unis.

Par-delà les symboles avec notamment les personnages qui ont marqué l'histoire de ce pays et au-delà du devoir de mémoire pour rappeler à sa population les évènements marquants de l'histoire des États-Unis, voire ceux survenus ailleurs dans le monde, la ville de Washington est véritablement devenue une ville d'art avec l'apparition dans son décor urbain de sculptures représentant des scènes du quotidien. Ces scènes qui ne sont pas chargées de symboles et qui ne font référence à aucun évènement historique permettent aux habitants de la ville et aux visiteurs d'observer des œuvres d'art uniquement pour l'art.

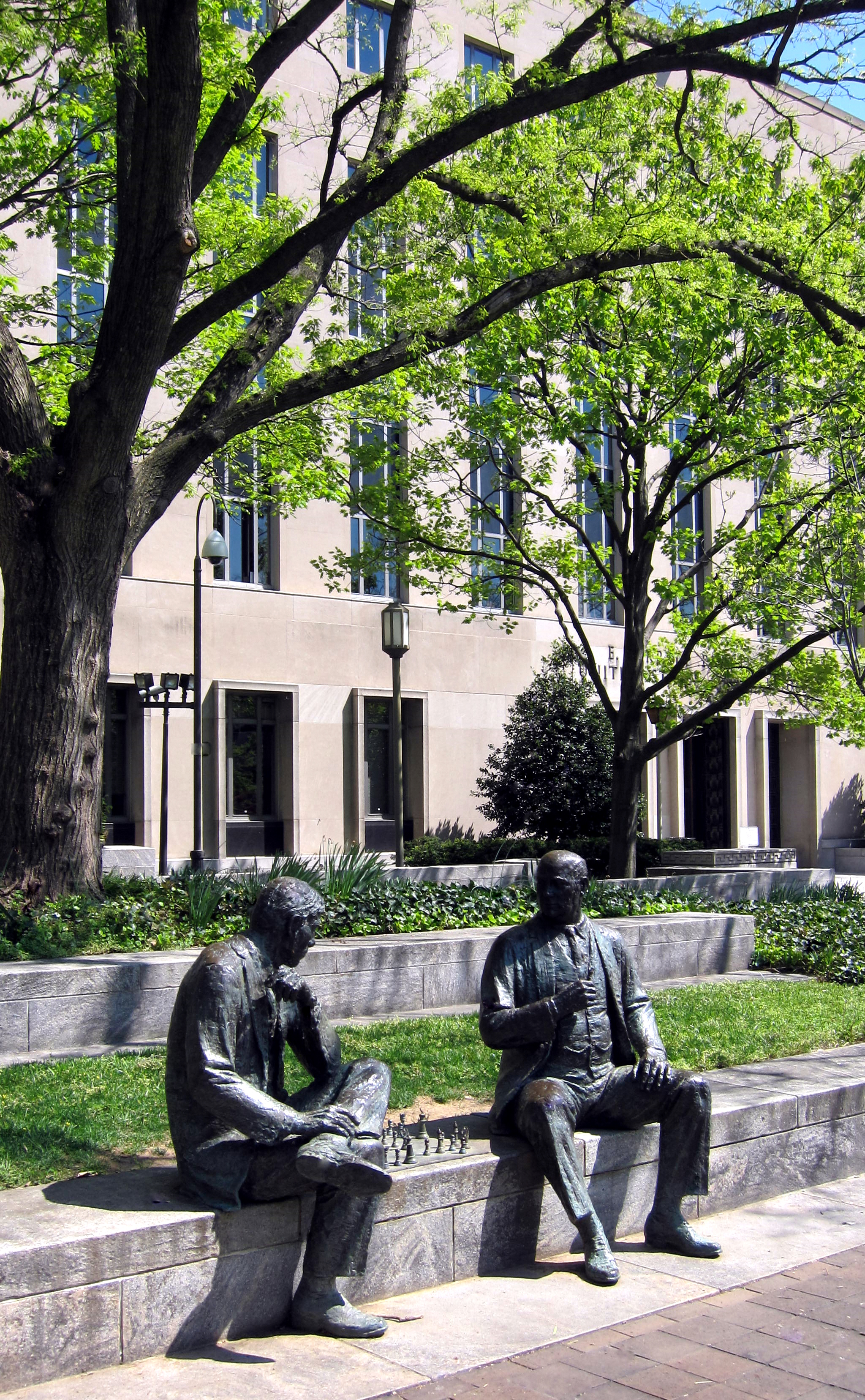
The Chess Players, 1983, Lloyd Lillie,,.

Les années 1980 voient l'arrivée de ce type de représentation dans la capitale américaine avec, entre autres, l'œuvre intitulée The Maine Lobsterman (le pêcheur de homard du Maine). C'est en 1939 que le modèle en plâtre fut réalisé par Victor Kahill prenant pour modèle H. Elroy Johnson, un pêcheur de homard de Harpswell, Maine. Créée à l'origine pour l'exposition internationale de New York de 1939, ce n'est toutefois qu'en 1973, après la mort de Johnson qu'un membre du Congrès du Maine a réussi à réunir les fonds nécessaires à faire trois moulages de bronze. Il fallut encore attendre 1980 pour que l'un des moulages obtienne l'autorisation du Congrès de pouvoir être installé à Washington. Ce qui fut fait peu de temps après (ca. 1981) et le 15 juin 1983, on procéda à son inauguration officielle. Cette même année 1983, les promeneurs arpentant le côté est du John Marshall Park (en), dans Judiciary Square (en), virent apparaître une autre sculpture intitulée The Chess Players (en) (Les joueurs d'échecs), œuvre d'Alfred Lloyd Lillie. Ces sculptures marquent un autre tournant dans l'évolution du patrimoine sculptural de cette ville.

### Sculptures relocalisées
Relocalisation à l'intérieur de la ville
Plusieurs de ces œuvres ont changé d'emplacements au cours de leur histoire. Celle d'Horatio Greenough représentant Georges Washington, déplacée à plusieurs reprises, a déjà été mentionnée (voir "Œuvres controversées"). D'autres sculptures se sont vues déplacées à l'exemple de la statue du général John Aaron Rawlins, œuvre de Joseph Alexis Bailly. Si la statue de Greenough est passée de l'extérieur à l'intérieur, celle de Bailly est restée à l'extérieur malgré ses déplacements. Initialement située au
parc Rawlins (en) en 1874, elle changea de lieu en 1880 pour ensuite revenir au parc Rawlins en 1886.
Relocalisation d'une ville à l'autre
a) Œuvres autrefois situées dans une autre ville
Certaines œuvres ont pu voir le jour ailleurs avant d'être transférées par la suite à Washington. La fontaine Bartholdi réalisée par Auguste Bartholdi est l'une de ces œuvres que le destin obligea à changer de ville. Au départ réalisée pour l'Exposition universelle de Philadelphie. Elle fut rachetée par le Congrès américain en 1878 qui décida de son transfert à Washington où elle se trouva située dans le quartier de Capitol Hill pour être relocalisée en 1932 près du jardin botanique des États-Unis où elle se trouve toujours.
b) Œuvres autrefois situées à Washington
À l'inverse, une sculpture peut d'abord avoir été exposée à Washington avant de quitter la ville pour une autre ville. L’œuvre intitulée The Awakening du sculpteur John Seward Johnson II a connu pareil transfert. Installée en 1980 dans l'East Potomac Park, elle y resta jusqu'en 2008, année où elle fut installée au National Harbor dans le comté de Prince George, dans le Maryland,.
Le rond-point Dupont, conçu par l'ingénieur civil et architecte franco-américain, Pierre Charles L'Enfant, est un lieu qui en offre un autre exemple. Nommé en l'honneur du contre-amiral Samuel Francis Du Pont, le rond-point en question est pourtant marqué par l'absence de monument représentant l'officier. La raison en est qu'il y eut bien une statue représentant le personnage, œuvre du sculpteur américano-irlandais Launt Thompson (en), qui put être observée par les passants à partir de 1884. À partir de 1920 toutefois, ce privilège fut accordé aux habitants de Wilmington, ville du Delaware, alors qu'elle fut installée à l'entrée du
parc Rockford (en) de cette ville. Elle y fut remplacée par une fontaine connue sous le nom de "Dupont Circle Fountain" (fontaine du rond-point Dupont) réalisée par l'architecte Henry Bacon et les sculpteurs Daniel Chester French et les frères Piccirilli (en).
Autre monument qui se trouvait autrefois à Washington et qui fut plus tard réinstallé dans une autre ville, celui du médecin militaire Walter Reed dont le buste fut exécuté par Felix de Weldon. Inaugurée en 1966, cette sculpture en bronze reposant sur une base de marbre de Géorgie était située au départ sur le terrain du centre médical militaire Walter Reed dans le nord de la ville. Elle demeura à cet endroit jusqu'à la fermeture du centre médical, le 15 septembre 2011, pour être réinstallée sur la place Healing devant le Walter Reed National Military Medical Center à Bethesda dans le Maryland. Le mémorial fut ainsi inauguré une seconde fois le 28 juin 2013,.
Relocalisation à l'intérieur de la ville puis relocalisation à l'extérieur de celle-ci

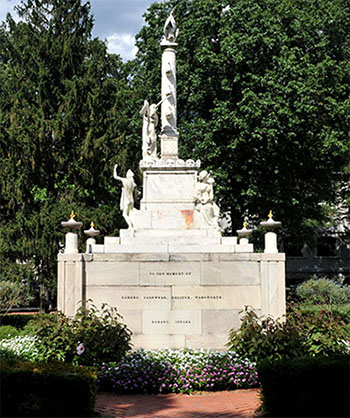
Tripoli Monument, Giovanni Micali, 1806, initialement au Washington Navy Yard.

Le Tripoli Monument (en) est connu pour être le plus vieux monument militaire des États-Unis. Il a été exécuté pour honorer la mémoire de six officiers navals qui furent tués en 1804, au cours de l'une des batailles navales de la guerre de Tripoli (en anglais Tripolitan War), aussi appelée première guerre barbaresque (First Barbary War),. Tout comme pour le George Washington d'Horatio Greenough, il a été réalisé à Livourne, en Italie.
Le sculpteur italien Giovanni Micali fut chargé de sa réalisation. Cette sculpture en marbre blanc est constituée d'une colonne haute de trente pieds surmontée d'un aigle et dont la base est ornée de figures allégoriques représentant la gloire, la renommée, l'histoire, et le commerce. L’œuvre, terminée en 1806, voyagea à bord du navire USS Constitution pour arriver à Newport dans le Rhode Island avant d'être transportée à Washington où le monument fut installé au Washington Navy Yard en 1808. Vandalisé durant la guerre de 1812 puis restauré, il fut relocalisé sur la terrasse ouest du Capitole en 1831 pour finalement être transféré à l'Académie navale d'Annapolis dans le Maryland en 1860.

### Cas particulier(s)
Il n'est pas rare de voir une œuvre reproduite et ce, à plusieurs reprises, afin qu'elle se retrouve dans plusieurs villes. Les Bourgeois de Calais d'Auguste Rodin en est un exemple parmi tant d'autres. Il est par contre plus rare de retrouver la même œuvre reproduite plusieurs fois dans la même ville. À plus forte raison lorsqu'il s'agit d'une sculpture grandeur nature voire de taille plus grande. Ainsi, personnes ne sera surpris de constater le grand nombre de représentations de George Washington dans la première ville à porter son nom. Il s'avère cependant que l'une de ces représentations se rencontre à quatre endroits dans la capitale américaine. S'il est une œuvre qui a été et reste appréciée dans cette ville, c'est celle de Jean-Antoine Houdon. L'artiste qui avait réalisé un buste de Washington en 1786 se trouvant au musée du Louvre, en sculpta une représentation en pied qui fut terminée cinq ans plus tard. Si l'original se trouve au Capitole de l'État de Virginie à Richmond, en revanche, la capitale peut s'enorgueillir d'exhiber non pas deux ni trois mais bien quatre reproductions du George Washington de Jean-Antoine Houdon.
Deux d'entre elles se trouvent situées à l'extérieur: l'une fut installée sur le campus de l'Université George Washington en 1932, l'autre se trouve aux abords de la Maison Larz Anderson depuis 2008.
Les deux autres copies se trouvant situées à l'intérieur, la première fut installée dans la rotonde du Capitole en 1909 tandis que l'autre peut être observée à l'intérieur du monument Washington.

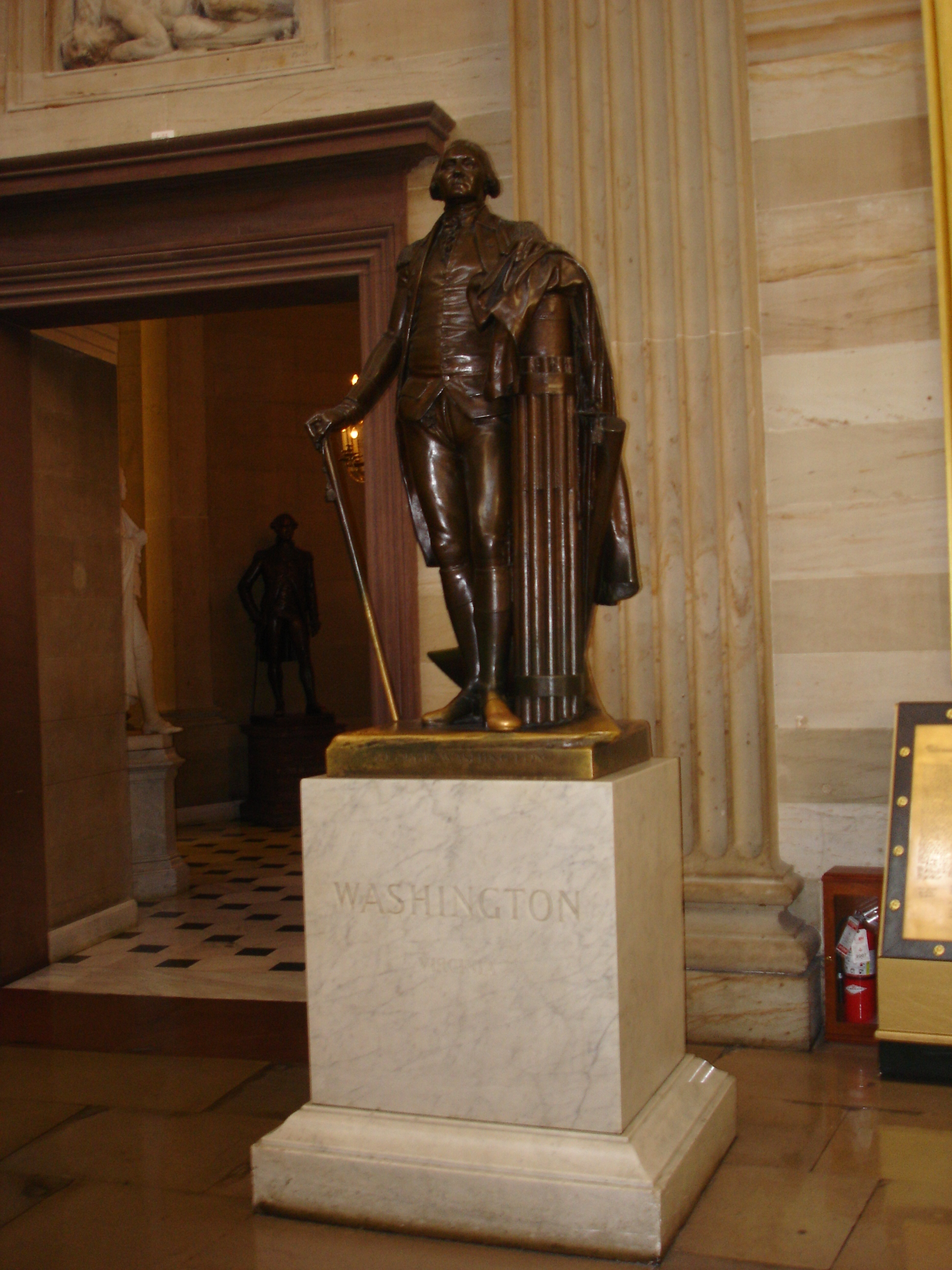
George Washington, Jean-Antoine Houdon (1791), Copie (1909) rotonde du Capitole, Washington
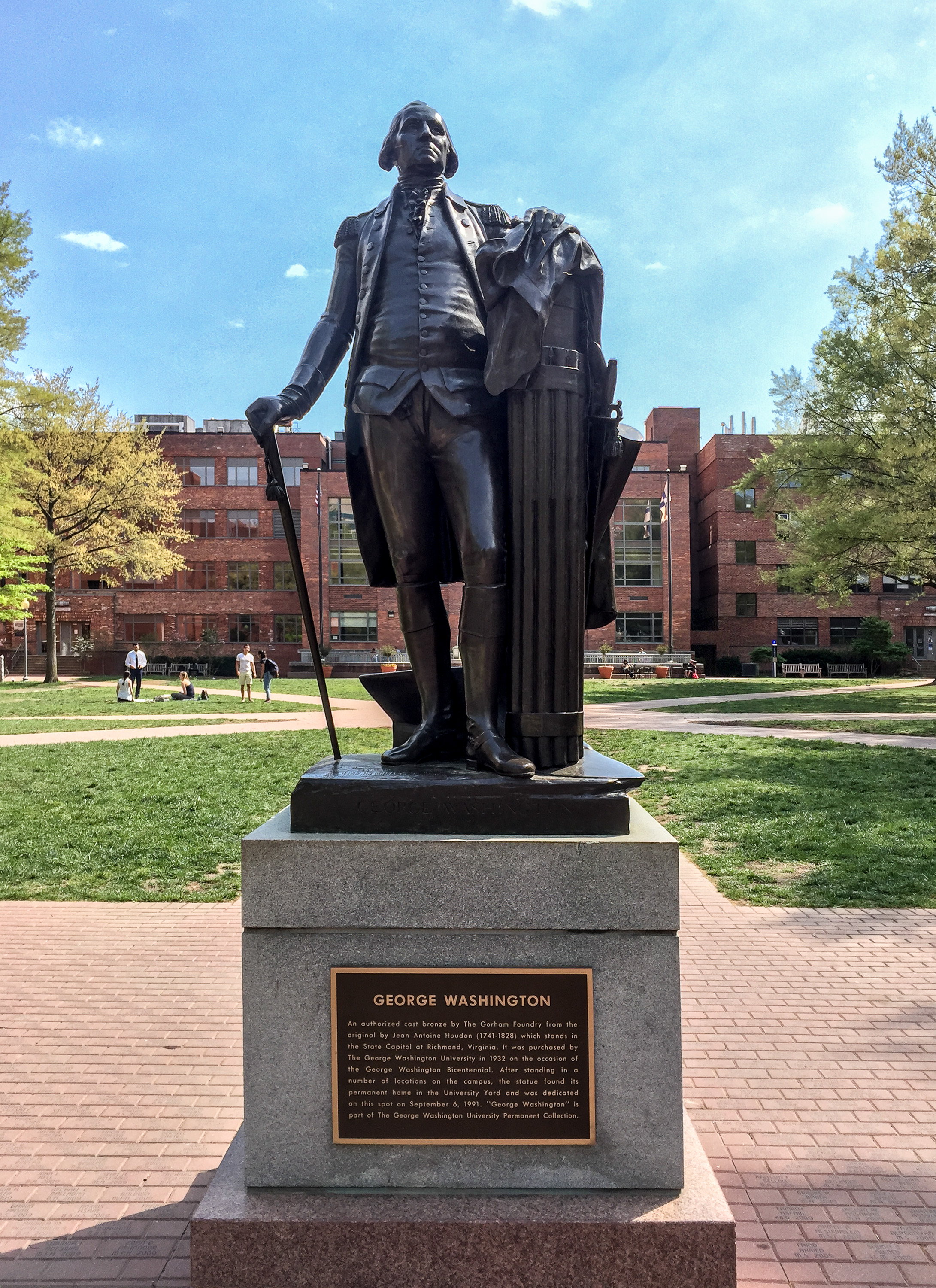
George Washington, Jean-Antoine Houdon (1791), Copie (1932), Université George Washington
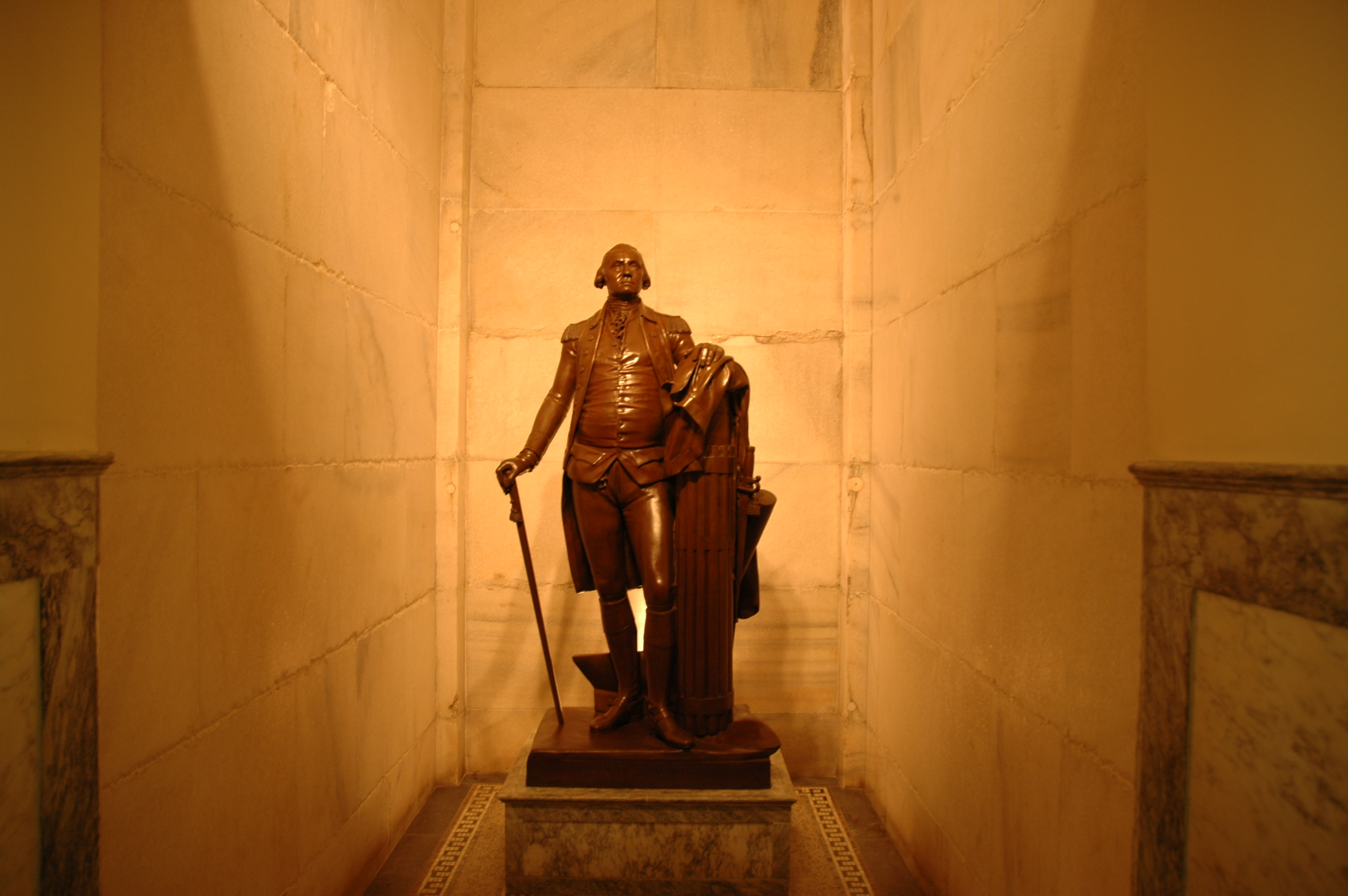
George Washington, Jean-Antoine Houdon (1791), Copie, intérieur du monument Washington

## Matériaux et éclairage

### Sculpture figurative
Tout comme sans doute pour bien des villes, le bronze et le marbre sont les matériaux les plus utilisés pour la sculpture extérieure à Washington. La quasi-totalité des statues équestres sont coulées dans le bronze. Les autres œuvres de la statuaire peuvent être de marbre ou de bronze. Il est à noter que le matériau peut être décidé selon le choix du commanditaire mais aussi parfois de l'artiste qui préfère travailler un matériau plutôt qu'un autre.
Quoique moins fréquent, on retrouve aussi le calcaire utilisé pour réaliser certaines œuvres telles par exemple "Past" et "Present" réalisées pas Robert Ingersoll Aitken ou encore "Heritage" et "Guardianship" réalisées par James Earle Fraser. Toutes les quatre représentent des personnages allégoriques (voir "Sculptures allégoriques").
Le granit, roche plus dure à sculpter est utilisé de préférence pour servir de socle aux monuments ou de stèle pour les monuments funéraires communément appelée pierre tombale, monuments auxquels sont adjoints pour certains une sculpture représentant le défunt ou la défunte (voir "Sculptures situées à des endroits moins fréquentés").
Il n'est pas rare que le béton soit utilisé pour les fondations du monument. Certaines réalisations combinent plusieurs matériaux. Ainsi le Washington Monument a été édifié en utilisant le marbre, le gneiss, le calcaire, aussi bien que le grès, la stéatite, le granite, le jade, avec pour finir les fondations en béton et l'apex en aluminium. Il faut cependant préciser qu'à proprement parler, le Washington Monument n'est pas une sculpture mais une construction en dépit du fait que dans l'Égypte antique, les obélisques étaient des monolithes sculptés, une fois taillés dans le roc. Visuellement, c'est l'impression que donne aux visiteurs le monument, celle d'être une gigantesque sculpture. Pour être plus précis, il faut noter que cet obélisque est aussi orné de nombreuses sculptures mais qui se trouvent sur les murs intérieurs du monument. Voir la sous-section "Sceaux" de la section "Plaques commémoratives et sceaux".

### Sculpture non figurative
Avec la sculpture non figurative les matériaux d'usage se diversifient. Aux matériaux traditionnels s'ajoutent l'aluminium, l'acier, l'acier inoxydable, le verre... À la différence des œuvres d'inspiration classique, ces dernières peuvent être peintes (voir plus loin "Sculptures non figuratives"). S'inspirant sans doute de la sculpture non figurative, certaines sculptures dans le domaine figuratif font, elles aussi, usage de matériaux non conventionnels. La statue équestre de Luis Jimenez nommée Vaquero, qui accueille les visiteurs à l'entrée de la National Portrait Gallery et qui nous en offre un exemple, est une sculpture en fibre de verre et uréthane acrylique montée sur une armature d'acier.

### Sculpture et éclairage

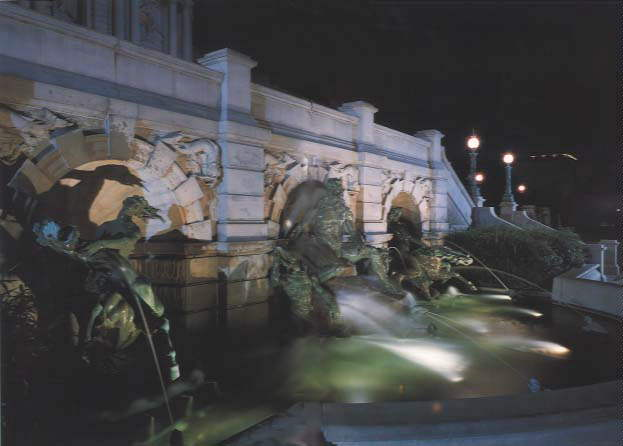
Fontaine de Neptune devant la bibliothèque du Congrès.

La rencontre de l'éclairage et de la sculpture extérieure à Washington a sans doute vu le jour avec l'arrivée de la Fontaine Bartholdi en 1877-1878. À son arrivée, l'œuvre nommée Fontaine de lumière et d'eau (Fountain of Light and Water), était pourvue de luminaires qui bénéficiait de l'éclairage au gaz. Quelques années plus tard, en 1886, furent ajoutées des sources d'éclairage entourant le bassin. Puis, en 1915, ont été remplacées les lampes à gaz d'origine pour laisser place à l'éclairage électrique.
À l'approche du XXe siècle, la fontaine de Neptune offrent un autre exemple qui s'inscrit dans l'histoire du passage de l'éclairage fonctionnel à l'éclairage décoratif dans le domaine de la sculpture.
Éclairage intégré à la sculpture
Avec l'évolution des techniques et des matériaux, l'éclairage va au-delà de la simple décoration de la sculpture, elle tend à en faire partie. L'un des exemples éloquents à cet égard en est offert par la menorah nationale (en) alors que des luminaires font partie intégrante de cette sculpture. D'autres artistes ont exploré cette voie telle Amanda Parer qui a réalisé des sculptures géantes gonflables éclairées de l'intérieur. (Voir la section Sculptures présentes pour une durée limitée)

## Mémoriaux

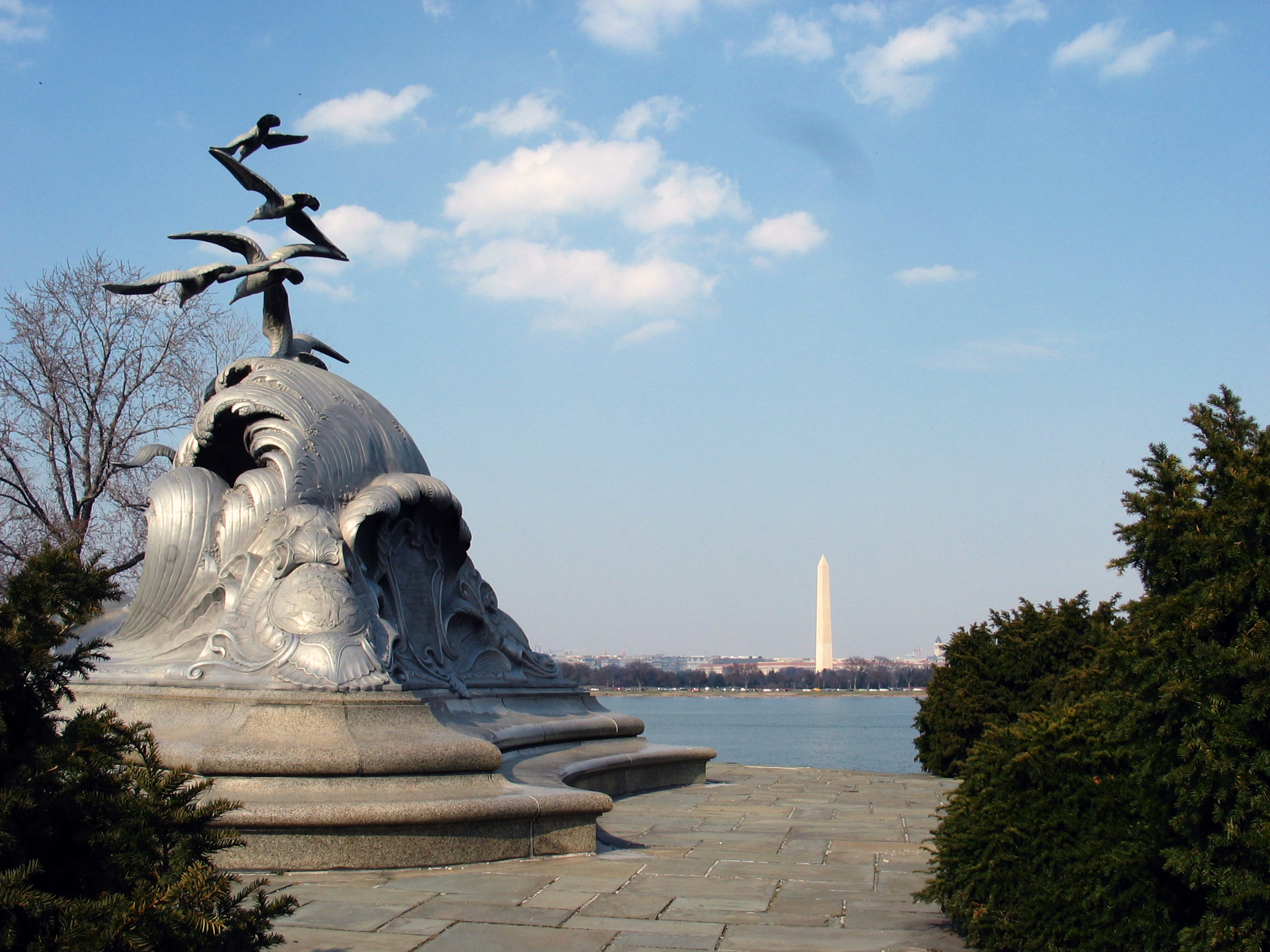
, mémorial dédié à la marine marchande, Columbia Island, 1934.

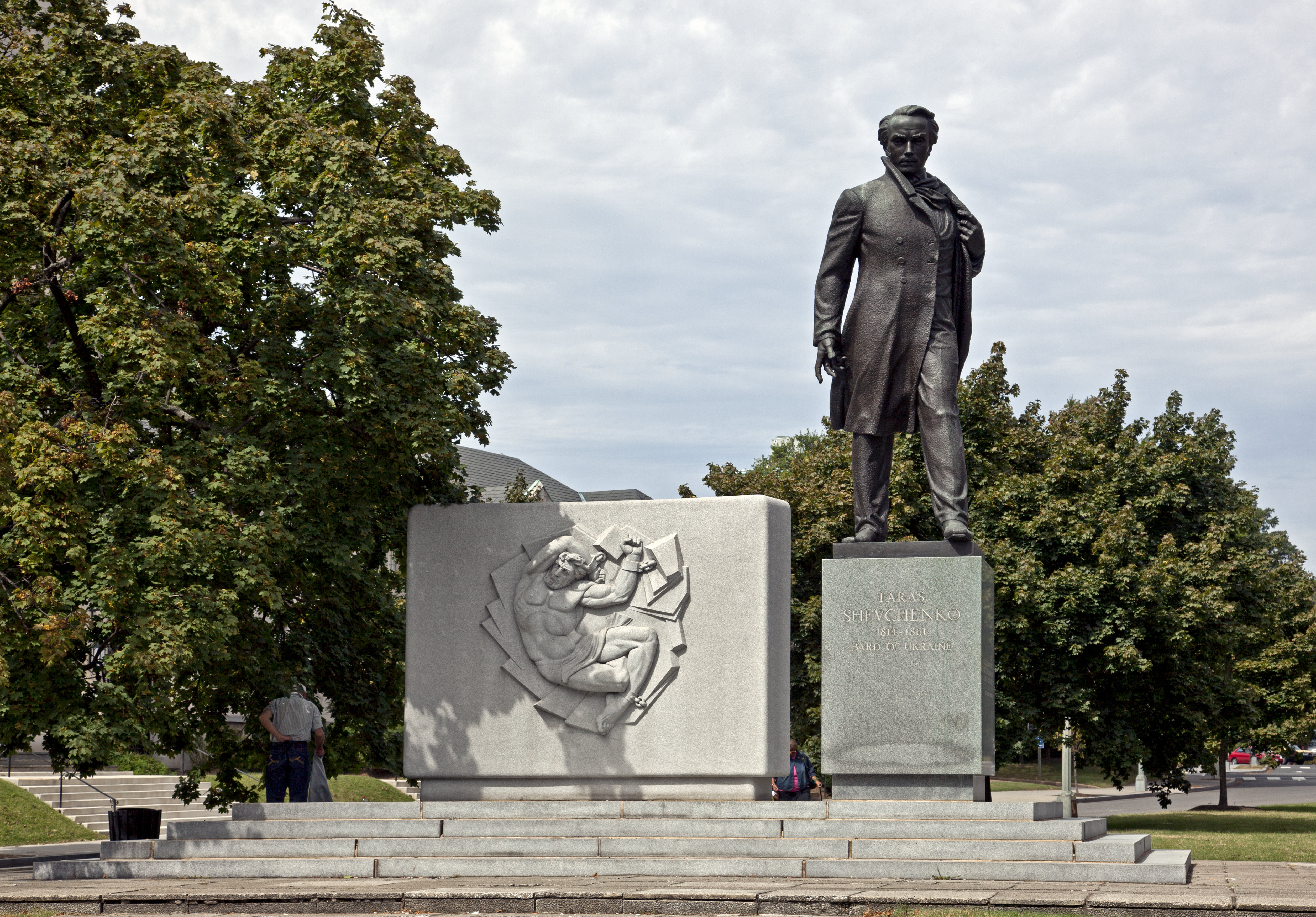
Mémorial Taras Chevtchenko, Leo Mol, 1964.

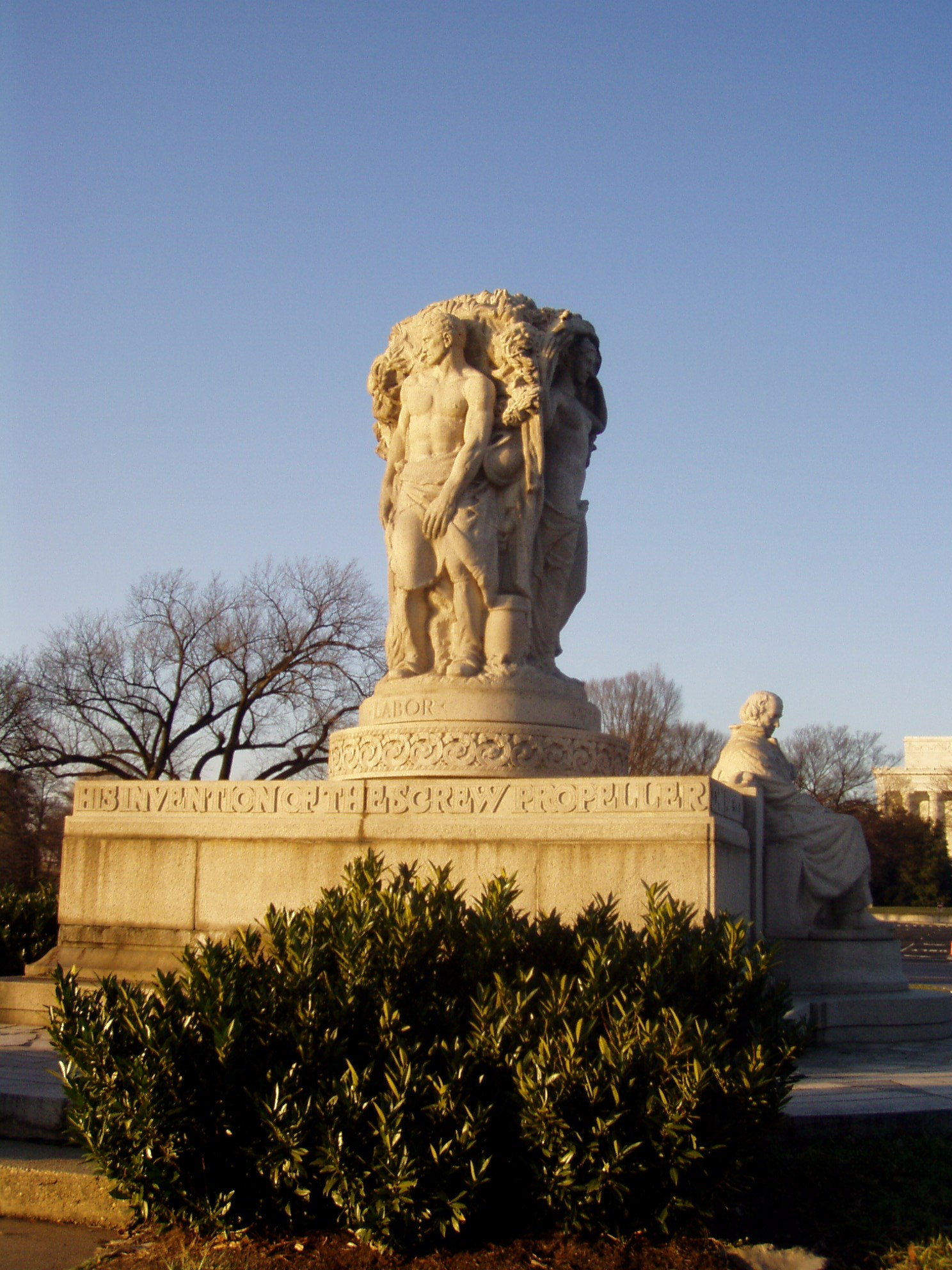
John Ericsson National Memorial, James Earle Fraser, 1927.

Il n'est pas rare en se promenant dans les rues ou les parcs de Washington de se retrouver face à un mémorial. Plusieurs sont évidemment dédiés à la mémoire de présidents américains, d'autres à des généraux et, plus rarement à des politiciens. Parfois à d'autres personnalités devenues célèbres. Moins fréquents, d'autres mémoriaux existent à la mémoire d'un groupe de personnes. Il peut s'agir dans ce cas de mémoriaux de guerre dédiés à la mémoire des combattants.

### Mémoriaux nationaux
Il existe de nombreux mémoriaux nationaux dans la capitale américaine. Ils peuvent se classer en trois catégories: les monuments, les statues et les édifices.

### National Mall / West Potomac Park / Constitution Gardens
Traditionnellement le National Mall était délimité par le Capitole, à l'est, et le Washington Monument, à l'ouest alors que le Service des parcs nationaux étend désormais ses limites du Capitole jusqu'au Potomac, et du Jefferson Memorial, au sud, englobant le West Potomac Park jusqu'à Constitution Avenue, au nord, englobant les Constitution Gardens.
Quoi qu'il en soit, les monuments les plus imposants désignés mémoriaux nationaux se trouvent situés sur cette aire géographique de la ville avec le Washington Monument et le Lincoln Memorial. D'autres mémoriaux se trouvent localisés dans ce quadrilatère. Le mémorial Ulysses S. Grant et le National World War II Memorial se trouvent au cœur de cet espace dans l'axe qui relie le Capitole au Washington Monument. D'autres mémoriaux tels le Korean War Veterans Memorial, le Vietnam Veterans Memorial, le John Ericsson National Memorial, le District of Columbia War Memorial, le Martin Luther King, Jr. National Memorial et le Andrew Jackson Downing Memorial Urn en font partie (ou sont situés près de cet emplacement) dont le West Potomac Park et les Constitution Gardens.

### Theodore Roosevelt Island et Columbia Island
Diverses îles dans le fleuve Potomac se trouvent être annexées à la capitale. Sur deux d'entre elles, Theodore Roosevelt Island et Columbia Island ont été érigés des mémoriaux : le Theodore Roosevelt Island National Memorial inauguré en octobre 1967, sur la première, le
Mémorial Lyndon Baines Johnson (en), inauguré en septembre 1974, et le Navy-Merchant Marine Memorial (en), inauguré au début des années 1940, sur la seconde.

### Mémoriaux dans les cimetières
On retrouve également la présence de mémoriaux dans les cimetières. Le mémorial Goff (en) réalisé par le sculpteur français Jules Déchin et le mémorial Houser (en), tous deux situés au cimetière de Rock Creek (en), en sont des exemples. Le
Mémorial Johnson (en) situé également dans le cimetière de Rock Creek, permet aux personnes qui le découvrent de faire la connaissance de la fonderie Jno. Williams, Inc. (en) qui l'a réalisé et qui n'existe plus depuis plusieurs décennies ayant fermé ses portes en 1956.

## Statuaire

### Statues équestres
On compte près d'une trentaine de statues équestres à Washington. De ce nombre, trois font partie du groupe de la statuaire de la révolution américaine, quatre autres font partie du groupe de personnages qui ont joué le rôle de libérateur de leur pays du joug de la colonisation dont deux de Simon Bolivar. On retrouve également deux statues équestres de George Washington mais seule celle du
rond-point Washington est inscrite au registre des quatorze statues de la statuaire de la révolution américaine. La grande majorité de ces œuvres représentent des personnages historiques, la plupart étant des généraux ou officiers haut gradés. Un seul de ces personnages historiques est une femme: la statue équestre de Jeanne d'Arc située au parc Meridian Hill. Deux d'entre elles concernent des personnages allégoriques ou appartenant au domaine de la mythologie: les figures féminines encadrant le dieu Neptune de la fontaine de Neptune située devant la Bibliothèque du Congrès (voir aussi "Personnages de la mythologie").

#### Groupe de la statuaire de la révolution américaine
| Année  | Noms              | Localisation                       |
| ------ | ----------------- | ---------------------------------- |
| - 1860 | George Washington | rond-point Washington              |
| - 1877 | Nathanael Greene  | Stanton Park (en)                  |
| - 1910 | Casimir Pulaski   | 13th Street et Pennsylvania Avenue |

#### Groupe des libérateurs
| Année  | Noms               | Localisation                                             |
| ------ | ------------------ | -------------------------------------------------------- |
| - 1958 | Simón Bolívar      | Virginia Ave. et 18th Street, NW                         |
| -      | Simón Bolívar      | près de l'édifice de l'Organisation des États américains |
| - 1972 | José de San Martín | Virginia Ave. et 20th Street, NW                         |
| - 1976 | Bernardo de Gálvez | Virginia Ave. et 22nd Street, NW                         |

#### Autres statues équestres
- Arts of Peace, Music & Harvest, près du Lincoln Memorial*
- Arts of War, Sacrifice & Valor, Arlington Memorial Bridge près du Lincoln Memorial
- Francis Asbury à 16th et Mount Pleasant Streets NW
- Ulysses S. Grant sur le National Mall
- Winfield Scott Hancock sur Seventh Street et Pennsylvania Avenue NW
- Andrew Jackson au Lafayette Square NW
- Jeanne d'Arc, parc Meridian Hill
- John Alexander Logan au Rond-point Logan NW
- George McClellan sur Connecticut Avenue et Columbia Road NW
- James B. McPherson au McPherson Square NW
- Winfield Scott au Rond-point Scott NW
- Philip Sheridan sur Rond-point Sheridan NW
- William Tecumseh Sherman sur 15th et E Streets NW
- George Henry Thomas au Rond-point Thomas NW
- George Washington, cathédrale nationale
- John Wesley au Séminaire Théologique Wesley (en), 4500 Massachusetts NW
- Vaquero, National Portrait Gallery
- Court of Neptune Fountain, Bibliothèque du Congrès
- Man Controlling Trade, Federal Trade Commission*
- Pégase et Bellérophon*[156].

*Cheval non surmonté d'un personnage

### Statuaire de la révolution américaine
La statuaire de la révolution américaine est un groupe de quatorze statues à Washington, D.C., inscrites au Registre national des lieux historiques. Parmi ces œuvres, dispersées à travers la ville, figurent quatre statues d'officiers européens localisées dans Lafayette Square, en face de la Maison-Blanche.
Conformément au décret 11593, par le président Richard Nixon, le National Park Service a enregistré ces œuvres au registre national pour aider à leur conservation,,.
Toutes ces statues sont coulées dans le bronze à l'exception d'une seule, celle de Franklin, sculptée dans le marbre. Cinq des statues représentent des hommes militaires américains, deux autres (Franklin et Witherspoon) font référence à des politiciens américains, et une huitième statue, celle de Artemas Ward, concerne un militaire qui était aussi gouverneur du Massachusetts. Cinq statues représentent des officiers européens qui ont aidé la cause américaine, et l'une d'elles (Edmund Burke), un politicien britannique qui a parlé en faveur de la cause américaine. À part quatre de ces œuvres (Burke, Franklin, Hale et Witherspoon) toutes les autres ont été entièrement payées par des fonds fédéraux.

#### Statues recensées
| Inauguration | Description                   | Artiste                   | Emplacement                                                 | Materiaux | Image |  |
| ------------ | ----------------------------- | ------------------------- | ----------------------------------------------------------- | --------- | ----- |  |
| 1860         | George Washington             | Clark Mills               | Rond-point Washington                                       | bronze    |       |  |
| 1877         | Nathanael Greene              | Henry Kirke Brown         | Stanton Park (en)                                           | bronze    |       |  |
| 1889         | Benjamin Franklin             | Jacques Jouvenal (en)     | Old Post Office Pavilion                                    | marbre    |       |  |
| 1891         | Gilbert de Lafayette          | Alexandre Falguière       | Lafayette Square                                            | bronze    |       |  |
| 1894/1922    | Edmund Burke                  | James Havard Thomas       | Massachusetts Avenue, 11th Street et L Street, NW           | bronze    |       |  |
| 1901         | Jean de Rochambeau            | Fernand Hamar             | Lafayette Square                                            | bronze    |       |  |
| 1909         | John Witherspoon              | William Couper (en)       | Connecticut Avenue et N Street, N.W.                        | bronze    |       |  |
| 1910         | Casimir Pulaski               | Kazimierz Chodziński (en) | 13th Street et Pennsylvania Avenue                          | bronze    |       |  |
| 1910         | Tadeusz Kościuszko            | Antoni Popiel (en)        | Lafayette Square                                            | bronze    |       |  |
| 1910         | Friedrich Wilhelm von Steuben | Albert Jaegers (en)       | Lafayette Square                                            | bronze    |       |  |
| 1912         | John Paul Jones               | Charles Henry Niehaus     | West Potomac Park                                           | bronze    |       |  |
| 1913         | John Barry                    | John J. Boyle (en)        | Franklin Square                                             | bronze    |       |  |
| 1915         | Nathan Hale                   | Bela Lyon Pratt (en)      | Édifice du département de la Justice Robert F. Kennedy (en) | bronze    |       |  |
| 1938         | Artemas Ward                  | Leonard Crunelle (en)     | Rond-point Ward (en)                                        | bronze    |       |  |

### Groupe des monuments rattachés à la guerre civile
Parmi les statues équestres mentionnées, certaines font partie du groupe des monuments rattachés à la guerre civile. Ceux-ci, au nombre de dix-huit, figurent au Registre national des lieux historiques.
- Fontaine du rond-point Dupont
- Monument des sœurs du champ de bataille (en)
- Mémorial Stephenson, Grande Armée de la République (en)
- Monument de la Paix
- Mémorial Ulysses S. Grant
- Monument du major général James B. McPherson
- Monument de l'amiral David G. Farragut
- Monument du major Général John A. Logan
- Monument major Général George Henry Thomas
- Monument lieutenant-général Winfield Scott
- Monument général Winfield Scott Hancock (en)
- Monument général John A. Rawlins (en)
- Monument général Philip Sheridan
- Monument major Général George B. McClellan
- Monument général William Tecumseh Sherman (en)
- Mémorial George Gordon Meade (en)
- Monument général de brigade Albert Pike (en)
- Mémorial Émancipation

Un décret du président Richard Nixon fut signé en 1971 à l'effet que ces monuments et d'autres fassent l'objet de préservation, de restauration et de maintien,.

### Statues des libérateurs

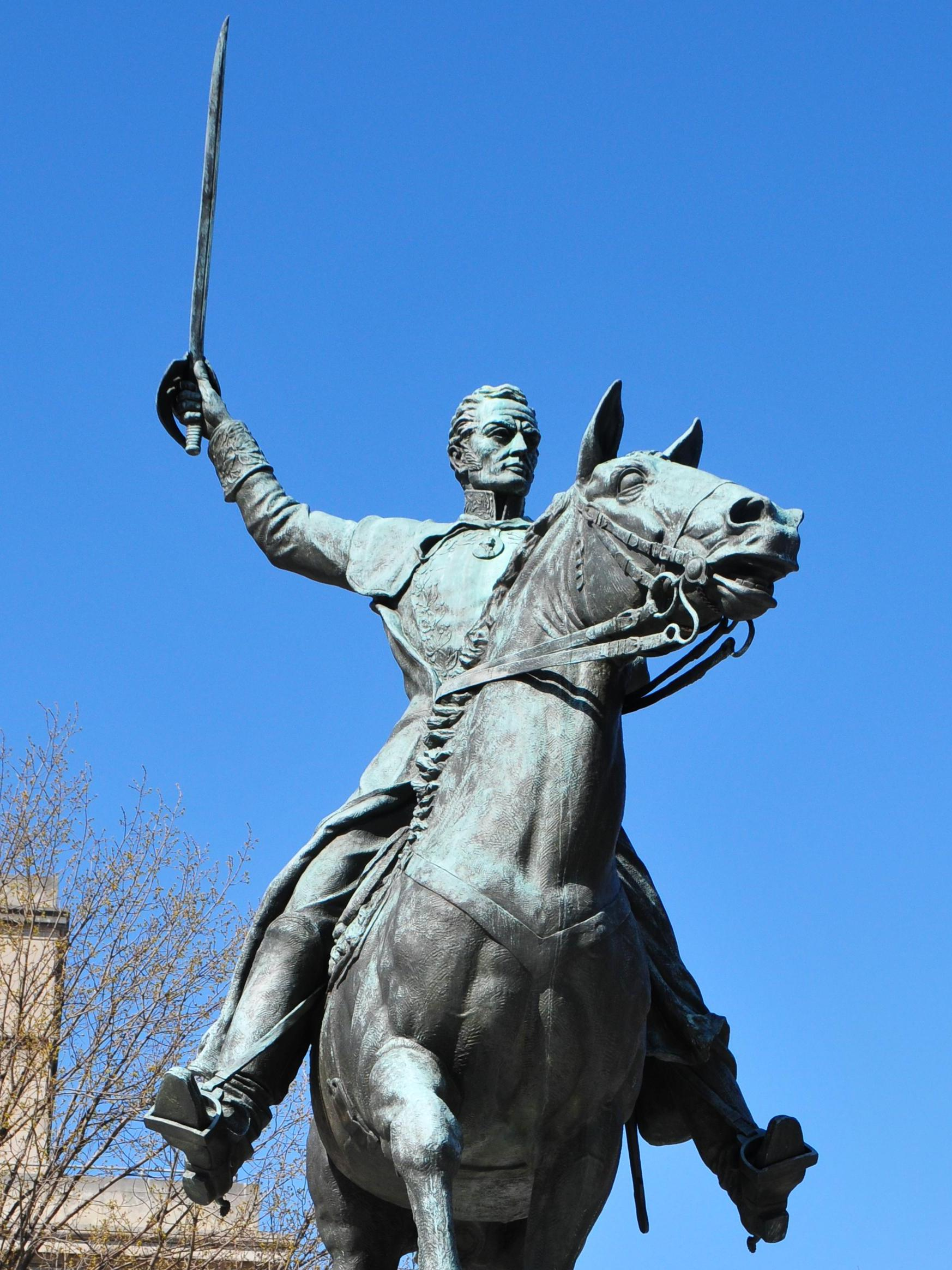
Statue équestre de Simón Bolívar, Felix de Weldon, inaugurée en 1959, près de l'édifice du département de l’Intérieur et de celui de l'Union panaméricaine de l'Organisation des États américains.

Une série de statues de cinq des « libertadores » des pays d'Amérique latine de la domination coloniale se trouve le long de Virginia Avenue (en), NW. Une avenue similaire se trouve à New York, la Sixth Avenue, aussi appelée "Avenue des Amériques").
Au cours des cinquante-cinq dernières années, plusieurs statues ont été érigées sur Virginia Avenue, NW, entre les 18e et 25e rues, par divers pays d'Amérique latine afin d'honorer leurs libérateurs et d'autres personnalités nationales. Ces œuvres sont gérées par le National Park Service. L'emplacement sur Virginia Avenue a été choisi en raison de sa proximité avec le siège de l'Organisation des États américains (OEA), qui est situé au coin de Virginia Avenue et de 18th Street, et du siège de l'Organisation panaméricaine de la santé (OPS), qui est situé au coin de Virginia Avenue et de 23th Street.
Il existe plusieurs statues équestres de Simón Bolívar dans divers pays dont deux se trouvent à Washington. L'une d'elles est une copie reproduite en 1984 de celle réalisée par Antoine Bourdelle en 1914. La seconde, réalisée par Felix de Weldon, fut un cadeau du gouvernement vénézuélien qui défraya également les coûts de son installation. Toutes les deux se trouvent situées près du siège de l'Organisation des États américains.
La statue de Gálvez est idiosyncrasique en ce qu'elle célèbre un loyaliste espagnol. Elle a été offerte par le gouvernement de l'Espagne et présentée par Juan Carlos Ier, roi d'Espagne, aux États-Unis en 1976 à l'occasion du
bicentenaire des États-Unis. Gálvez était un général de l'armée espagnole qui a apporté son aide aux États-Unis lors de la guerre d'indépendance.

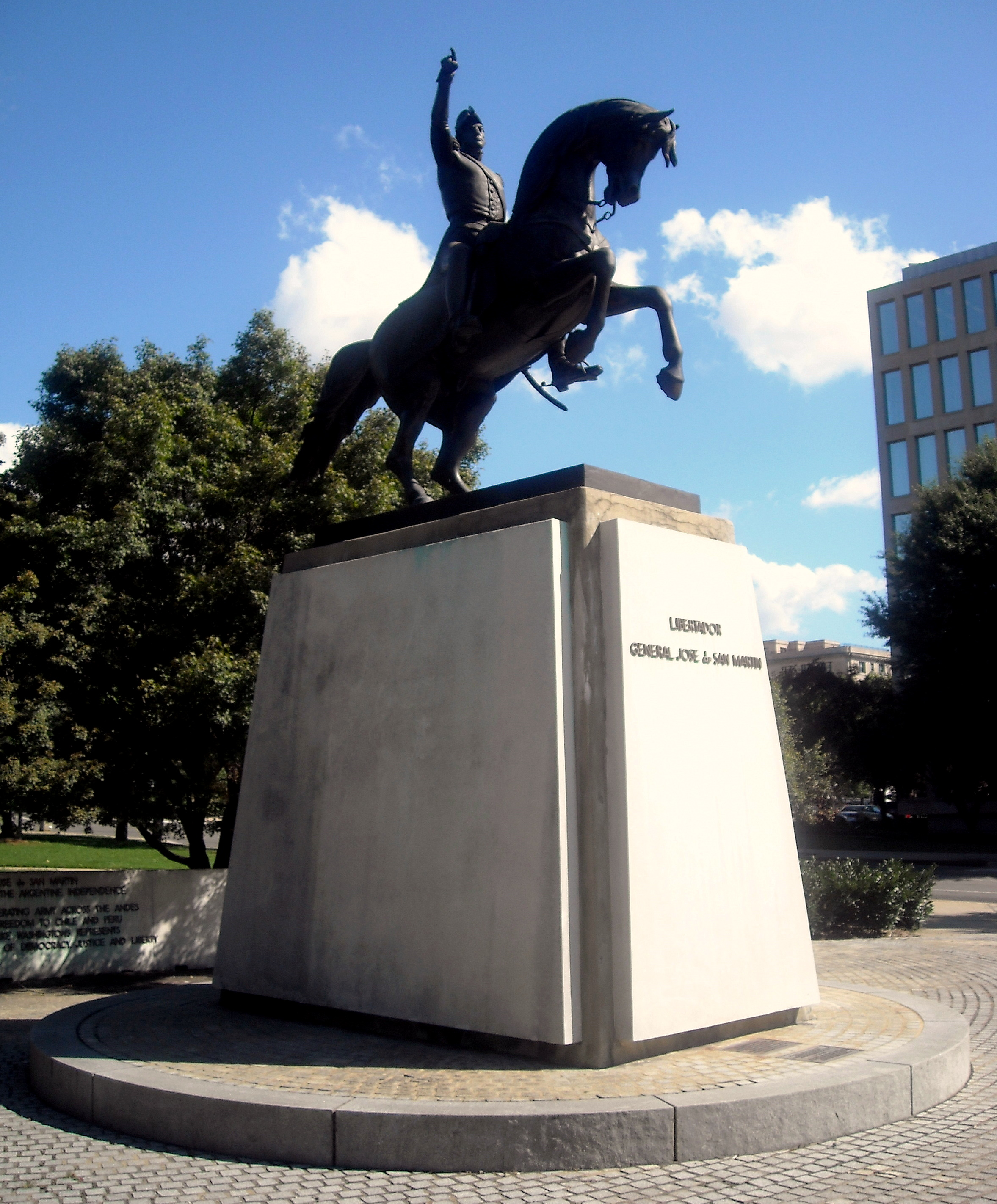
Statue équestre de José de San Martín, Augustin Alexandre Dumont, quartier Foggy Bottom.

La statue de Benito Juarez concerne les réformes qu'il a faites dans le but de contrôler le pouvoir de l'Église au Mexique. (Le "libérateur" du Mexique serait en fait Miguel Hidalgo). Le Mexique a été le premier pays à lutter contre le royaume espagnol. Hidalgo a été le premier à lancer le mouvement Liberté en Amérique latine.
En 1972, la statue de José de San Martín a été retirée de son emplacement actuel du Judiciary Square (en) où elle avait été érigée en 1925 lors d'une cérémonie où était présent le président Calvin Coolidge. Cette décision a été rendue nécessaire par la construction d'une gare du métro de Washington à Judiciary Square. La statue est une copie de la statue de San Martín qui se trouve à Buenos Aires sur la Plaza San Martín. Elle fut sculptée en 1862 par l'artiste français Louis-Joseph Daumas).
La statue du général José Gervasio Artigas, inaugurée le 19 juin 1950, est, elle aussi, une copie. Réalisée à Montevideo au début des années 1940, elle reproduit celle réalisée par Juan Manuel Blanes dont la création remonte à 1898. Don de l'Uruguay aux États-Unis, la sculpture dut toutefois attendre la fin de la guerre et ne fut expédiée aux États-Unis que le 16 avril 1947. Ce n'est que deux ans plus tard, le 25 juin 1949, que le Congrès autorisa les fonds nécessaires pour la construction de son socle et du site pour son installation.
Une autre statue qui pourrait être, mais seulement ironiquement, considérée comme une pièce de cette collection est la statue, Don Quichotte, qui se trouve située sur le terrain du John F. Kennedy Center for the Performing Arts (près de la statue de Juárez). Sculptée par
Aurelio Teno (es), elle a également été offerte par le gouvernement de l'Espagne et présentée par Juan Carlos Ier, roi d'Espagne, tout comme la statue de Gálvez, à sa visite aux États-Unis en 1976.
| Statue                | Libérateur            | Emplacement                                               | Pays      | Année d'érection | Artiste                               |  |
| --------------------- | --------------------- | --------------------------------------------------------- | --------- | ---------------- | ------------------------------------- |  |
| José Gervasio Artigas | José Gervasio Artigas | Virginia Ave. et Constitution Ave., NW                    | Uruguay   | 1950             | Juan Manuel Blanes (1830-1901)        |  |
| Simón Bolívar         | Simón Bolívar         | Virginia Ave. et 18th Street (at C St.), NW               | Venezuela | 1958             | Felix de Weldon (1907-2003)           |  |
| Simón Bolívar         | Simón Bolívar         | près de l'édifice de l'Organisation des États américains  | Venezuela |                  | Antoine Bourdelle (1861-1929)         |  |
| Benito Juarez         | Benito Juárez         | Virginia Ave. et 25th Street (sur New Hampshire Ave.), NW | Mexique   | 1969             | Enrique Alciati                       |  |
| Jose de San Martin    | José de San Martín    | Virginia Ave. et 20th Street, NW                          | Argentine | 1972             | Augustin Alexandre Dumont (1801-1884) |  |
| Bernardo de Gálvez    | Bernardo de Gálvez    | Virginia Ave. et 22nd Street, NW                          | Espagne   | 1976             | Juan de Ávalos (en) (1911-2006)       |  |

## Types de personnages

### Personnages historiques

#### Statuaire

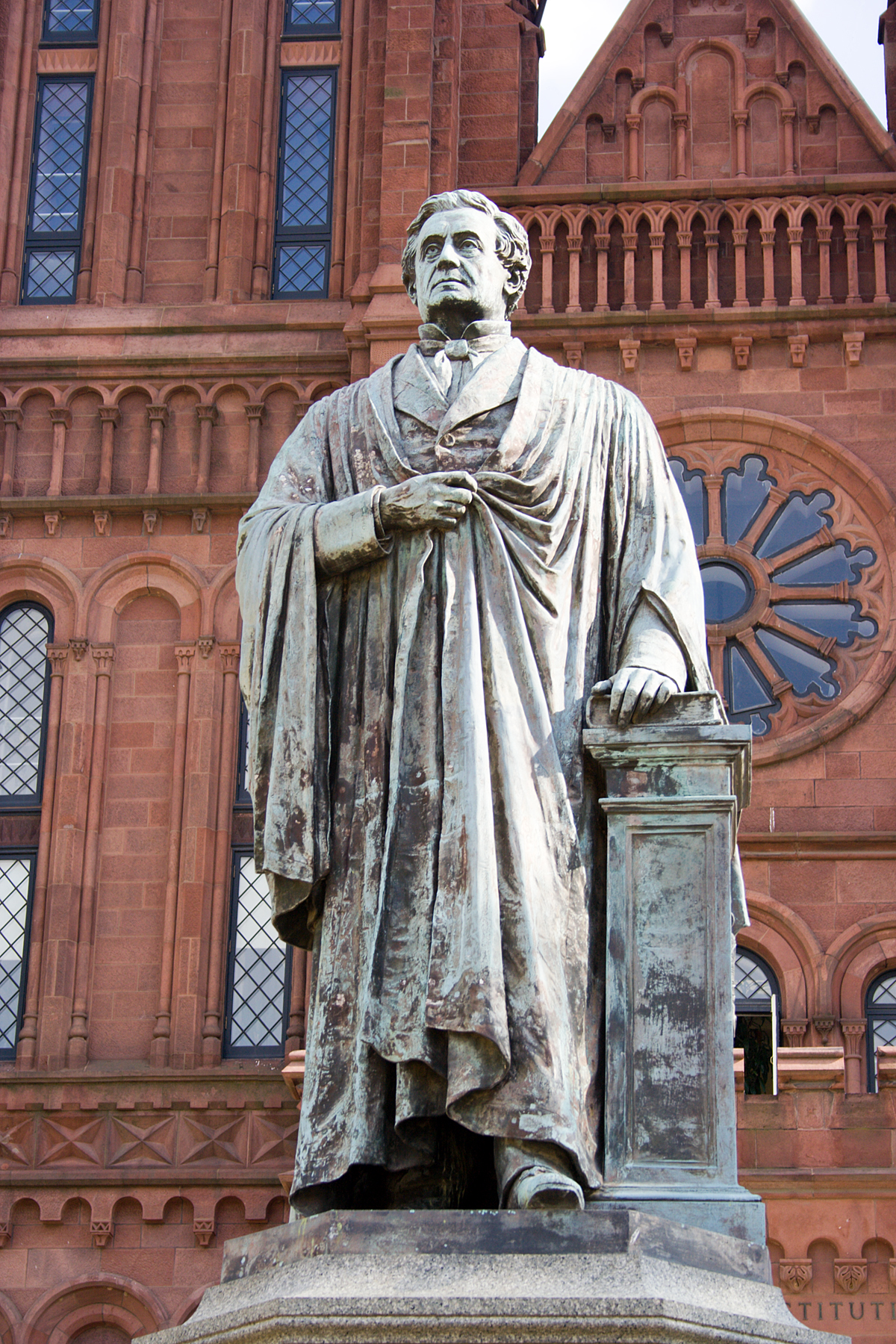
Joseph Henry, William Wetmore Story, 1883.

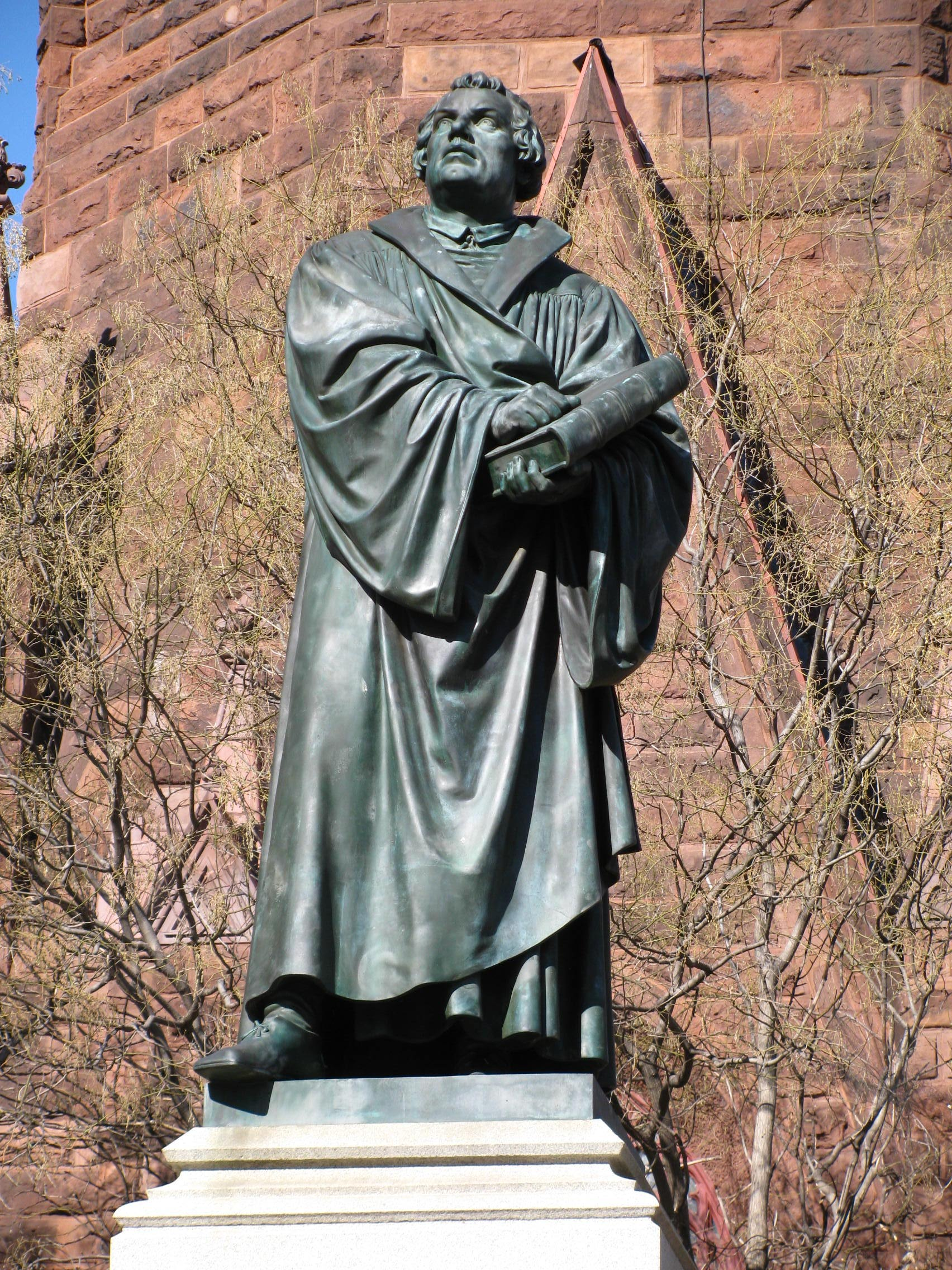
Martin Luther, Ernst Friedrich August Rietschel, 1884.

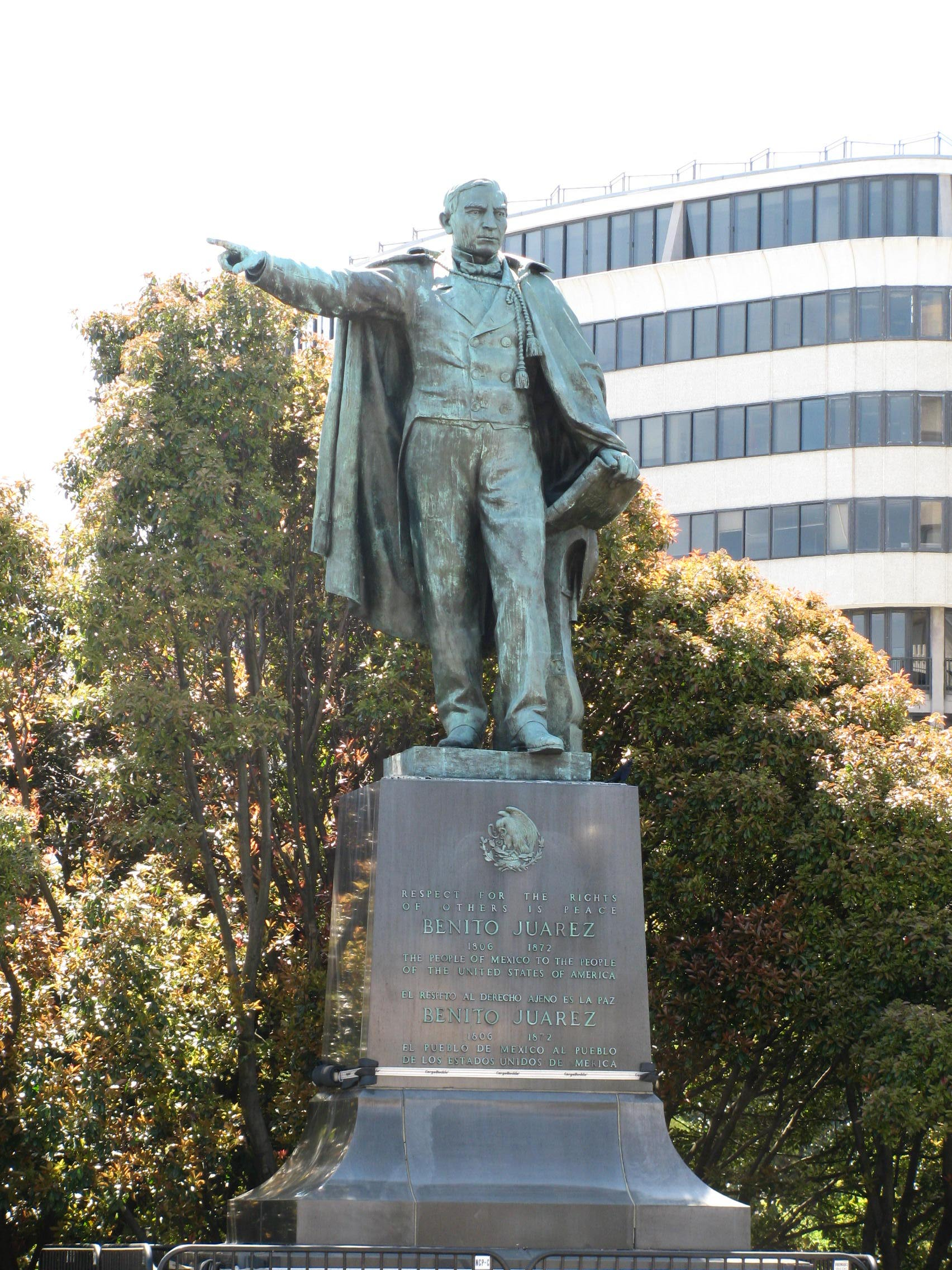
Benito Juárez, Enrique Alciati, 1891.

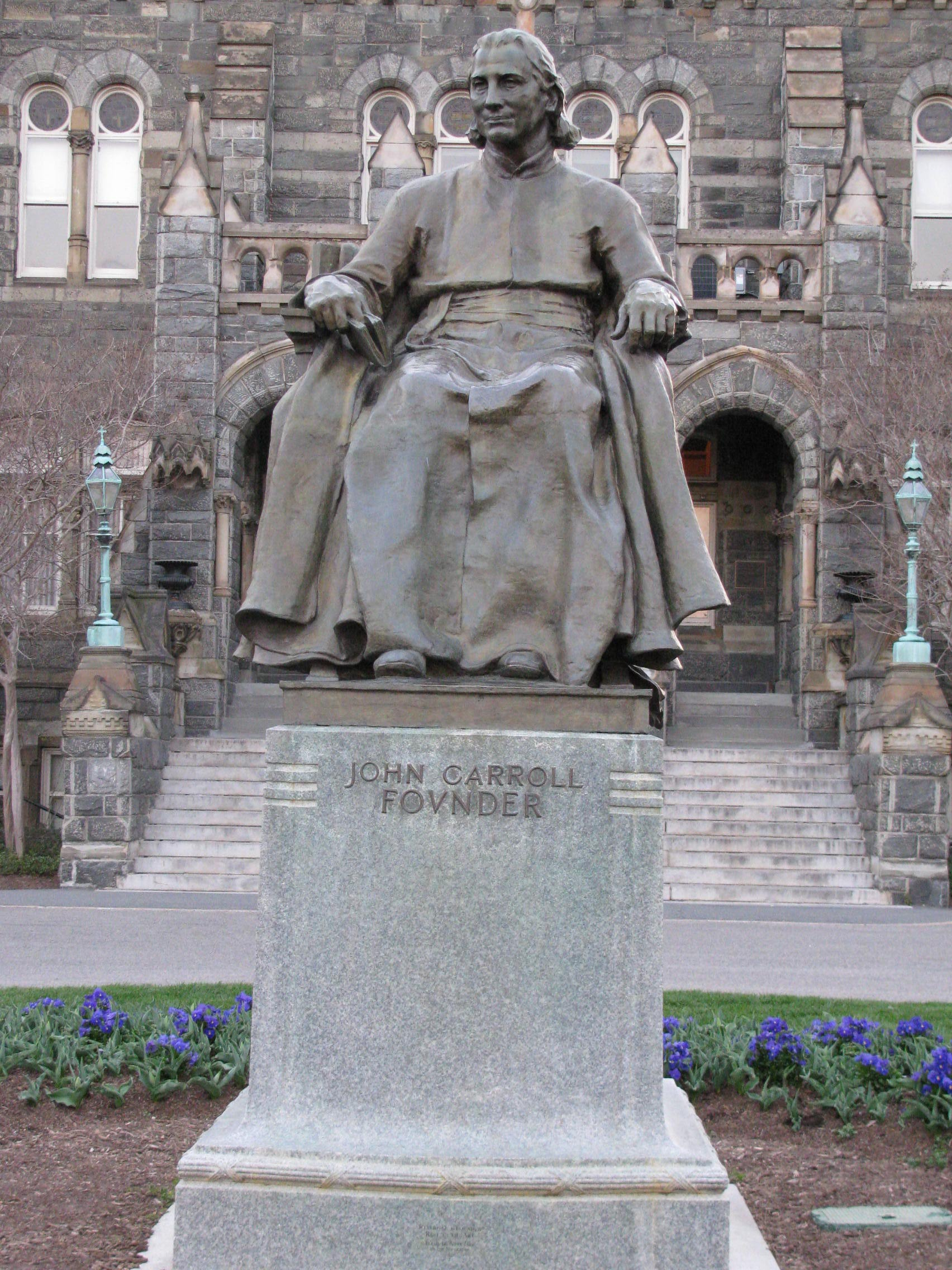
John Carroll, Jerome Connor 1912.

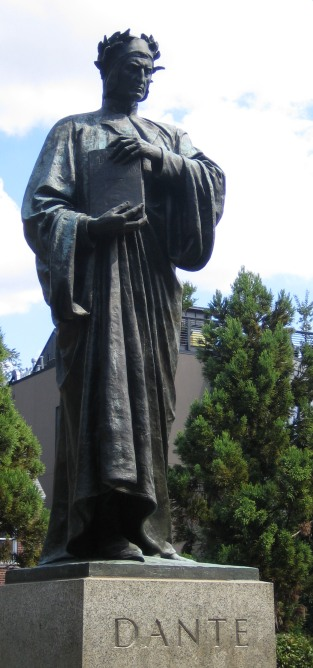
Dante Alighieri, Ettore Ximenes, 1921.

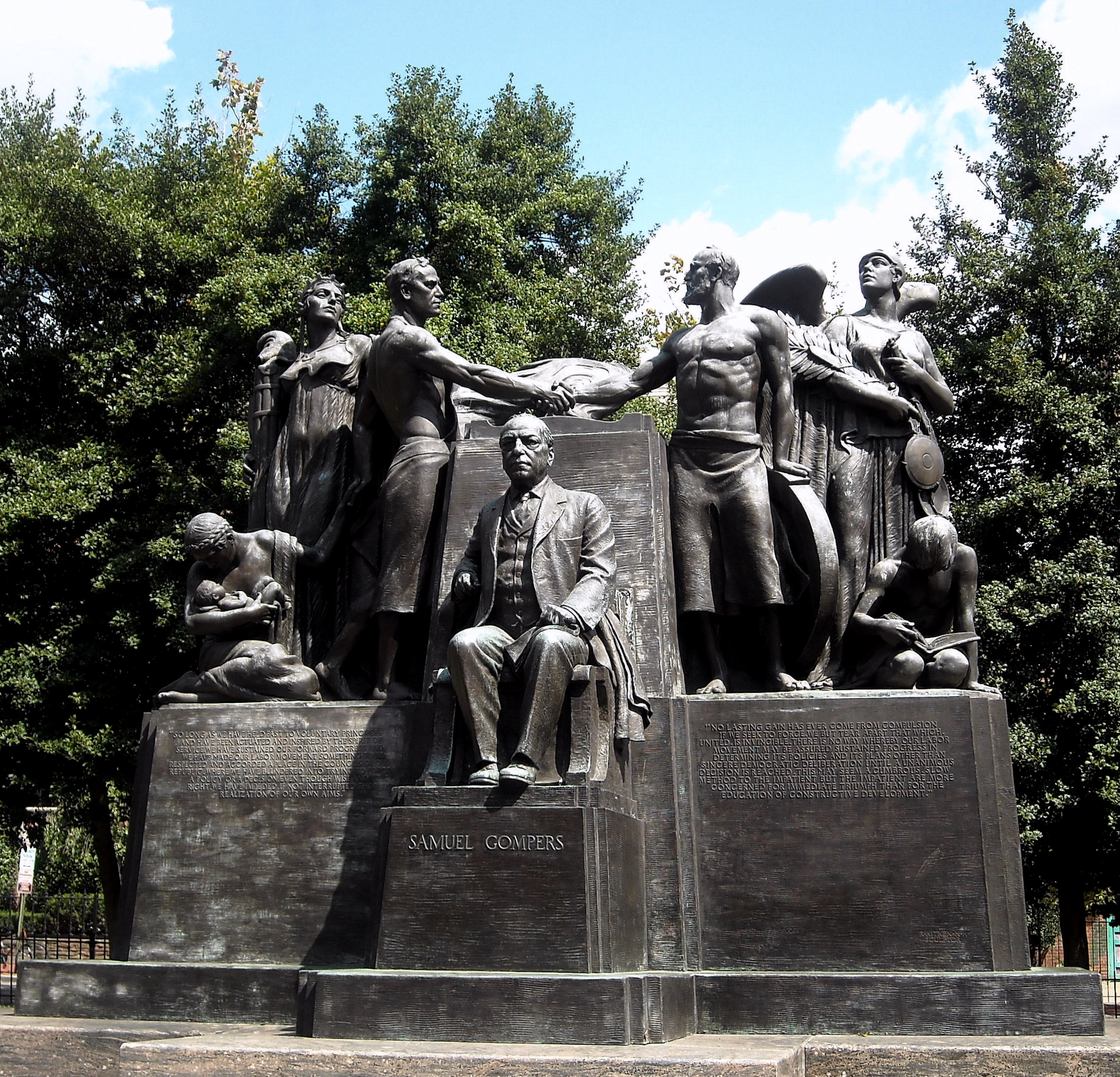
Mémorial Samuel Gompers, Robert Ingersoll Aitken, 1933.

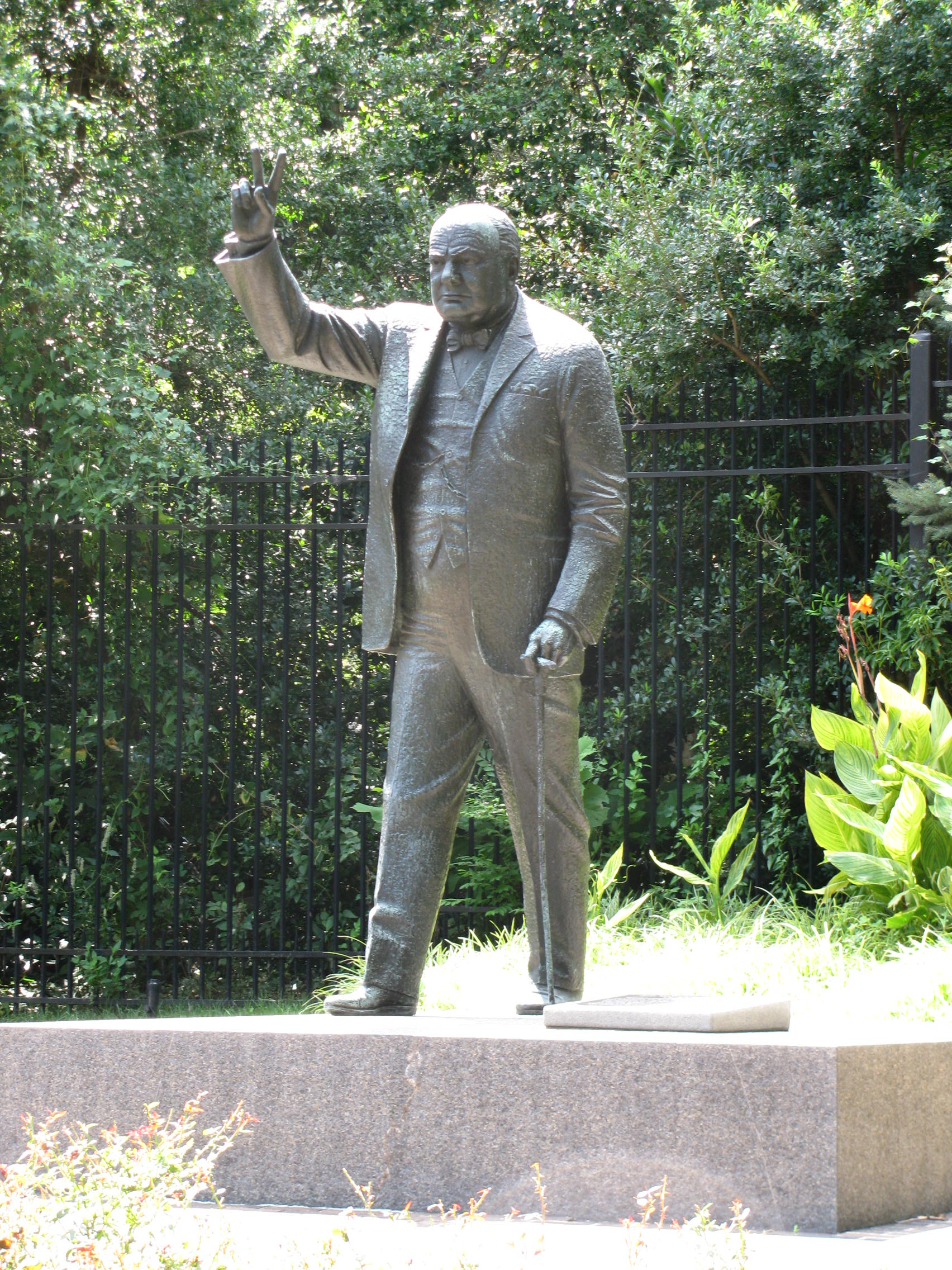
Winston Churchill, William McVey, ambassade britannique à Washington, 1966.

1) Politiciens, chefs d'État, officiers ou autres personnages militaires, juristes, juges
a) Politiciens, chefs d'État
- Albert Gallatin au Treasury Building, portique nord
- Cordell Hull à l'extérieur de l'Organisation des États américains, 17th Street et Constitution Avenue NW
- Isabelle de Castille à l'Organisation des États américains, 17th Street et Constitution Avenue NW
- Thomas Jefferson au Jefferson Memorial
- Benito Juárez sur Virginia Avenue et New Hampshire Avenue NW
- Abraham Lincoln au Lincoln Memorial
- Abraham Lincoln au Lincoln Park
- Abraham Lincoln sur 4th Street et D Street NW
- Abraham Lincoln au cottage du Président Lincoln à la Maison des Soldats sur Upshur Street et Rock Creek Church Road NW
- Statue de Tomáš Masaryk sur 22nd Street et Massachusetts Avenue NW
- George Mason au George Mason Memorial (en) dans l'East Potomac Park
- Franklin D. Roosevelt au Franklin Delano Roosevelt Memorial
- Mémorial de Robert Taft, sur 1st Street et Constitution Avenue NW
- Alexander Robey Shepherd (en) au 1350 Pennsylvania Avenue NW
- José Cecilio del Valle à l'extérieur de l'Organisation des États américains, sur 17th Street et Constitution Avenue NW
- Mémorial Daniel Webster sur 16th Street et Massachusetts Avenue NW

b) Officiers ou autres personnages militaires
- José Gervasio Artigas sur 18th Street NW et Constitution Avenue NW
- Jeanne d'Arc au parc Meridian Hill
- Michael Kovats à l'ambassade de hongroise, 3910 Shoemaker Street NW
- James B. McPherson au McPherson Square NW
- Mémorial George Gordon Meade sur 3rd Street et Pennsylvania Avenue NW
- Albert Pike sur 3rd Street et D Street NW
- Philip Sheridan au Rond-point Sheridan NW
- William Tecumseh Sherman sur 15th Street et E Street NW
- George Henry Thomas au Rond-point Thomas NW
- John Pershing sur 14th Street et Pennsylvania Avenue NW

c) Personnages à la fois politiciens ou chefs d'État et officiers ou militaires
- James A. Garfield au Rond-point Garfield
- Statue équestre de Simón Bolívar sur 18th Street, C Street et Virginia Avenue NW
- Simon Bolivar, Libertador à l'Organisation des États américains, sur 17th Street et Constitution Avenue NW
- James Buchanan au parc Meridian Hill
- Mustafa Kemal Atatürk à l' ambassade de Turquie, 2525 Massachusetts Avenue NW
- Winston Churchill à l'ambassade britannique, 3100 Massachusetts Avenue NW
- David Farragut sur Farragut Square NW
- Bernardo de Gálvez sur 22nd Street et Virginia Avenue NW
- Ulysses S. Grant sur le National Mall
- Alexander Hamilton au Treasury Building, portique sud
- Winfield Scott Hancock sur 7th Street et Pennsylvania Avenue NW
- Andrew Jackson au Lafayette Square NW
- Marquis Gilbert de Lafayette au Lafayette Square NW
- John Alexander Logan au Rond-point Logan NW
- George McClellan sur Connecticut Avenue et Columbia Road NW
- John Aaron Rawlins sur 18th et E Streets NW
- Theodore Roosevelt sur Theodore Roosevelt Island
- Winfield Scott au Rond-point Scott NW
- Lieutenant General George Washington (en) au rond-point Washington NW
- George Washington sur 20th et H Street NW
- George Washington à la cathédrale nationale de Washington, sur Cathedral Drive et Wisconsin Avenue NW

d) Personnages à la fois politiciens ou chefs d'État et juristes ou juges
- William Blackstone sur Third Street et Constitution Avenue NW
- William O. Douglas sur 30th Street et Canal Street NW
- John Marshall sur 4th Street et Constitution Avenue NW

2) Scientifiques, inventeurs, médecins
- Albert Einstein au mémorial Albert Einstein, 21st Street et Constitution Avenue NW
- Louis Daguerre sur 7th Street et F Street NW
- John Ericsson sur Ohio Drive et Independence Avenue SW
- Joseph Henry sur 10th Street et Jefferson Drive NW, devant le bâtiment de la Smithsonian Institution
- Samuel Hahnemann sur 16th Street et Massachusetts Avenue NW
- Guglielmo Marconi sur 16th et Lamont Street NW

3) Gens de lettres, artistes, musiciens
- Dante Alighieri au parc Meridian Hill
- Mémorial Chuck Brown au parc Langdon (en)
- Duke Ellington sur T Street et Florida Avenue NW
- Francis Scott Key sur 36th et M Street NW
- Henry Wadsworth Longfellow sur M Street et Connecticut Avenue NW
- Pablo Neruda à l'extérieur de l'Organisation des États américains, sur 17th Street et Constitution Avenue NW
- Teresa de la Parra à l'extérieur de l'Organisation des États américains, sur 17th Street et Constitution Avenue NW
- Alexandre Pouchkine sur 22nd Street et H Street NW
- Gibran Khalil Gibran sur Massachusetts Ave NW
- Mémorial Taras Chevtchenko sur 22nd Street et P Street NW

4) personnages religieux, théologiens
- Francis Asbury à 16th et Mount Pleasant Streets NW
- Bernadette Soubirous au monastère franciscain du mont du Saint-Sépulcre (en)
- John Carroll sur 38th Street et Q Street NW
- Saint Christophe au monastère franciscain du mont du Saint-Sépulcre (en)
- Juana Inés de la Cruz à l'extérieur de l'Organisation des États américains, 17th Street et Constitution Avenue NW
- François d'Assise au monastère franciscain du mont du Saint-Sépulcre (en)
- Cardinal James Gibbons sur 16th Street et Park Road NW
- Saint Jérome à l’ambassade croate, 24th Street et Massachusetts Avenue NW
- Jean-Paul II au sanctuaire national Jean-Paul II (en), 3900 Harewood Road NE
- Martin Luther sur 14th Street et Massachusetts Avenue NW
- Michel (archange) au monastère franciscain du mont du Saint-Sépulcre (en)
- John Wesley au Séminaire Théologique Wesley (en), 4500 Massachusetts NW
- Godfrey Schilling au monastère franciscain du mont du Saint-Sépulcre (en)
- Mère Théodore Guérin, basilique du sanctuaire national de l'Immaculée Conception

5) Activistes, prédicateurs, personnages humanitaires, philanthropes, éducateurs
- Mémorial Mary McLeod Bethune au Lincoln Park
- Jane Delano sur 18th Street et E Street NW
- Edward Miner Gallaudet à la l'université Gallaudet
- Thomas Hopkins Gallaudet à la l'université Gallaudet
- Mémorial Mahatma Gandhi à 21th Street and Q Street et Massachusetts Avenue NW
- Samuel Gompers sur 10th Street et Massachusetts Avenue NW
- Martin Luther King, Jr. au Martin Luther King, Jr. National Memorial
- Eleanor Roosevelt au Franklin Delano Roosevelt Memorial
- Eleanor Roosevelt à la cathédrale nationale de Washington, Massachusetts et Wisconsin Avenues NW

6) Sportifs
- Josh Gibson au Nationals Park
- Frank Howard (en) au Nationals Park
- Walter Johnson au Nationals Park

7) Autres personnages
- Archer Alexander au Lincoln Park
- Christophe Colomb à l'église Holy Rosary, 595 3th Street NW
- Christophe Colomb, fontaine de Christophe Colomb au Rond-point Columbus
- Robert Emmet sur 24th Street et Massachusetts Avenue NW
- Olive Risley Seward (en) sur 6th Street et North Carolina Avenue NE
- Philip Jaisohn au consulat coréen on Rond-point Sheridan
- Carter G. Woodson sur 9th Street et Rhode Island Avenue NW
- Märtha de Suède, ambassade de Norvège

#### Bas-relief et haut-relief
Plusieurs personnages historiques se trouvent également représentés en bas-relief ou en haut-relief entre autres sur les murs extérieurs de la basilique du sanctuaire national de l'Immaculée Conception de même que sur ceux de l'Académie nationale des sciences. Voir Lieux de culte et Autres édifices de la sous-section "'Éléments architecturaux" de la section " Sculptures ornementales".

### Personnages féminins
De même que pour les personnages masculins, la représentation féminine dans la sculpture à Washington peut se regrouper selon au moins sept catégories :
- la sculpture allégorique
- les personnages de la mythologie
- les personnages historiques
- les groupes de personnages
- les personnages littéraires

Toutefois, à la différence des premiers où ce sont les personnages historiques qui dominent, c'est la catégorie de la sculpture allégorique qui semble être la plus représentative pour les personnages féminins (voir "Sculpture allégorique" et "Personnages de la mythologie") puisque très peu de personnages historiques y sont présents.
On connaît peu d'exemples de statues réalisées dans cette ville pour honorer des femmes. De fait, un décompte montre qu'il existerait en 2015 moins d'une dizaine de sculptures extérieures représentant des personnages historiques féminins. Avec Isabelle Ire de Castille, on trouve cinq autres femmes qui reçoivent cet honneur à Washington: Jeanne d'Arc, Eleanor Roosevelt, Olive Risley Seward (en), Mary McLeod Bethune, et la princesse Märtha de Suède. La ville de New York n'en compterait pas davantage. À ces femmes s'ajoute Juana Inés de la Cruz (Voir la section "Bustes").
Située devant le siège de l'Organisation des États américains, Isabelle Ire de Castille, dite Isabelle la Catholique est l'une d'entre elles qui se voit honorée ainsi. La statue de bronze intitulée Crown Princess Märtha (en) de la princesse Märtha de Suède située devant l'ambassade de Norvège nous en offre un autre exemple.
La statue équestre de Jeanne d'Arc, l'unique statue équestre d'une femme dans cette ville, est également à citer. Le Mary McLeod Bethune Memorial, en hommage à l'éducatrice Mary McLeod Bethune, est le premier monument érigé pour honorer une femme afro-américaine (voir "Œuvres commémorant les Afro-Américains"). Robert Berks (en) est le sculpteur qui réalisa l’œuvre (il est également celui qui réalisa le mémorial Albert Einstein. C'est aussi l'un des rares mémoriaux dédiés à une femme qu'on retrouve sur la place publique. Les autres qu'on retrouve s'observent dans des lieux tels que les cimetières. Il est à remarquer que de ce groupe, seule une est américaine.
Les monuments publics dédiés aux femmes ou à un groupe de femmes sont encore plus rares. On retrouve, à cet effet, le Vietnam Women's Memorial, monument honorant les femmes ayant participé à la guerre du Viêt Nam.
Quelques personnages littéraires féminins se retrouvent dans cet ensemble de sculptures, soit identifiés comme dans la représentation de Roméo et Juliette, soit non identifiés comme pour le personnage féminin du Songe d'une nuit d'été. Voir la section "Personnages littéraires".
Au cinq premières catégories mentionnées ci-dessus s'en ajoute une sixième dans laquelle on retrouve des personnages féminins, seules ou en groupe, faisant partie d'une œuvre dédiée à un personnage masculin. On compte au nombre de celles-ci, entre autres, le Mémorial Daguerre et le George Gordon Meade Memorial (en),.
Une dernière catégorie se trouve être constituée par la simple représentation artistique de la femme en général. Les sculptures d'Auguste Rodin intitulée Crouching Woman (Femme accroupie) et de Henry Moore intitulées Seated Woman, 1957 (en)(Femme assise) et
Draped Reclining Figure (en) (Figure couchée drapée) qu'on retrouve dans le Hirshhorn Museum and Sculpture Garden font partie de cette catégorie.

### Personnages de la mythologie

#### Statuaire
Bien qu'aucunement comparable sur ce point à Athènes ou d'autres villes européennes, on observe néanmoins à Washington quelques représentations de personnages issus de la mythologie.
Face à la Bibliothèque du Congrès, les visiteurs font ainsi la rencontre de Neptune, figure centrale d'une fontaine qui le montre encadré par deux personnages féminins qu'on devine être des nymphes, l'artiste les ayant représentées sur des chevaux. Aux côtés de Neptune, on distingue deux figures masculines, des tritons autres personnages issus de la mythologie grecque, identifiables, entre autres, à leur conque dans laquelle ils soufflent.
Des nymphes sont également représentées. On en retrouve des réalisations dont l'une, située au Hirshhorn Museum and Sculpture Garden, est l'œuvre d'Aristide Maillol, sculpteur et peintre français et une autre, qu'on peut observer au Judiciary Square (en), est le fruit du travail de Carl Paul Jennewein, sculpteur américain d'origine allemande.
L'influence de la statuaire grecque s'est manifestée également jusque dans la représentation du personnage le plus emblématique du peuple américain et celui qui a justement laissé son nom à ce qui deviendra la capitale du pays. Il existe de nombreuses représentations de Georges Washington. Il en existe une toutefois le montrant assis, torse nu dans une pose rappelant Zeus. L'artiste américain qui l'a réalisée, Horatio Greenough, se serait inspiré de la statue de Zeus à Olympie. Commandée pour le centenaire de la naissance de Washington, cette œuvre est demeurée de nombreuses années à l'extérieur avant qu'elle ne soit transférée en 1908 dans le bâtiment de la Smithsonian Institution pour être plus tard relocalisée après 1964 au musée national d'histoire américaine (le National Museum of American History).
Plus inattendue est une représentation de Xochipilli, dieu de la mythologie aztèque, d'un artiste inconnu, située aux abords du siège de l'Organisation des États américains (OEA).
De façon intéressante également, 13 figures mythologiques de la culture haïda se trouvent regroupées dans une même sculpture (voir la section « Diversification dans le domaine culturel » - Sculptures amérindiennes).

#### Bas-relief

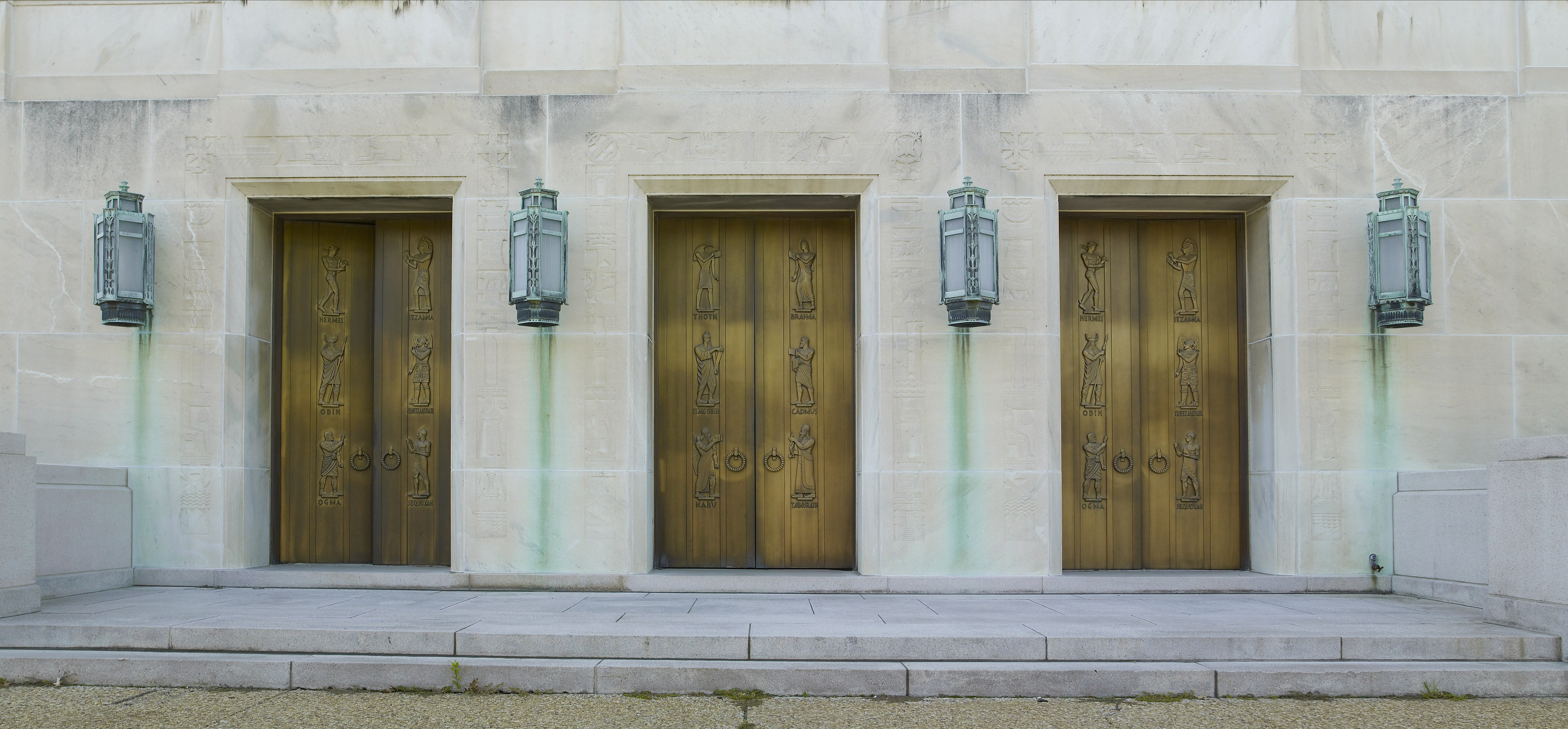
Portes de l'entrée est du John Adams Building.

Les figures mythologiques trouvent également leur représentation dans la sculpture ornementale. Il appartint au sculpteur américain Lee Oscar Lawrie de faire émerger en bas-relief sur les portes de bronze du John Adams Building, l'un des trois bâtiments de la Bibliothèque du Congrès, les représentations des dieux Hermes, Odin, Ogma, Itzamna, Quetzalcóatl, Thoth, Nabû, Brahma accompagnés de personnages légendaires tels Cadmos, Cang Jie ou encore Tahmouras.
| Inauguration | Description                                                                      | Artiste                  | Emplacement                                   | Materiaux         | Image |  |
| ------------ | -------------------------------------------------------------------------------- | ------------------------ | --------------------------------------------- | ----------------- | ----- |  |
| 1897–1898    | Fontaine de Neptune (détail)                                                     | Roland Hinton Perry (en) | Bibliothèque du Congrès                       | bronze et granite |       |  |
| 1922         | Fontaine du mémorial Darlington                                                  | Carl Paul Jennewein      | Judiciary Square (en)                         | bronze doré       |       |  |
| 1939         | Cadmos, fondateur légendaire de la ville de Thèbes, en Grèce                     | Lee Oscar Lawrie         | Portes de l'entrée est du John Adams Building | bronze            |       |  |
| 1939         | Tahmouras, troisième chah de la dynastie pichdadienne, en Iran                   | Lee Oscar Lawrie         | Portes de l'entrée est du John Adams Building | bronze            |       |  |
| 1939         | Nabû, divinité mésopotamienne de la connaissance, de l'écriture et de la sagesse | Lee Oscar Lawrie         | Portes de l'entrée est du John Adams Building | bronze            |       |  |
| 1953         | Nymphe (figure centrale pour «Les Trois Grâces»)                                 | Aristide Maillol         | Hirshhorn Museum and Sculpture Garden         | bronze            |       |  |

### Personnages littéraires
La sculpture extérieure à Washington offre également aux visiteurs la représentation de personnages issus de la littérature. Les personnages de Roméo et Juliette, de Hamlet, du roi Lear, du Marchand de Venise ou encore du Songe d'une nuit d'été en sont des exemples sculptés par John Gregory (en) et Paul Cret sur la façade nord de la Folger Shakespeare Library dans le quartier de Capitol Hill.

## Œuvres commémorant les Afro-Américains
Au moins quatorze œuvres d'art dans le domaine de la sculpture, à Washington, ont été réalisées pour commémorer les Afro-Américains. Si deux, au moins, sont des bustes se trouvant à l'intérieur (dont celui de Martin Luther King, Jr. dans la Rotonde du Capitole), d'autres peuvent être observées à l'extérieur. Depuis 2011 s'ajoute à ce groupe le Martin Luther King, Jr. National Memorial inauguré cette année-là pour commémorer le Civil Rights Act de 1964. De façon symbolique, il se trouve situé environ à mi-chemin sur une ligne droite entre le Lincoln Memorial et le Jefferson Memorial. Quatre ans plus tard, fut inauguré en juillet 2015 dans le Carter G. Woodson memorial park, le mémorial dédié à l'historien, auteur et journaliste Carter G. Woodson. La sculpture fut réalisée par Raymond Kaskey (en). Le monument lui rendant hommage comme étant le "père de l'histoire de la population noire" (father of black history). Mentionnons que des représentations d'Afro-Américains se trouvent également incluses dans le Vietnam Veterans Memorial, par Frederick Hart, le Mémorial des vétérans de la guerre de Corée, par Frank Gaylord (en), le Franklin Delano Roosevelt Memorial, (conception globale par Lawrence Halprin) de même que le Vietnam Women's Memorial, par Glenna Goodacre.
| Inauguration | Description                                       | Artiste                     | Emplacement                                                       | Materiaux | Image |
| ------------ | ------------------------------------------------- | --------------------------- | ----------------------------------------------------------------- | --------- | ----- |
| 1876         | Mémorial Émancipation                             | Thomas Ball                 | Lincoln Park                                                      | bronze    |       |
| 1974         | Mémorial Mary McLeod Bethune                      | Robert Berks (en)           | Lincoln Park                                                      | bronze    |       |
| 1979         | Fortitude,                                        | James King                  | Université Howard                                                 | métal     |       |
| 1997         | African American Civil War Memorial               | Edward Norton Hamilton (en) | U Street station (en)                                             | bronze    |       |
| 2001         | (Here I Stand) In the Spirit of Paul Robeson (en) | Allen Uzikee Nelson         | intersection de Kansas ave NW, Georgia ave NW et Varnum street NW | acier     |       |
| 2009         | Josh Gibson                                       | Omri Amrany (d)             | Nationals Park                                                    | bronze    |       |

## Monuments divers (personnages et autres)
| Inauguration | Description                  | Artiste                      | Emplacement                                             | Materiaux        | Image |  |
| ------------ | ---------------------------- | ---------------------------- | ------------------------------------------------------- | ---------------- | ----- |  |
| 1874         | Winfield Scott,              | Henry Kirke Brown            | Rond-point Scott (en)                                   | bronze           |       |  |
| 1876         | James Birdseye McPherson     | Louis Rebisso                | McPherson Square                                        | bronze           |       |  |
| 1878         | George Henry Thomas          | John Quincy Adams Ward       | Rond-point Thomas                                       | bronze           |       |  |
| 1881         | David Farragut               | Vinnie Ream                  | Farragut Square                                         | bronze           |       |  |
| 1887         | James Garfield               | John Quincy Adams Ward       | Terrain du Capitole                                     | bronze           |       |  |
| 1890         | Louis Daguerre               | Jonathan Scott Hartley (en)  | National Portrait Gallery                               | bronze           |       |  |
| 1892         | Henry Adams                  | Augustus Saint-Gaudens       | Cimetière de Rock Creek (en)                            | bronze           |       |  |
| 1900         | Daniel Webster               | Gaetano Trentanove           | Massachusetts Avenue, Rond-point Scott (en)             | bronze           |       |  |
| 1900         | Samuel Hahnemann             | Charles Henry Niehaus        | Rond-point Scott (en)                                   | bronze           |       |  |
| 1901         | Albert Pike                  | Gaetano Trentanove           | Judiciary Square (en)                                   | bronze           |       |  |
| 1907         | George McClellan             | Frederick William MacMonnies | District Historique Kalorama Triangle.                  | bronze           |       |  |
| 1908         | Philip Sheridan              | Gutzon Borglum               | Rond-point Sheridan, Massachusetts Avenue / 23rd Street | bronze           |       |  |
| 1909?        | Henry Wadsworth Longfellow   | Thomas Ball                  | Rond-point Dupont                                       | bronze           |       |  |
| 1909/1922    | Ulysses S. Grant             | Henry Shrady                 | Union Square                                            | bronze           |       |  |
| 1912         | Christophe Colomb            | Lorado Taft                  | Rond-point Columbus                                     | marbre           |       |  |
| 1922         | Abraham Lincoln              | Daniel Chester French        | National Mall, Lincoln Memorial                         | marbre           |       |  |
| 1924         | First Division Monument      | Daniel Chester French        | President's Park                                        |                  |       |  |
| 1927         | El Cid                       | Anna Hyatt Huntington        |                                                         |                  |       |  |
| 1931         | Mémorial du Titanic          | Gertrude Vanderbilt Whitney  | P Street SW                                             | granit           |       |  |
| 1932         | Theodore Roosevelt           | Paul Manship                 | Theodore Roosevelt Island                               | bronze           |       |  |
| 1941         | Guglielmo Marconi            | Attilio Piccirilli (en)      | quartier Mount Pleasant (en)                            | bronze           |       |  |
| 1943         | Thomas Jefferson             | Rudulph Evans                | National Mall, Jefferson Memorial                       | bronze           |       |  |
| 1947         | Albert Gallatin              | James Earle Fraser           | Lafayette Park                                          | bronze           |       |  |
| 1947         | Oscar Straus                 | Adolph Weinman               | Triangle fédéral, 14th Street                           | bronze           |       |  |
| 1964         | Boy Scout Memorial           | Donald De Lue                | President's Park                                        | bronze           |       |  |
| 1979         | Albert Einstein              | Robert Berks (en)            | Académie nationale des sciences                         | granit           |       |  |
| 1995         | Korean War Veterans Memorial | Frank Gaylord (en)           | West Potomac Park,                                      | acier inoxydable |       |  |
| 1997         | Franklin Delano Roosevelt    | Lawrence Halprin             | West Potomac Park                                       |                  |       |  |
| 2000         | Mahatma Gandhi               | Gautam Pal                   | Ambassade de l'Inde à Washington (en)                   | bronze           |       |  |
| 2002         | George Mason Memorial        | Wendy Ross                   | East Potomac Park                                       | bronze           |       |  |

## Bustes

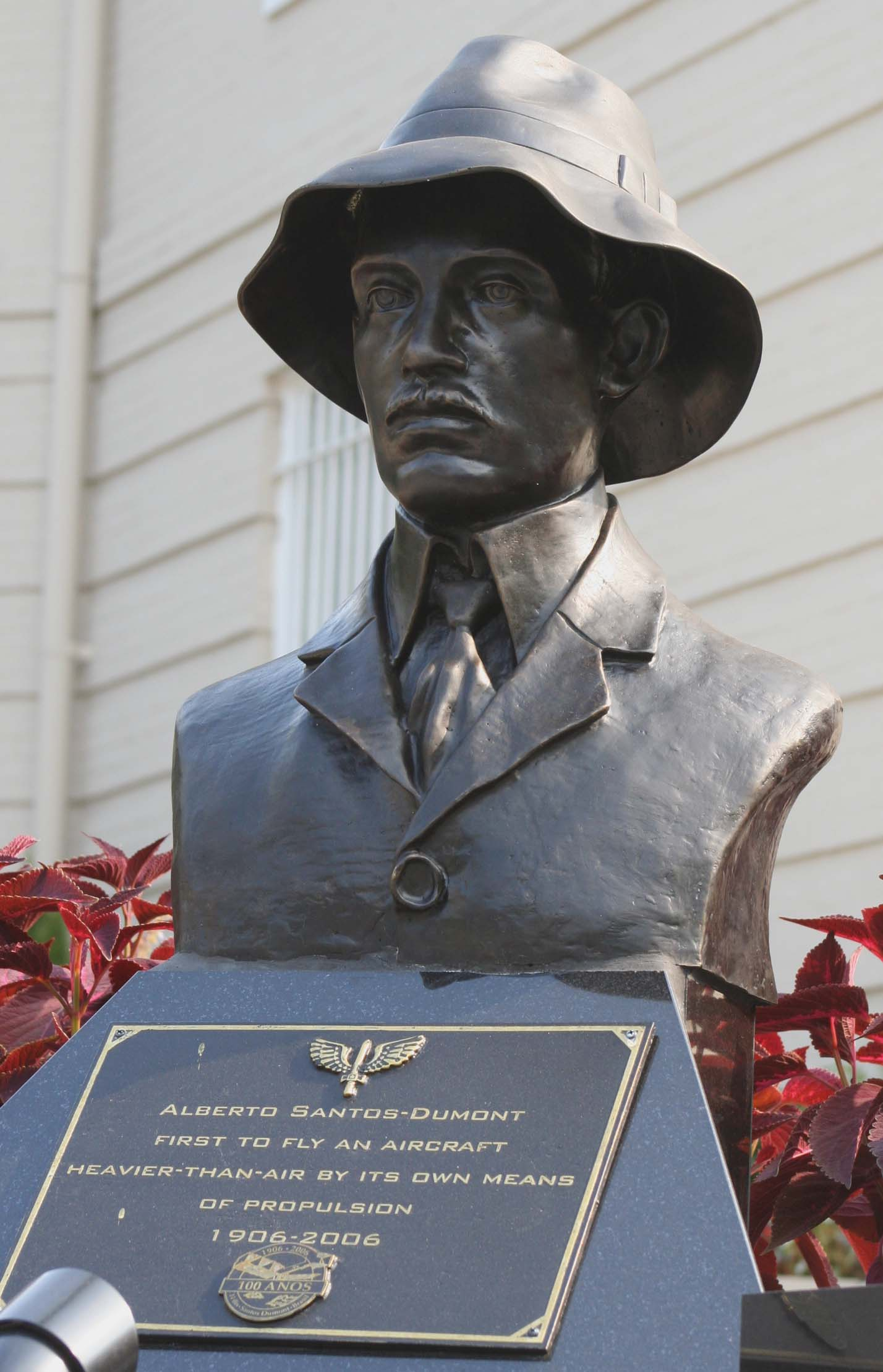
Buste d'Alberto Santos-Dumont, Ambassade du Brésil à Washington.

### Personnalités américaines
Si la majorité des sculptures se trouvent à l'intérieur lorsqu'il s'agit de bustes, il s'en trouvent également à l'extérieur des édifices à Washington. Ainsi, on ne se surprendra pas de pouvoir en observer un de Washington devant l'université George Washington, réalisé par le sculpteur Avard Fairbanks (en). Au nombre des personnalités américaines, on retrouve également les bustes de Robert Francis Kennedy, réalisé par Robert Berks (en), du secrétaire d'État Cordell Hull, œuvre du sculpteur Bryant Baker ou encore de l'ecclésiastique, militaire et homme politique Peter Muhlenberg sculpté en 1980 par Caroline Hufford.

### Personnalités étrangères
Du côté des personnages historiques étrangers, les visiteurs peuvent observer le buste du pionnier franco-brésilien de l'aviation, Alberto Santos-Dumont près de l'ambassade du Brésil. De même, ceux du "révolutionnaire et idéologue de la révolution nationale bulgare", Vasil Levski, se trouvant devant l'ambassade de Bulgarie, de l'avocat, politicien et journaliste centraméricain José Cecilio del Valle réalisé par Juan José Sicre (en) ainsi que de l'avocat, homme politique et militaire argentin Manuel Belgrano situé devant l'ambassade de l'Argentine. Réalisé par Beatriz Caso (en) et inauguré le 19 avril 1977, le buste de la poétesse et religieuse Juana Inés de la Cruz, situé à l'extérieur de l'édifice de l'Organisation des États américains, est l'un des rares personnages historiques féminins à faire partie de cette catégorie. On trouvera de même à l'extérieur de la Russia House, un resto-club dans le quartier Dupont Circle, le buste du physicien soviétique Andreï Sakharov réalisé par Peter Shapiro.

### Bustes dans les cimetières

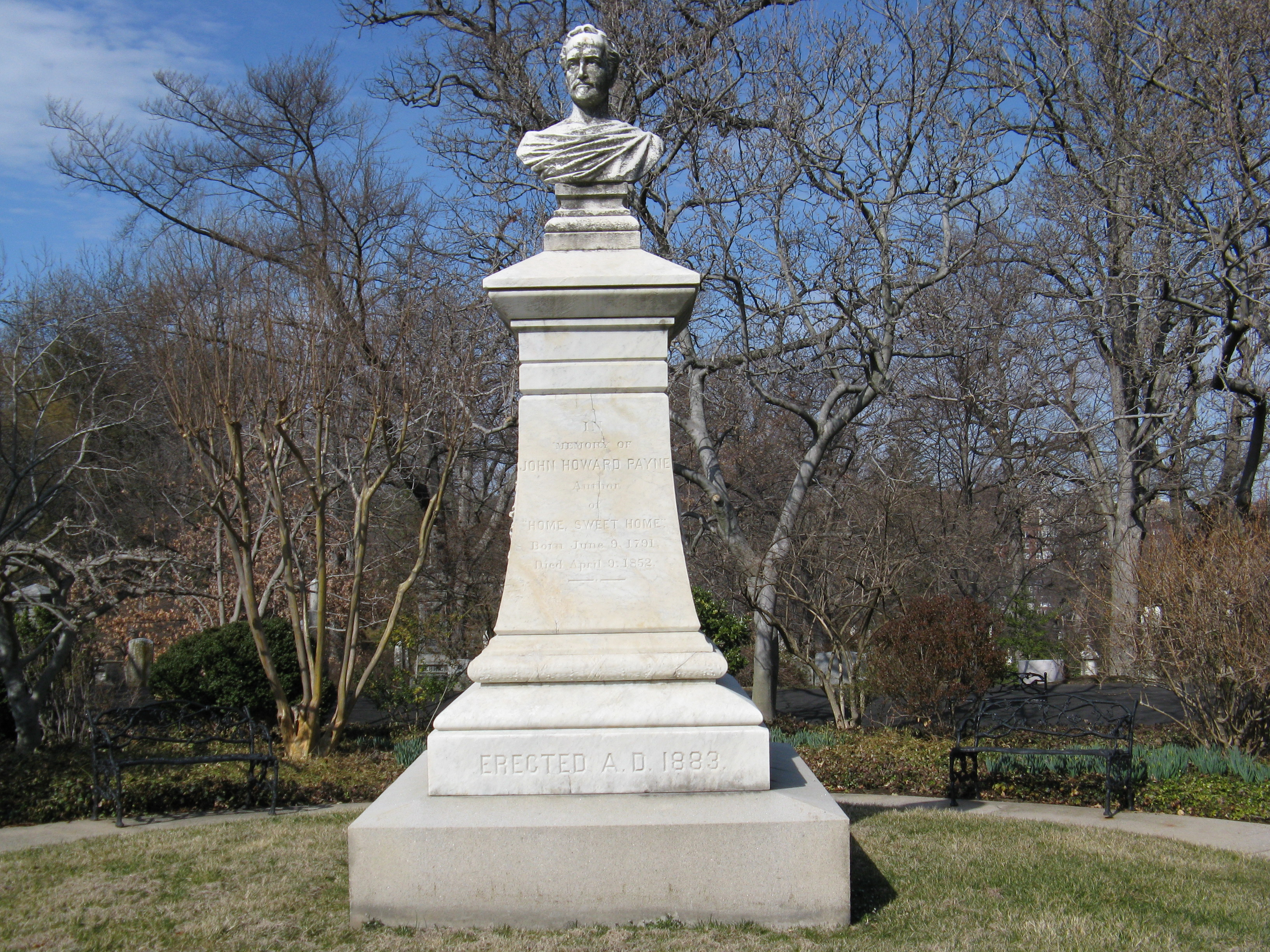
Monument funéraire de John Howard Payne, cimetière d'Oak Hill.

Les bustes de certaines personnalités font partie de leur monument funéraire. On retrouve ainsi au cimetière d'Oak Hill ceux de l'acteur, poète et auteur John Howard Payne, du colonel John A. Joyce, du secrétaire de la grande loge maçonnique William R. Singleton, ou encore d'Eugene Liomin du National Bureau of Standards (voir la section « Sculptures situées à des endroits moins fréquentés »).
De même, on retrouve de ces réalisations au cimetière de Rock Creek (en). En 1906, Vinnie Ream réalise le 
buste d'Edwin Barrett Hay (en). En 1908, c'est celui du juriste Charles Burlingame Waite (en) qui est réalisé par Mary Washburn et, en 1912 ou 1913, Charles Windholz se voit également accordé cet hommage pour son monument funéraire.

### Bustes et architecture
La façade du Thomas Jefferson Building de la bibliothèque du Congrès est l'une des réalisations architecturales qui fait appel à la sculpture. Notamment une série de bustes, réalisés en 1894 et 1895, y représentent neuf hommes de lettres éminents. Trois artistes se sont partagé ce travail. Herbert Adams s'est vu attribuer la réalisation des bustes de Démosthène, Dante et Walter Scott ; Frederick Ruckstull (en) a réalisé ceux de Goethe, Benjamin Franklin et Thomas Babington Macaulay ; Jonathan Scott Hartley (en) a, quant à lui, sculpté ceux de Ralph Waldo Emerson, Nathaniel Hawthorne et Washington Irving.

## Plaques commémoratives et sceaux

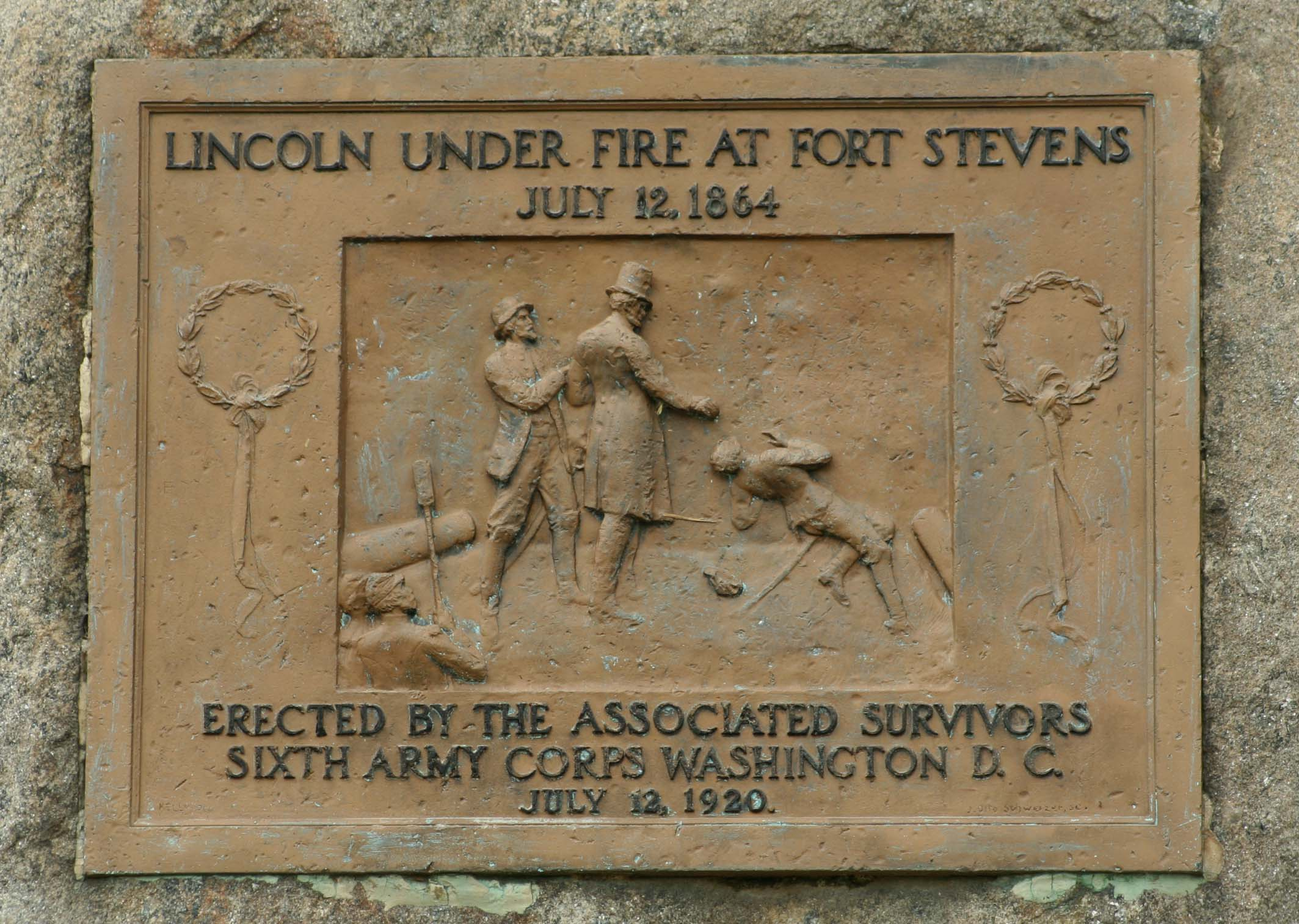
Plaque réalisée par Jakob Otto Schweizer commémorant la présence d'Abraham Lincoln à Fort Stevens durant la bataille qui s'y déroula les 11 et 12 juillet 1864.

### Plaques commémoratives
Les plaques commémoratives constituent une autre occasion par laquelle s'exprime la sculpture. Souvent elles se retrouvent partie intégrante d'un mémorial. Bien souvent, on les rencontre ainsi honorant la mémoire de personnages illustres ou encore d'un groupe d'un personnes s'agissant par exemple d'un groupe de soldats tombés au combat.

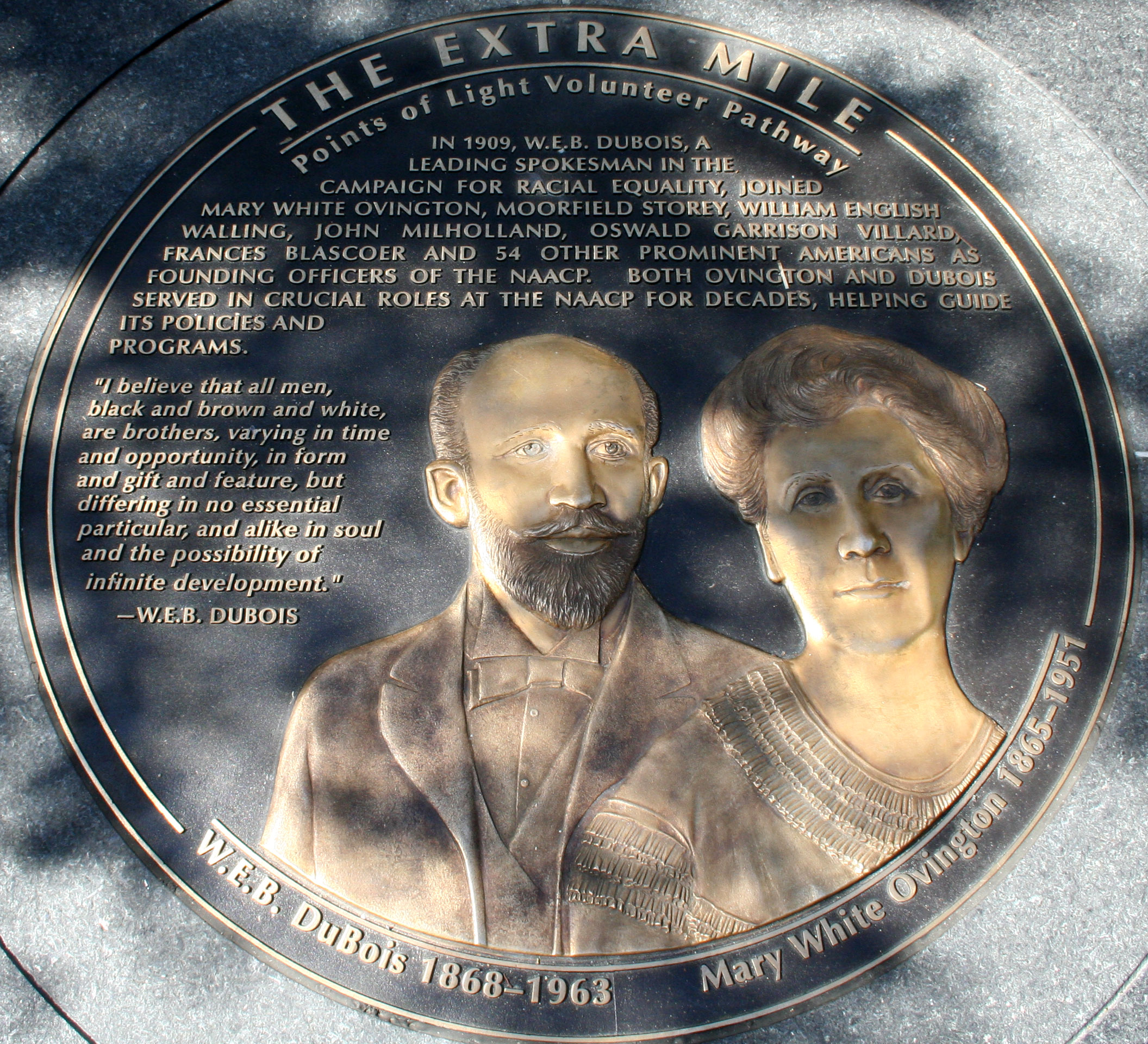
Plaque commémorant la participation de W. E. B. Du Bois et Mary White Ovington dans la création de la National Association for the Advancement of Colored People.

Certaines rappellent le souvenir d'un évènement passé à l'histoire. J. Otto Schweizer (en) réalisa l'une d'entre elles pour commémorer la Bataille de Fort Stevens survenue en juillet 1864 au cours de laquelle était présent Abraham Lincoln lors d'une visite des lieux. De façon intéressante, sur un plan historique, le monument, érigé à cet effet en 1920 rendant hommage au 6e corps de l'armée de l'Union qui se trouvait sur place durant cette bataille, exhibe un plan du fort en question sculpté vraisemblablement dans du bronze,,.
Le 14 octobre 2005 on inaugura The Extra Mile (en), une série de plaques incrustées dans les trottoirs du centre-ville de Washington (en) commémorant les réalisations d'hommes et femmes ayant façonné l'histoire par leurs actions et œuvres de bienfaisance. Chacune de ces plaques inclut une sculpture en bas-relief représentant les personnes honorées. Trente-six personnes y sont représentées depuis ce jour et, pour une fois, les femmes sont autant à l'honneur avec près de la moitié des personnalités honorées. Cette voie piétonne commence au coin de Pennsylvania Avenue et 15th Street, NW et se poursuit vers le nord sur 15th Street à G Street, NW. Là, elle tourne vers l'est sur G Street jusqu'à son intersection avec 13th Street. Celle-ci sera allongée avec l'ajout d'autres plaques commémoratives.

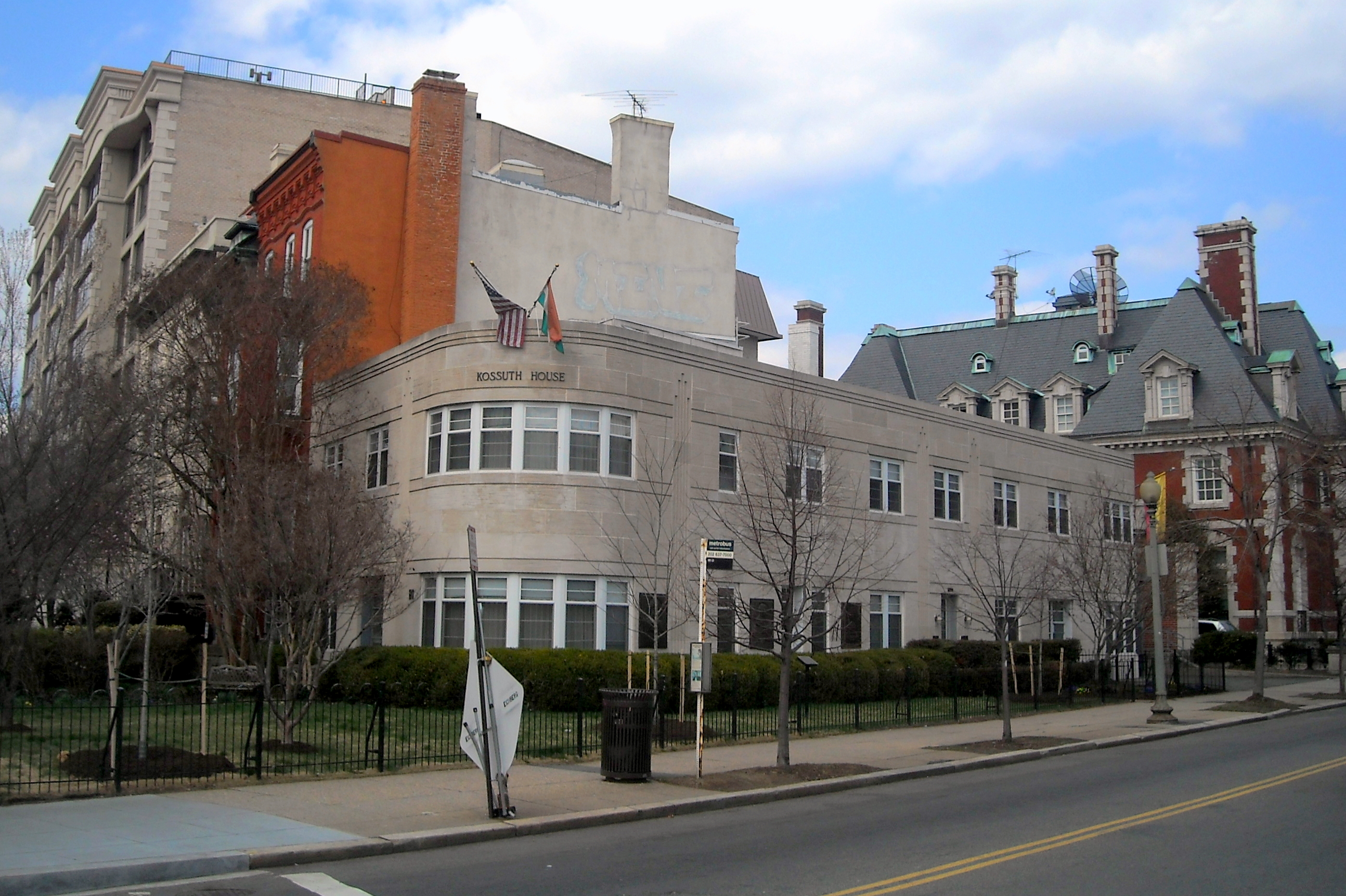
Maison Kossuth, Massachusetts Avenue.

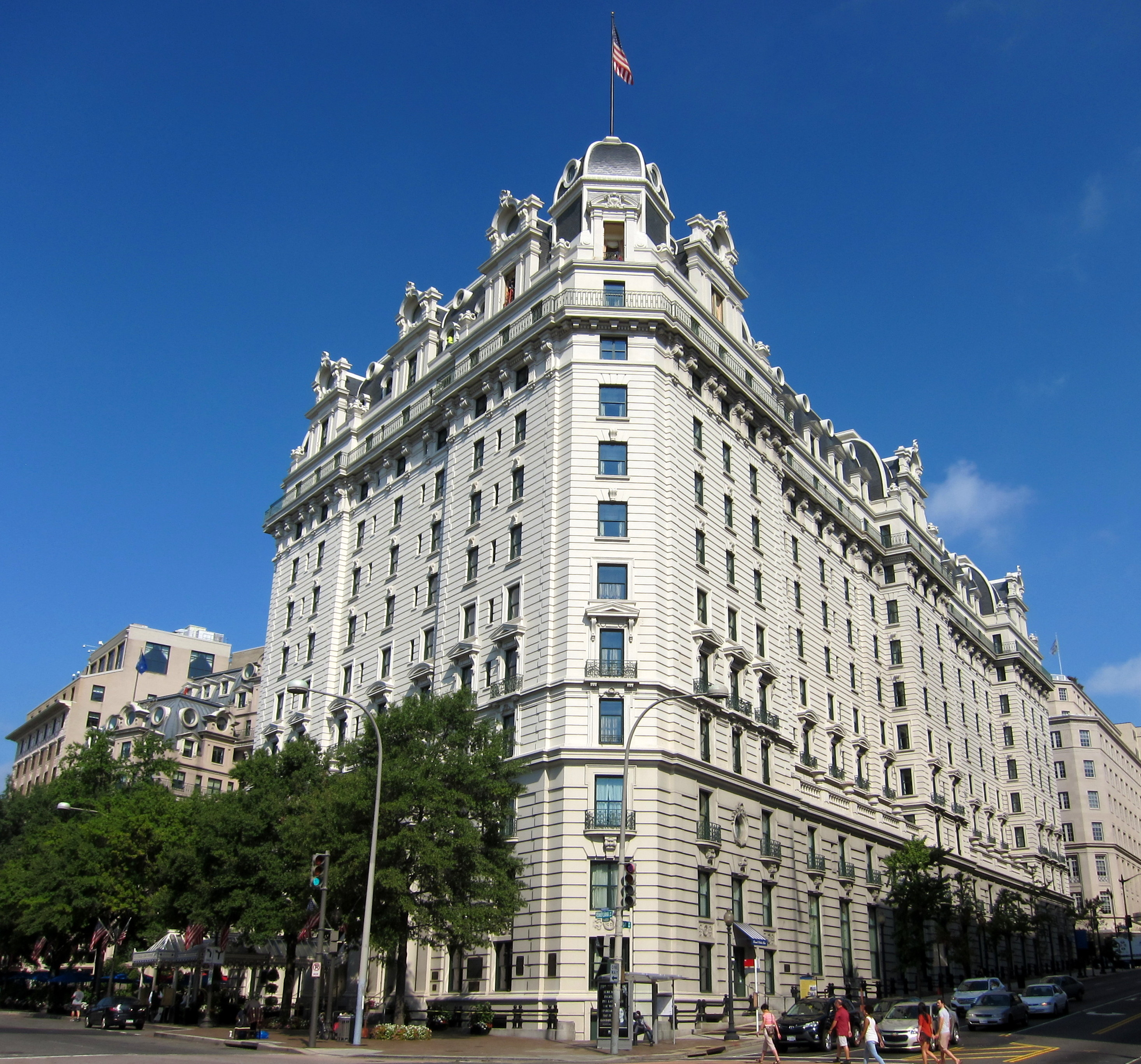
Hôtel Willard, Pennsylvania Avenue.

En se promenant dans la ville, citoyens et visiteurs pourront y découvrir bien d'autres de ces plaques commémoratives telles par exemple celles de Théodore Roosevelt et Lajos Kossuth sur l'un des murs extérieurs de la Maison Kossuth, le bureau principal de
Fédération hongroise réformée d'Amérique (en) sur Massachusetts Avenue (en) ou encore celle sur laquelle figure Jean Monnet sur l'un des murs extérieurs de l'hôtel Willard sur Pennsylvania Avenue.

### Sceaux
La sculpture sigillaire est sans doute un domaine moins connu de la sculpture en bas-relief. Il existe pourtant plusieurs exemples de sceaux sculptés à Washington à commencer par le Grand sceau des États-Unis situé au centre sur la façade de l'édifice des Archives nationales. De même, on retrouve sculpté le sceau de l'imprimerie du gouvernement sur l'un de murs extérieurs de l'édifice.
À noter que les villes et les États possédant leur sceau, on en retrouve plusieurs sculptés, non à l'extérieur, mais sur les murs intérieurs du Washington Monument. Citons, entre autres, ceux de la ville de Philadelphie, des États de la Louisiane, de la Floride, du Massachusetts, du Connecticut, du Maryland, de l'État de New York, du Vermont, de la Pennsylvanie, du Nebraska, du Dakota du Sud, du Dakota du Nord, du Texas, de l'Oregonou encore de la Grande Loge du New Jersey.
Un autre exemple de sceau rencontré est celui des armoiries de l'Australie dont la représentation sculptée se situe devant l'ambassade d'Australie. Voir aussi "Sculptures animalières".

## Sculpture religieuse

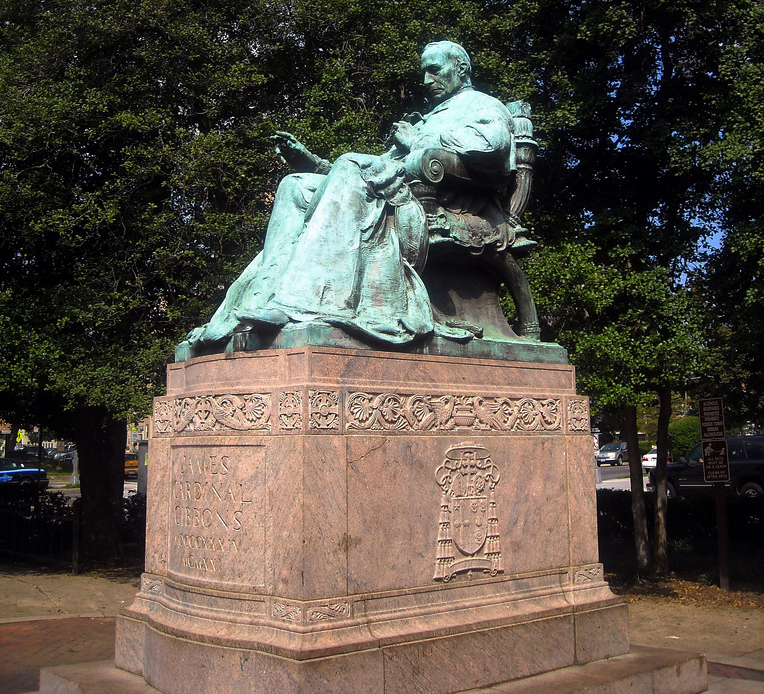
, 1932,.

La sculpture religieuse se rencontre à divers endroits de la ville tels les lieux de cultes avec la cathédrale nationale, la basilique du sanctuaire national de l'Immaculée Conception ou encore le monastère franciscain du mont du Saint-Sépulcre.
Elle se rencontre aussi avec certaines figures mythologiques, telles le dieu Neptune de la fontaine éponyme, ou la déesse hindoue Sarasvati, de même que pour des œuvres représentant un lieu où se pratique un culte religieux telle la sculpture d'une pagode offerte par le Japon par exemple ou encore pour des célébrations a caractère religieux, telle la menorah nationale (en). (Références dans diverses sections de l'article)
Elle est présente également sur certains bas-reliefs : sur les portes de bronze du John Adams Building par exemple sont sculptés une diversité de divinités issues aussi bien des religions égyptienne, mésopotamienne, celte, scandinave, grecque, hindoue que mésoaméricaine (voir la section « Personnages de la mythologie »).
La sculpture religieuse est également présente dans certains cimetières. Parmi les cimetières de Washington, les cimetières du Congrès, de Rock Creek, de Glenwood et d'Oak Hill comptent parmi ceux où ce genre de sculpture se rencontre. Il s'agit la plupart du temps de représentations d'anges. Plusieurs faisant partie de monuments funéraires alors que d'autres sont au contraire des sculptures isolées comme celles que les visiteurs peuvent observer au cimetière de Glenwood. (voir aussi "Cimetières nationaux" et "Autres cimetières" de la section « Lieux divers »).
La croix est une autre forme de sculpture religieuse rencontrée qui est sans doute la plus répandue dans le monde de la chrétienté. Outre qu'on retrouve sa présence rattachée aux églises, divers sculpteurs ont fait ou font encore usage de ce symbole pour certains monuments funéraires et mausolées présents dans les cimetières mentionnés.
Personnages
La sculpture religieuse se donne à voir de même à travers la représentation de personnages historiques ou non de la chrétienté. La basilique du sanctuaire national de l'Immaculée Conception est peut-être l'endroit où se trouvent regroupés le plus grand nombre de personnages religieux dans la capitale américaine. Plusieurs dizaines de ces personnages ornent l'extérieur des murs de cet édifice religieux(voir la section « Lieux de culte »). Les jardins de cette basilique offrent eux aussi aux visiteurs l'occasion de voir quelques-uns des personnages religieux dont les statues d'Anne-Thérèse Guérin (Mère Théodore Guérin) d'abord réalisée en terre glaise par Teresa Clark pour être ensuite sculptée dans le calcaire par le tailleur de pierre, Nicholas Fairplay ou encore celle de Marie, protectrice de la foi (en) du sculpteur Jon-Joseph Russo. On pourra également observer dans les jardins de la cathédrale nationale Le Fils prodigue, de Heinz Warneke, sculptée en 1961 (voir la section « Jardins »). Plusieurs autres représentations de personnages religieux s'offrent au regard des visiteurs découvrant la ville tout au long de leur parcours (voir la section « Personnages historiques »).

## Sculptures animalières

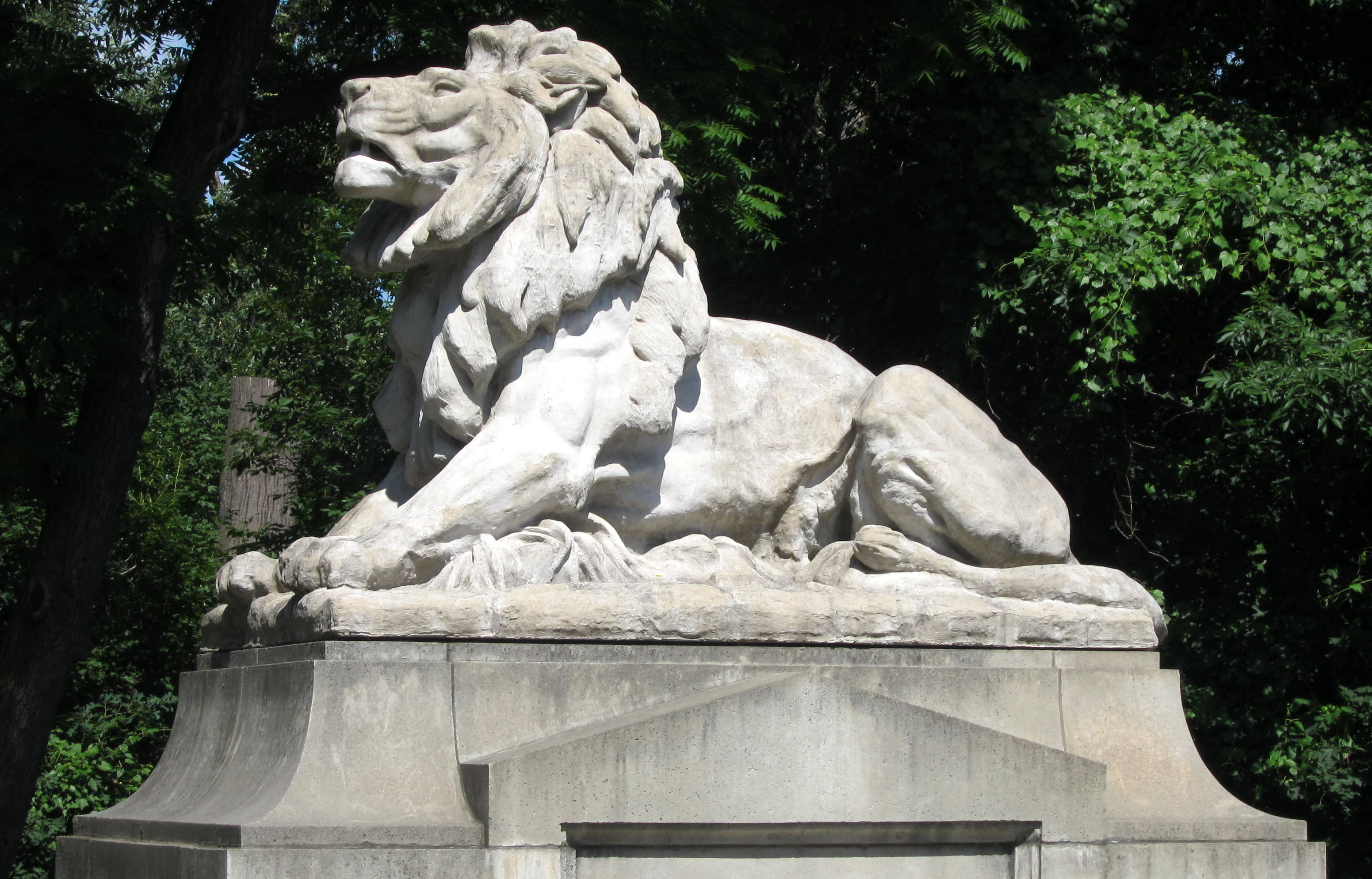
Perry Lions, œuvre de inaugurée en 1907, située sur le pont Taft de la Connecticut Avenue. Refonte et réinstallée en 2002.

Le cheval est, de loin, l'animal le plus représentatif de la sculpture extérieure à Washington compte tenu des nombreuses statues équestres qu'on y rencontre dans cette ville. Il est par contre beaucoup plus rare de rencontrer le même animal représenté seul et lorsque c'est le cas, il revêt une valeur symbolique telles ces sculptures de chevaux représentant le Congrès des États-Unis (voir plus loin "Sculptures allégoriques"). D'autres animaux viennent néanmoins enrichir le bestiaire du paysage urbain de la ville: aigle, ours, bison, tigre, lion,... Le contraste avec le cheval est on ne peut plus saisissant en ce que, d'une part, l'aigle mis à part, il en existe peu d'exemplaires pour chacune de ces espèces et que, d'autre part, celles-ci sont le plus souvent représentées seules voire isolées de tout autre élément.
Le parc zoologique national de Washington est l'un des endroits qui offre aux visiteurs l'occasion d'observer plusieurs sculptures d'animaux. Que ce soit l'éléphant, l'ours, l'orang-outan, le chimpanzé, le fourmilier géant, ou encore l'aigle
, la loutre, le chien de prairie, sans oublier le panda géant ou encore l'arawana.
Toujours au parc zoologique national, le Pelzman Memorial Glockenspiel est également une réalisation artistique qui regroupe dans une tour plusieurs sculptures animales.
La sculpture animalière se rencontre aussi devant certaines ambassades de la ville. Des éléphants sont représentés à l'entrée de l'ambassade de l'Inde alors que devant l'ambassade d'Australie se trouvent réunis sous une forme stylisée le kangourou et l'émeu encadrant une pie, un cygne et un lion.

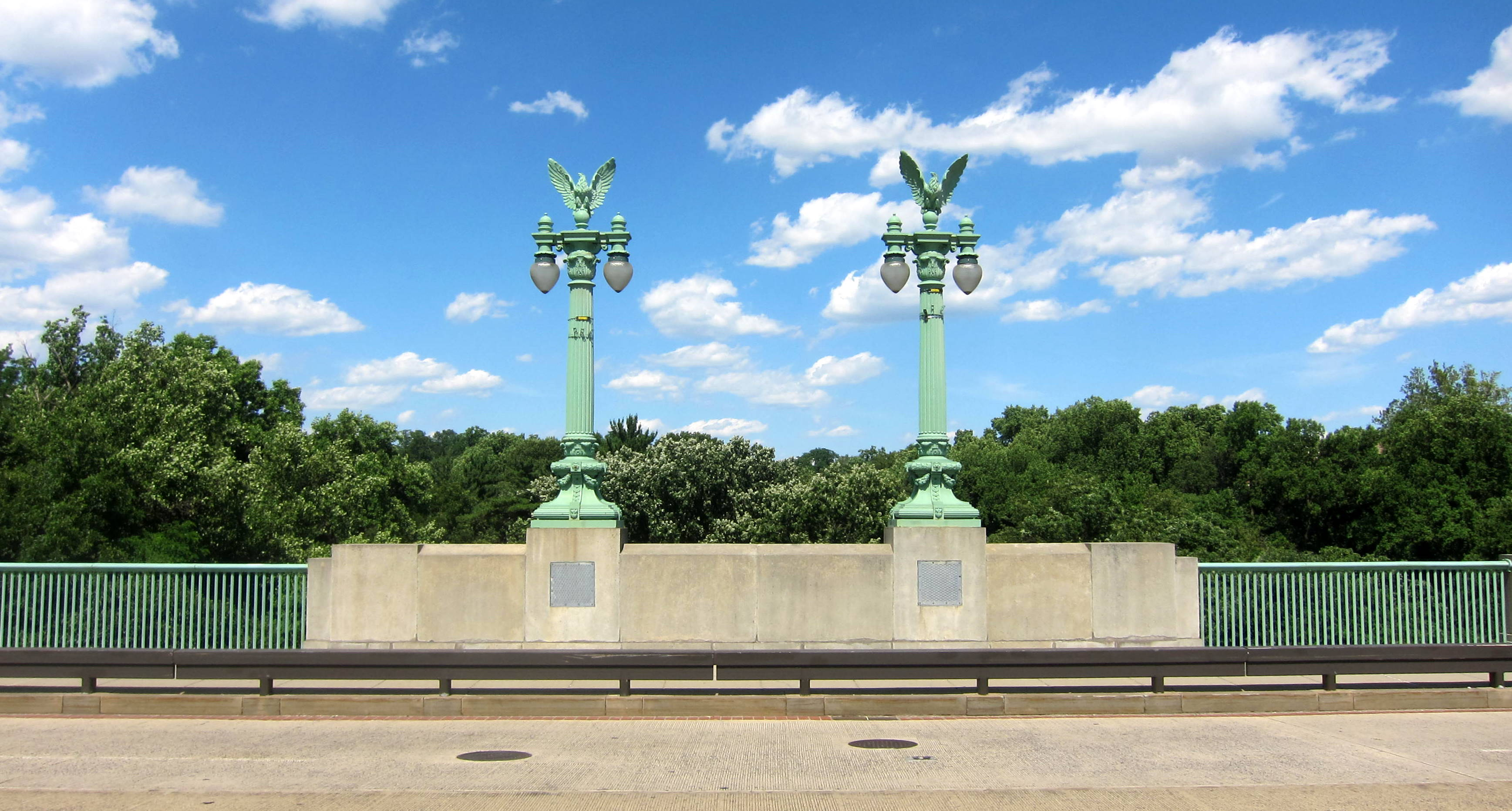
Deux des aigles surmontant des lampadaires sur le pont Taft, œuvre de Ernest C. Bairstow, vers 1906.

Il arrive que des artistes se fassent demander de sculpter des parties d'un animal seulement ou encore une partie de leur squelette. C'est ce que les visiteurs du zoo de Washington ont l'occasion de découvrir. On y observe ainsi des reproductions d'un crâne, de pattes et même d'une langue (!) de tigre. L'une des grandes vedettes de ce répertoire est sans nul doute la reproduction d'un crâne de Tyrannosaurus Rex.
Il arrive aussi d'y retrouver des sculptures animales faisant partie du mobilier urbain. L'une des œuvres du sculpteur anglais Ernest C. Bairstow (en) nous en fournit un exemple avec des aigles couronnant le sommet de plusieurs lampadaires situés sur le Taft Bridge, pont nommé en l'honneur du président américain William Howard Taft.

### Galerie

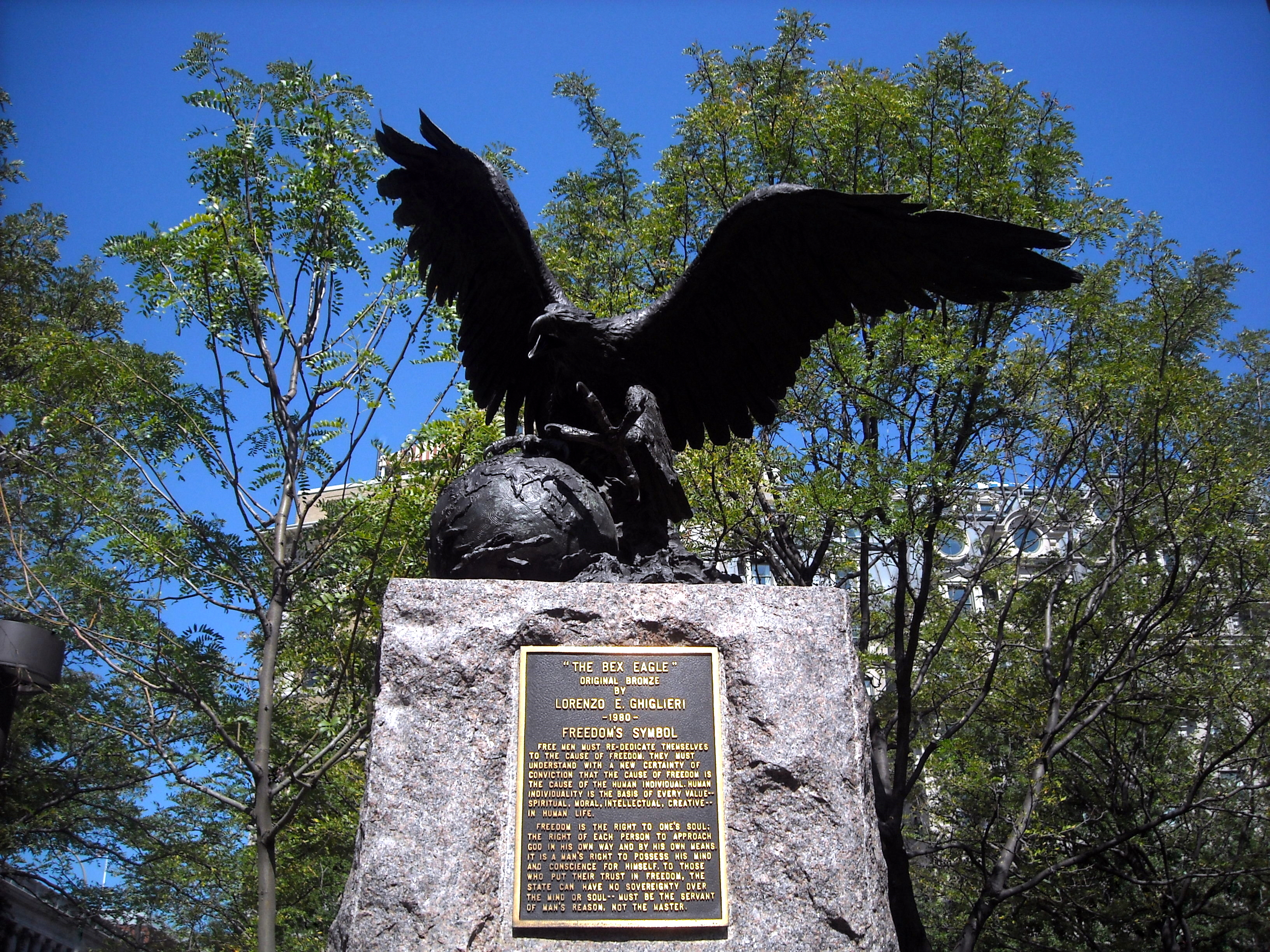
Parc Pershing (en)
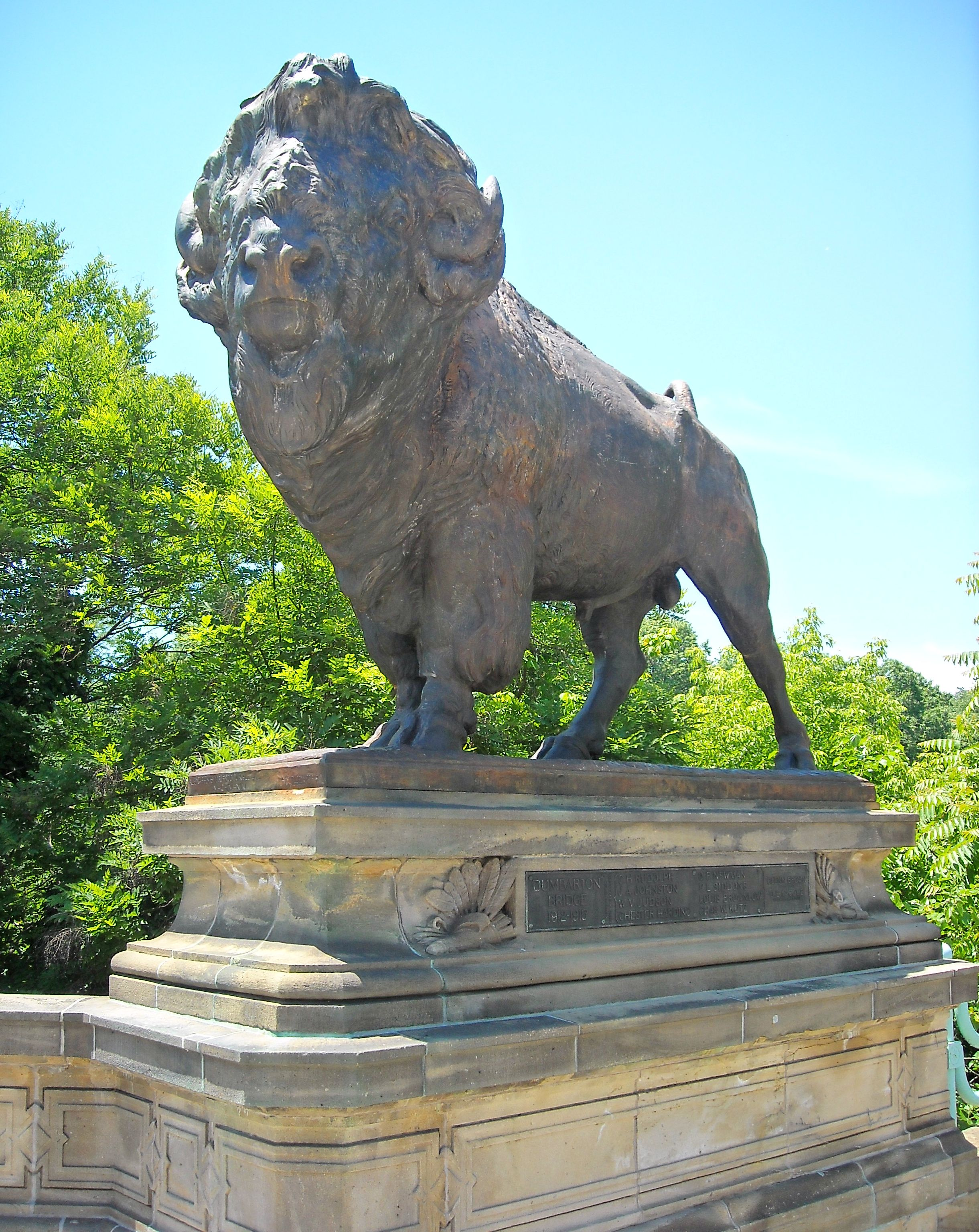
Pont Dumbarton
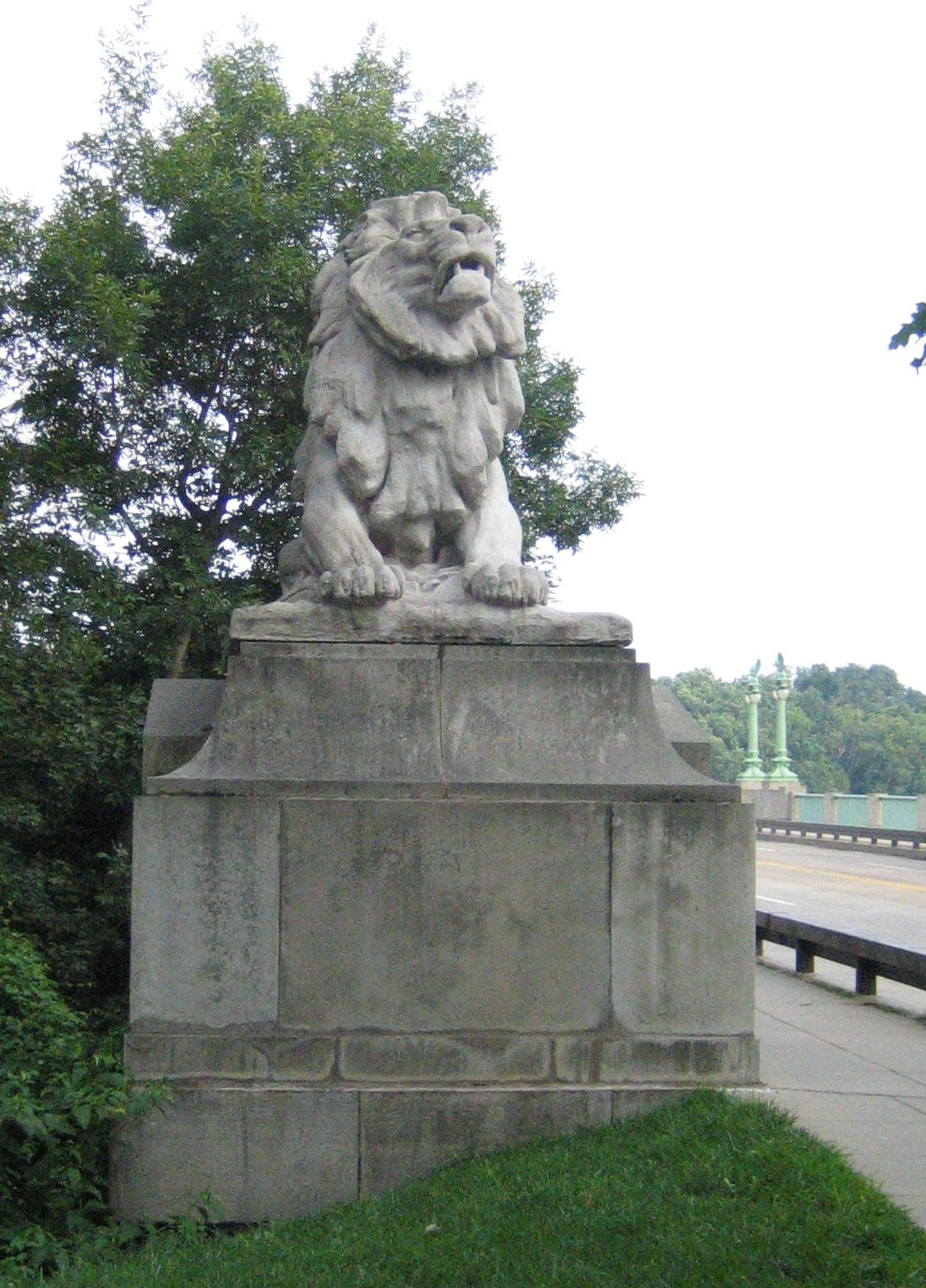
Pont Taft
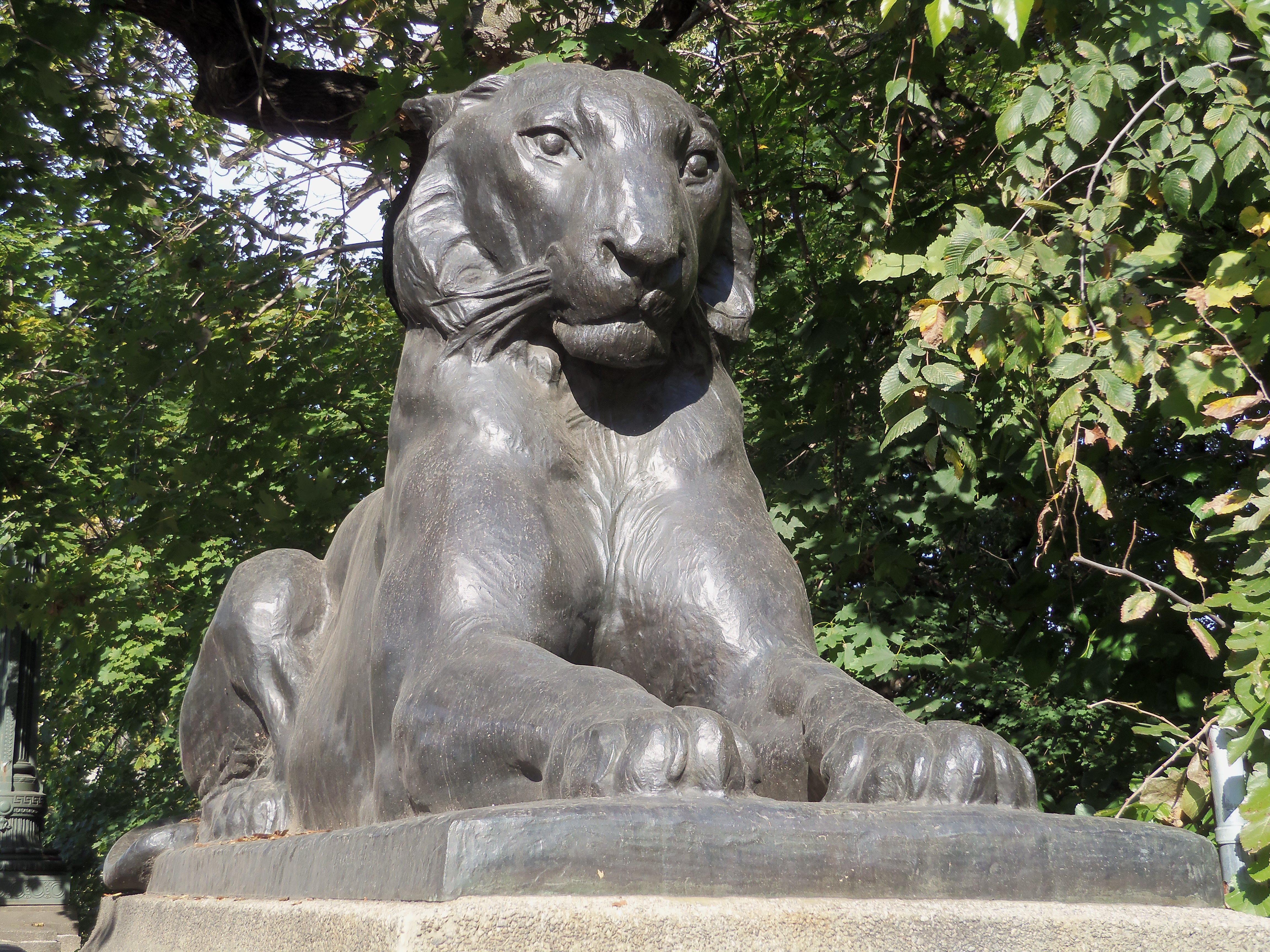
Pont Piney Branch (en)
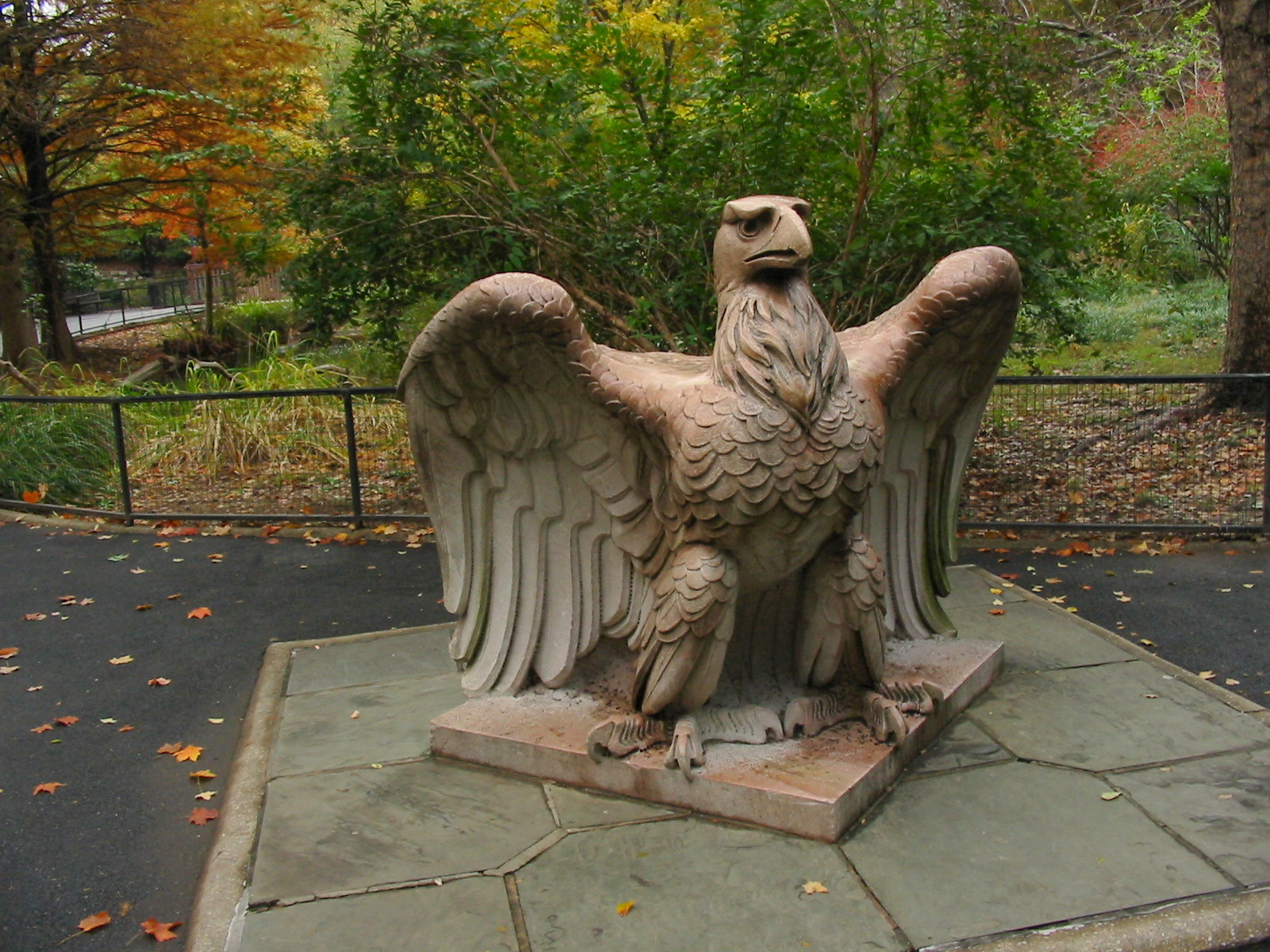
Parc zoologique national de Washington
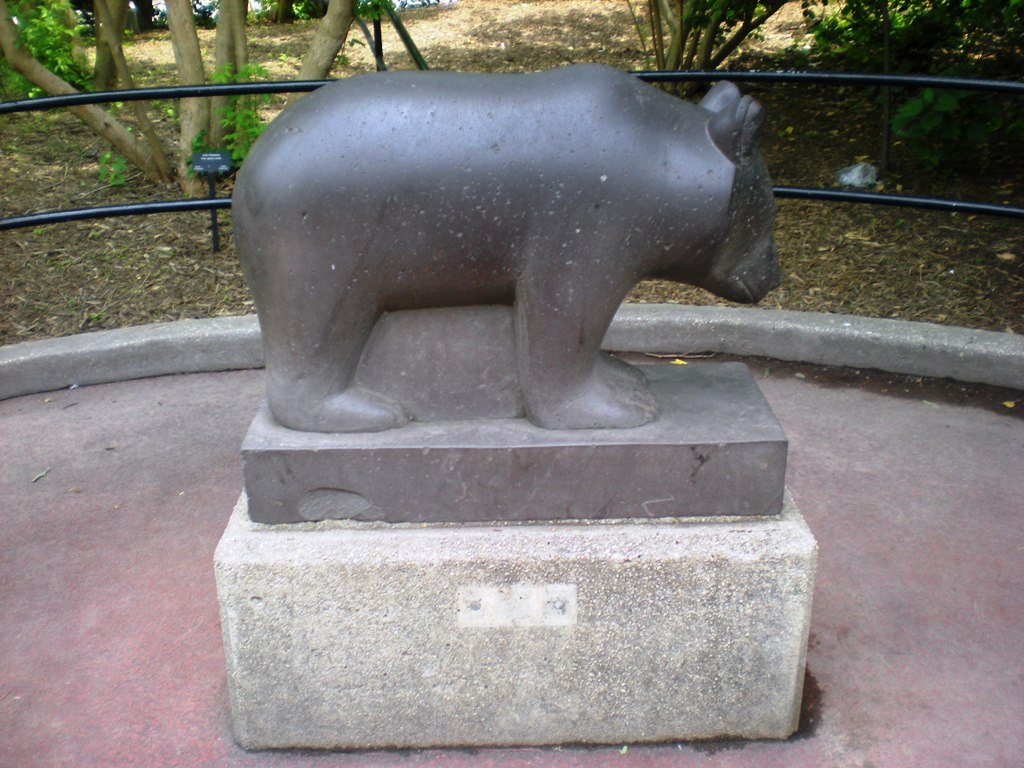
Parc zoologique national de Washington
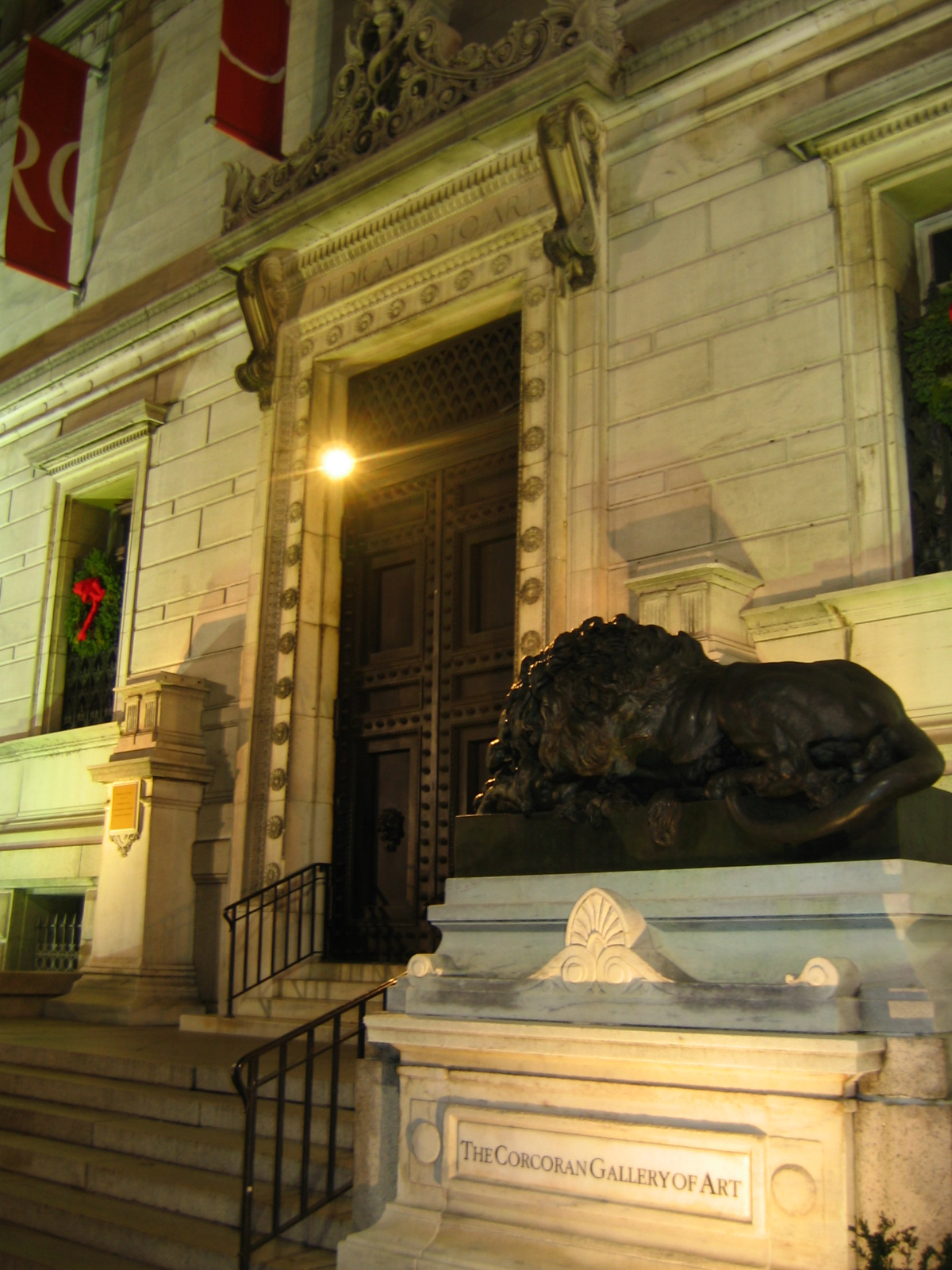
Galerie d'art Corcoran
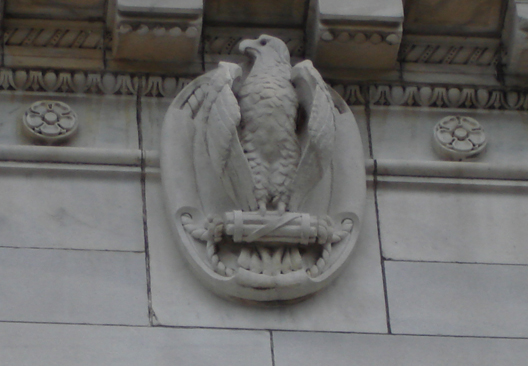
Organisation des États américains

## Sculptures allégoriques

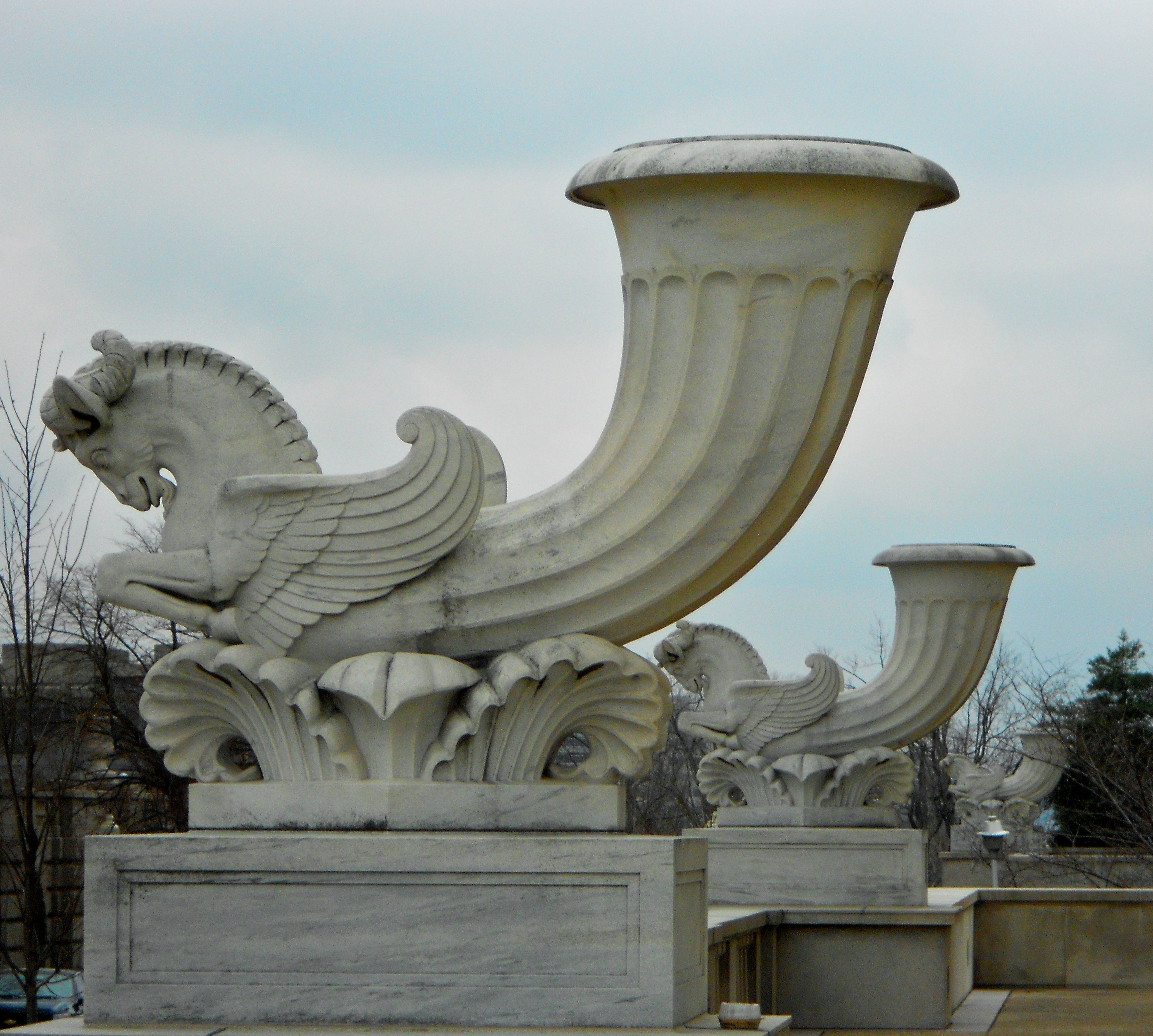
Chevaux représentant le Congrès des États-Unis, Rayburn House Office Building.

On retrouve nombre de sculptures allégoriques dans la capitale américaine. L'un des thèmes les plus usités de ce type de sculpture est celui de la justice que des artistes n'ont pas manqué de représenter pour cette ville. Alors que ce thème est représenté la plupart du temps par un personnage féminin, celui de la loi est représenté, du moins à Washington, par une figure masculine. Moins fréquemment, on retrouve des animaux pour cette thématique. Ils interviennent néanmoins pour d'autres symboliques à l'exemple de ces chevaux symbolisant le Congrès américain. Le théâtre n'a pas été oublié, on y retrouve une représentation traditionnelle de la tragédie et de la comédie réalisée par Paul Philippe Cret.
À ces exemples peuvent s'ajouter celui de l'Apothéose de la démocratie (voir plus loin "Éléments architecturaux") sans oublier le symbole de la nation américaine qu'on croit être habituellement un aigle mais qui est en réalité le pygargue à tête blanche trônant sur le haut de la façade de l'édifice de la Réserve fédérale.
Certaines sculptures allégoriques peuvent avoir été réalisées à la mémoire d'un défunt comme c'est le cas pour l'une d'entre elles nommée "Serenity", située au parc Meridian Hill et réalisée par le sculpteur espagnol Josep Clarà en hommage à William Henry Schuetze, capitaine de corvette de la marine américaine.
| Inauguration | Description                      | Artiste                 | Emplacement                                | Materiaux         | Image |  |
| ------------ | -------------------------------- | ----------------------- | ------------------------------------------ | ----------------- | ----- |  |
| 1860         | Statue of Freedom                | Thomas Crawford         | Dôme du Capitole                           | bronze            |       |  |
| 1877         | Peace Monument                   | Franklin Simmons (en)   | Peace Circle (en)                          | marbre            |       |  |
| 1925         | Serenity                         | Josep Clarà             | parc Meridian Hill                         | marbre de Carrare |       |  |
| 1932         | Tragedy and Comedy               | Paul Philippe Cret      | Folger Shakespeare Library                 | marbre            |       |  |
| 1935         | The Authority of Law             | James Earle Fraser      | Cour suprême des États-Unis                | marbre            |       |  |
| 1935         | The Contemplation of Justice     | James Earle Fraser      | Cour suprême des États-Unis                | marbre            |       |  |
| 1935         | Heritage (Patrimoine)            | James Earle Fraser      | Archives nationales                        | calcaire          |       |  |
| 1935         | Guardianship (Tutelle)           | James Earle Fraser      | Archives nationales                        | calcaire          |       |  |
| 1935         | Justice, the Guardian of Liberty | Hermon Atkins MacNeil   | Bâtiment de la Cour suprême des États-Unis | marbre            |       |  |
| 1935         | Equal Justice Under Law          | Robert Ingersoll Aitken | Bâtiment de la Cour suprême des États-Unis | marbre            |       |  |
| 1935         | Past                             | Robert Ingersoll Aitken | Archives nationales                        | calcaire          |       |  |
| 1935         | Present                          | Robert Ingersoll Aitken | Archives nationales                        | calcaire          |       |  |
| 1961         | Spirit of Justice                | Carl Paul Jennewein     | Rayburn House Office Building              | marbre            |       |  |
| 1961         | The Majesty of Law               | Carl Paul Jennewein     | Rayburn House Office Building              | marbre            |       |  |

## Sculptures ornementales

### Fontaines
On note d'emblée que l'art sculptural, à Washington, se retrouve également dans l'ornementation. À cet effet, les visiteurs ne pourront manquer de remarquer la présence de cet élément décoratif où se trouvent certaines fontaines de la ville. Aux fontaines uniquement décoratives s'ajoutent aussi les fontaines fonctionnelles ou qui l'ont été par le passé appelée aussi abreuvoir au Canada.
| Inauguration | Description                      | Artiste                  | Emplacement                        | Matériaux      | Image |  |
| ------------ | -------------------------------- | ------------------------ | ---------------------------------- | -------------- | ----- |  |
| 1878         | Fontaine Bartholdi               | Auguste Bartholdi        | parc Bartholdi, Jardin botanique   | bronze         |       |  |
| 1884         | Fontaine de tempérance           |                          | 7th Street et Indiana Avenue, N.W. | bronze ou zinc |       |  |
| 1897-1898    | Fontaine de Neptune              | Roland Hinton Perry (en) | Bibliothèque du Congrès            | bronze         |       |  |
| 1912         | Fontaine de Christophe Colomb    | Lorado Taft              | Union Station                      | marbre         |       |  |
| 1913         | Fontaine du mémorial Butt-Millet | Daniel Chester French    | Parc du Président                  | marbre         |       |  |
| 1919         | Fontaine McMillan                | Herbert Adams            | Réservoir McMillan (en)            | bronze         |       |  |
| 1921         | Fontaine du rond-point Dupont    | Daniel Chester French    | rond-point Dupont                  | marbre         |       |  |
| 1968         | Fontaine Garth                   | George Tsutakawa (en)    | Cathédrale nationale               | bronze         |       |  |

### Éléments architecturaux

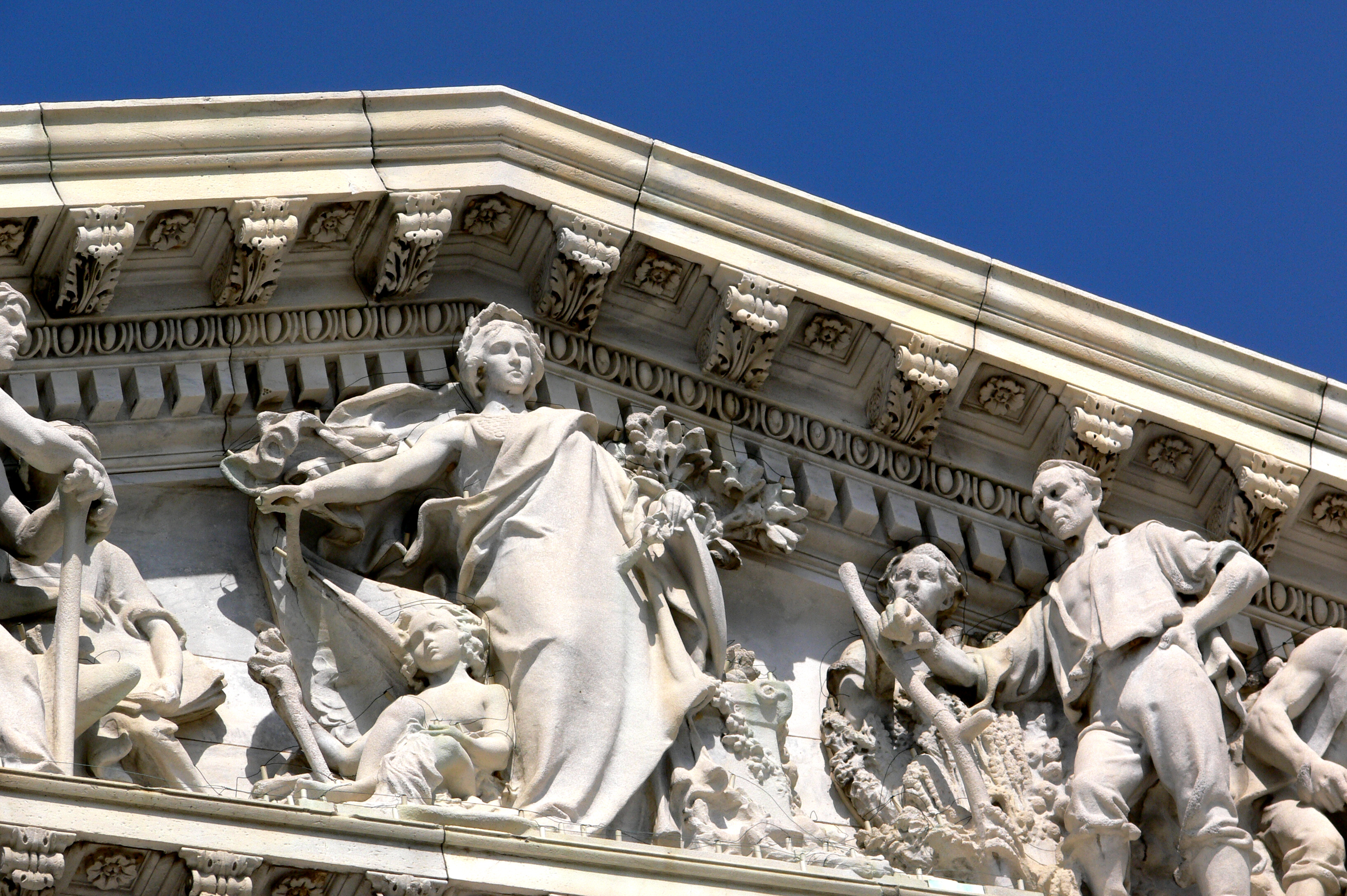
Apothéose de la démocratie (détail)

Bien que, de prime abord, en apparence discrète dans ce domaine, la sculpture ornementale.
n'est pas absente de l'architecture à Washington. À ce titre, on peut admirer le travail des artistes sur le fronton de certains édifices. On en retrouve des exemples avec l'Apothéose de la démocratie dont la sculpture vient ornementer le fronton de la façade est du portique de la Chambre des représentants du Capitole ou encore sur celui de l'édifice de la Cour suprême des États-Unis situé non loin du Capitole. L'édifice des Archives nationales en fournit un autre exemple.

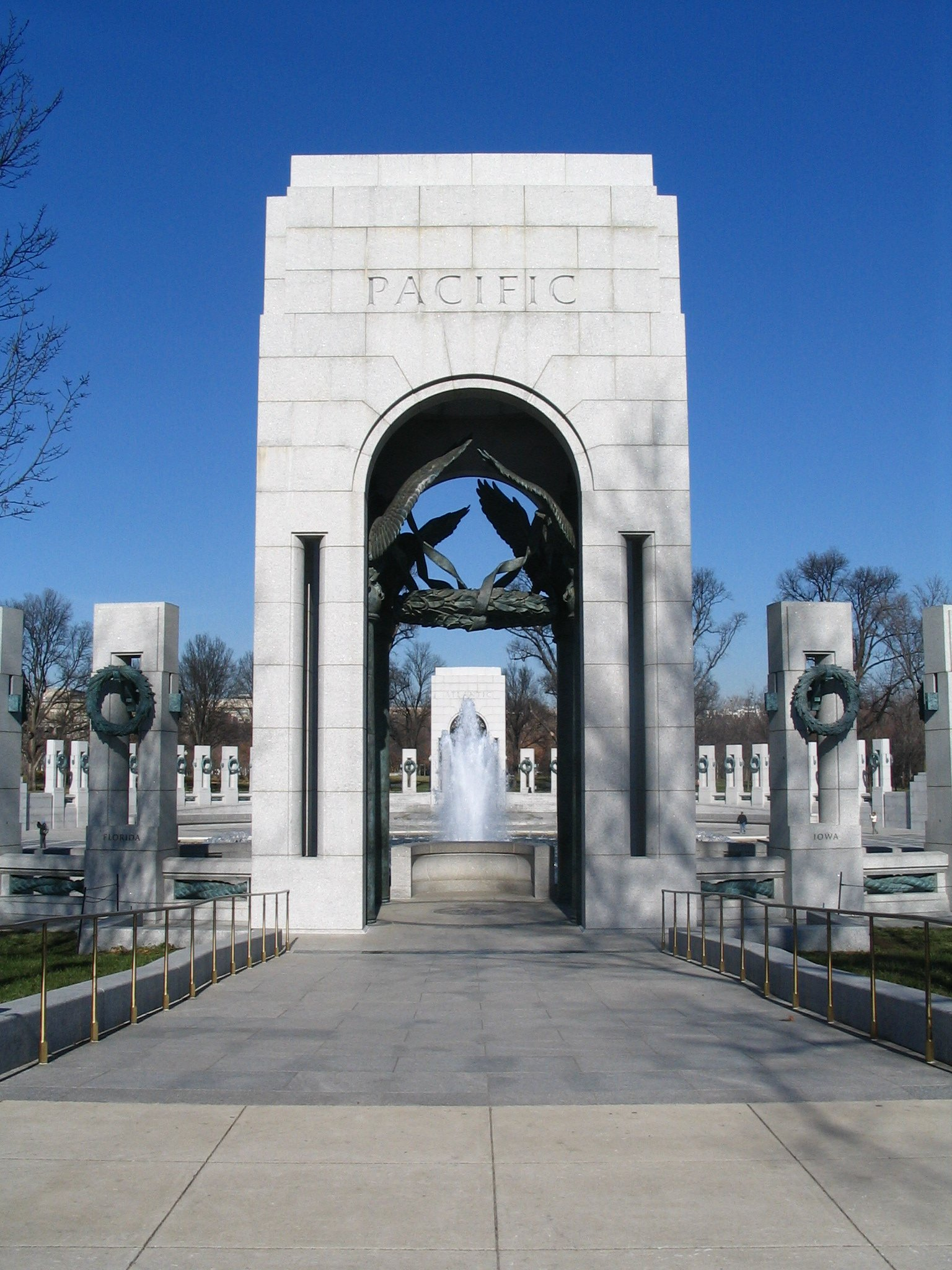
Arc de triomphe du Pacifique, National World War II Memorial.

La sculpture se rencontre également sur certaines portes à l'exemple de la porte de la guerre révolutionnaire située sur la façade est du portique de la Chambre des représentants du Capitole.
Tout aussi intéressant est le fait de retrouver un ensemble d'éléments architecturaux pour donner naissance à un monument alors que ces éléments se trouvent physiquement séparés tel cet ensemble circulaire regroupant 22 colonnes surmontées de chapiteaux corinthiens qui peuvent être observées à l'Arboretum National. On les désigne sous le nom de colonnes du Capitole (voir la section « Jardins »).
La sculpture se retrouve également associée aux arcs de triomphe. Deux de ces arcs se trouvent au National World War II Memorial, un mémorial dédié aux Américains qui ont servi dans les forces armées pendant la Seconde Guerre mondiale. Situé sur le site du National Mall, il se compose de 56 piliers en granit et de deux arcs de triomphe. Dans ce cas-ci, les sculptures se font plus discrètes car ce n'est pas sur le dessus mais sous les arcades de ces arcs qu'on les trouve. Des aigles de bronze et des couronnes réalisés par le sculpteur Raymond Kaskey (en) ornent l'intérieur des deux constructions.

#### Édifices gouvernementaux

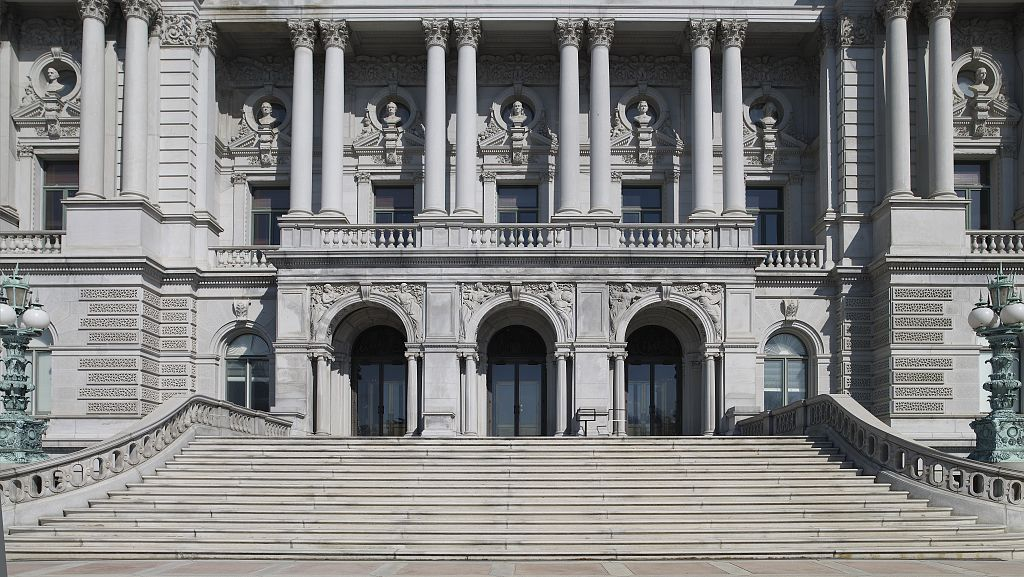
Façade ouest du Thomas Jefferson Building, l'un des beaux exemples d'intégration de la sculpture à l'architecture.

Parmi les édifices gouvernementaux, certains sont ornés de sculptures. Parmi ceux-ci, plusieurs présentent une architecture de style néo-classique. C'est le cas de l'Auditorium Andrew W. Mellon, du Ariel Rios Federal Building renommé depuis mai 2013 le William Jefferson Clinton Federal Building en l'honneur de l'ancien président Bill Clinton et qui abrite le siège de l'Agence américaine de protection de l'environnemment ou encore de l'édifice du département du Trésor des États-Unis, le Treasury Building, ou de l'édifice des Archives nationales, déjà cité. Pour d'autres édifices, on a trouvé le moyen d'intégrer certains de ces éléments architecturaux tel le Herbert C. Hoover Building.
Si certains édifices gouvernementaux se présentent dans un style architectural dépouillé tel l'édifice de la Réserve fédérale nommé le "Marriner S. Eccles Federal Reserve Board Building" ou Eccles Building où la seule sculpture apparente sur sa façade avant est le pygargue à tête blanche, symbole de la nation américaine, d'autres tel le Thomas Jefferson Building offre l'un des beaux exemples, à Washington, d'intégration de la sculpture à l'architecture.

#### Lieux de culte
Cathédrale

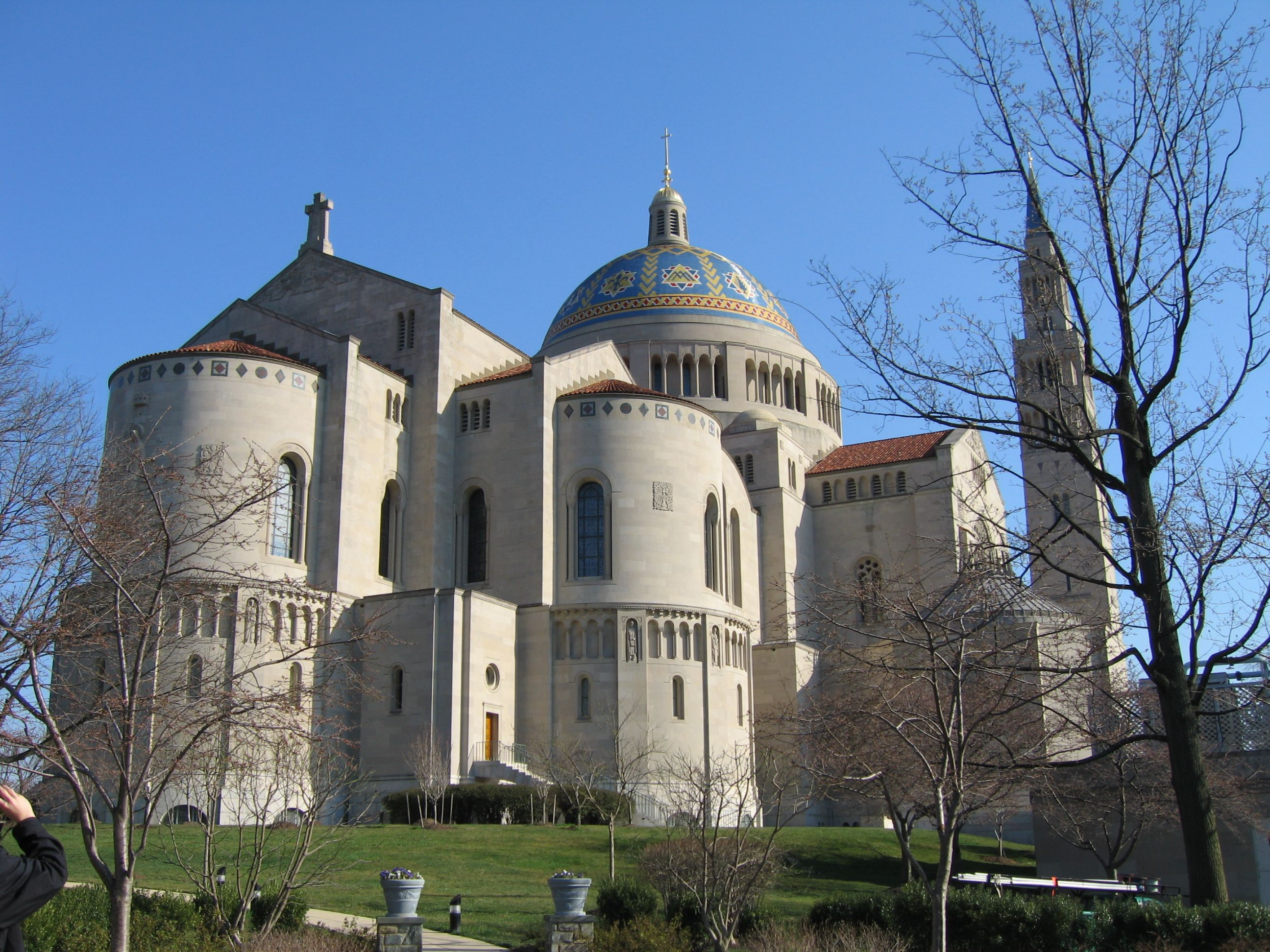
Basilique du sanctuaire national de l'Immaculée Conception.

Un autre bel exemple de sculpture ornementale liée à l'architecture nous est offert par la cathédrale nationale. De style gothique, elle offre au regard des visiteurs diverses ornementations sculptées avec, entre autres, ses portails, ses pinacles ou encore ses gargouilles.
À cet édifice, se rattache, entre autres, le nom de Frederick Hart, l'un des artistes qui y apporta plusieurs contributions. Sa série portant sur la création du monde intitulée Création ex nihilo, Création du jour et Création de la nuit décorent le tympan des portails en dessous desquels, les personnages d'Adam, de saint Pierre et de saint Paul, réalisés également par l'artiste, accueillent les visiteurs. Hart sculpta également pour cette cathédrale de nombreuses gargouilles. Carl Bush ainsi que Marion Brackenridge sont deux autres artistes qui se sont investis dans ce travail,.
Églises
Il existe de nombreuses églises à Washington. Certaines d'entre elles sont ornées de sculptures extérieures. On compte parmi celles-ci la basilique du sanctuaire national de l'Immaculée Conception. De style néo-byzantin et de style néoroman, cette construction, qui s'est étendue sur quatre décennies, est le seul bâtiment religieux de cette ville à pouvoir rivaliser avec la cathédrale dans le domaine sculptural. En plus des portails, on y observe de nombreux personnages sculptés sur les murs extérieurs que ce soit en bas-relief ou en haut-relief dans des niches. Plus d'une quarantaine de ces personnages y figurent parmi lesquels on peut citer Thomas d'Aquin, François d'Assise, saint Augustin, saint Jean Chrysostome, saint Colomban, saint Vincent de Paul, Élisabeth de Hongrie, saint Jérome, Martin de Tours, Alphonse de Liguori, saint Patrick, saint Ignace, Pie X, Robert Bellarmin, Thérèse d'Avila, Thérèse de Lisieux, François Xavier, saint Pierre et saint Paul.
La National City Christian Church (en) peut également compter au nombre des églises dont certains ornements externes, quoique discrets, font partie du registre de la sculpture.

#### Autres édifices
Bibliothèques

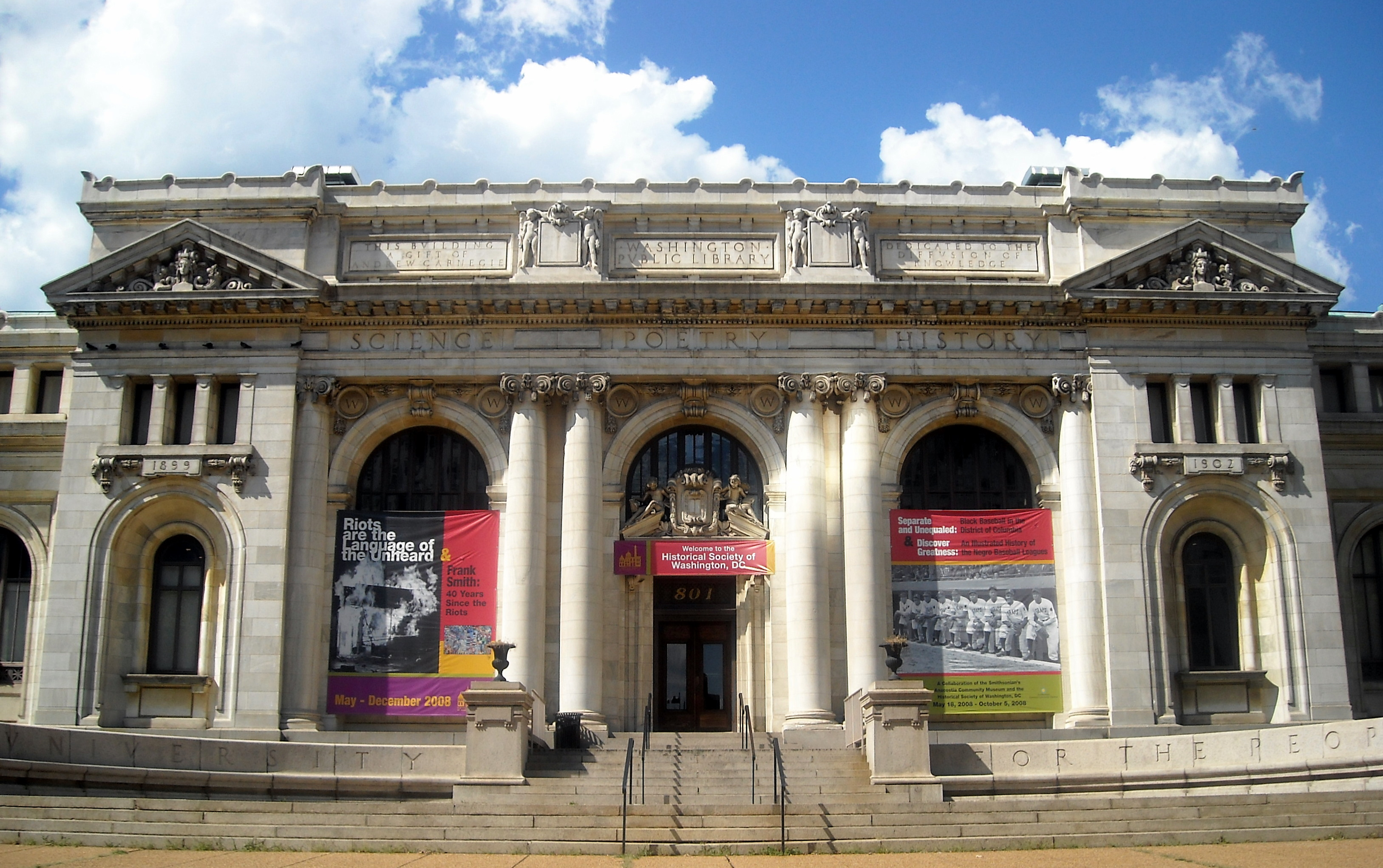
Façade avant de la bibliothèque Carnegie située sur la place Mount Vernon.

La Bibliothèque du Congrès a été citée avec le Thomas Jefferson Building (voir "Édifices gouvernementaux") et le John Adams Building (voir "Personnages de la mythologie"). Si l'édifice en question demeure le plus imposant de sa catégorie par sa monumentalité et son ornementation, il n'en demeure pas moins que d'autres bibliothèques sont également à considérer telles la bibliothèque Carnegie située sur la place Mount Vernon (en) (l'une des bibliothèques Carnegie) dont la façade avant fait voir aux visiteurs un beau travail de la part des sculpteurs qui l'ont ornée. D'apparence beaucoup plus discrète, la bibliothèque de Mount Pleasant est néanmoins, elle aussi, à considérer. Parmi les bibliothèques, citons aussi la Bibliothèque Folger Shakespeare. Voir la section "Personnages littéraires".
Autres édifices
Pour sa part, l'Académie nationale des sciences a offert l'occasion à Lee Oskar Lawrie et Bertram Goodhue non seulement de sculpter divers ornements pour l'édifice mais aussi de représenter, sur une série de plaques sculptées, d'innombrables personnages que l'histoire retient comme les grands noms de la pensée scientifique, lesquelles se trouvent fixées sur les murs extérieurs,.
| Inauguration | Description                          | Artiste               | Emplacement                           | Materiaux | Image |  |
| ------------ | ------------------------------------ | --------------------- | ------------------------------------- | --------- | ----- |  |
| 1896         | Portes de la Bibliothèque du Congrès | Herbert Adams         | Bibliothèque du Congrès               | bronze    |       |  |
| 1905         | Porte de la guerre révolutionnaire   | Thomas Crawford       | Chambre des représentants du Capitole | bronze    |       |  |
| 1916         | Apothéose de la démocratie           | Paul Wayland Bartlett | Chambre des représentants du Capitole | marbre    |       |  |

### Bas-relief et haut-relief
Outre le fait qu'on retrouve sur les portes et frontons de certains édifices la sculpture en bas-relief et haut-relief, on la rencontre également sur des éléments décoratifs du National World War II Memorial. Une série de plaques de bronze illustrant des scènes où figurent des soldats réalisées également par Raymond Kaskey fait appel à ces deux types de sculpture. L'artiste utilise en effet ces deux techniques d'une plaque à l'autre et va même jusqu'à unir les deux dans une même composition : des soldats étant sculptés en bas-relief suivis d'un photographe et d'un autre soldat sculptés en haut-relief en constitue un exemple.

### Galerie

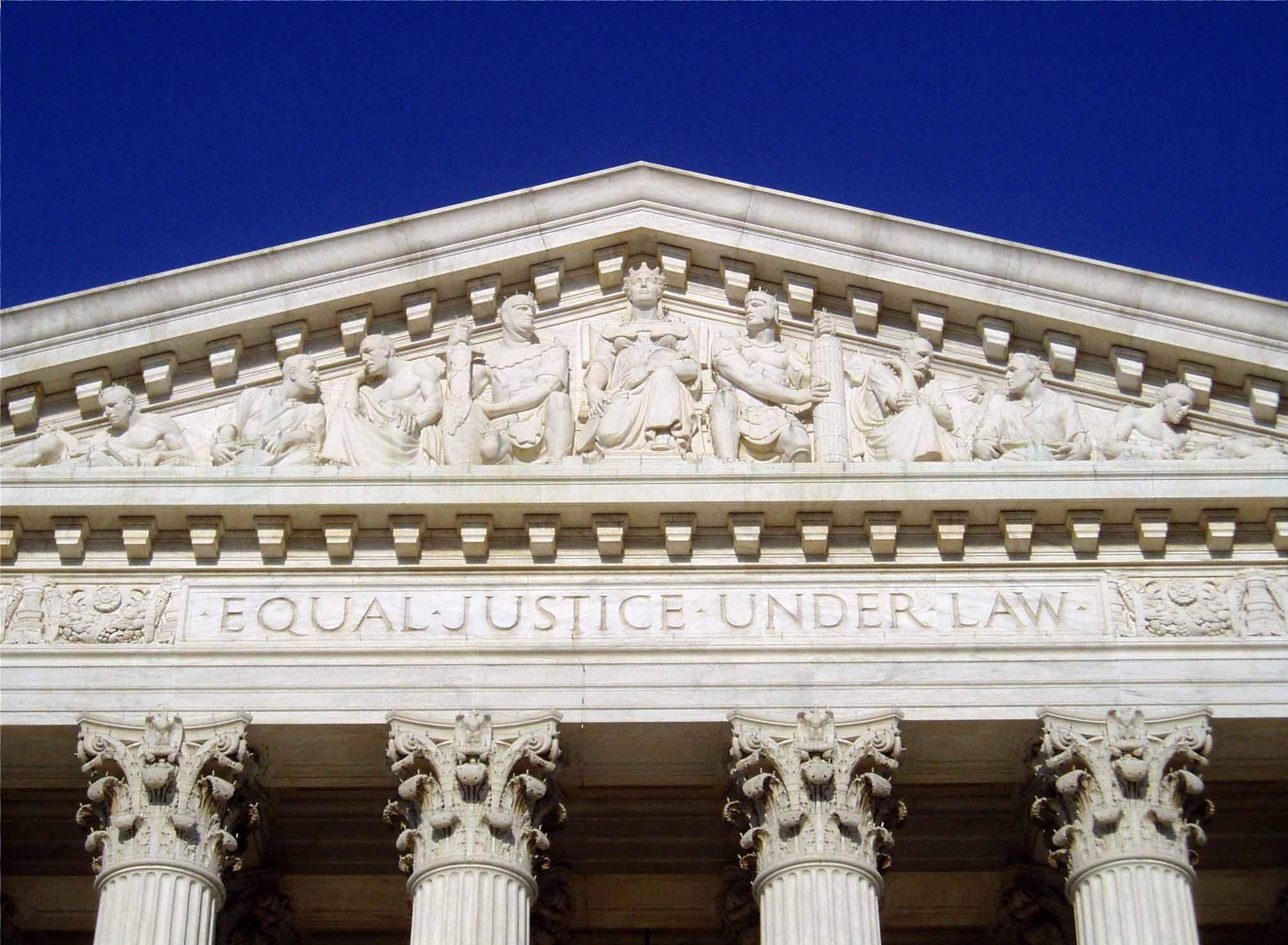
Fronton du portique de la Cour suprême des États-Unis
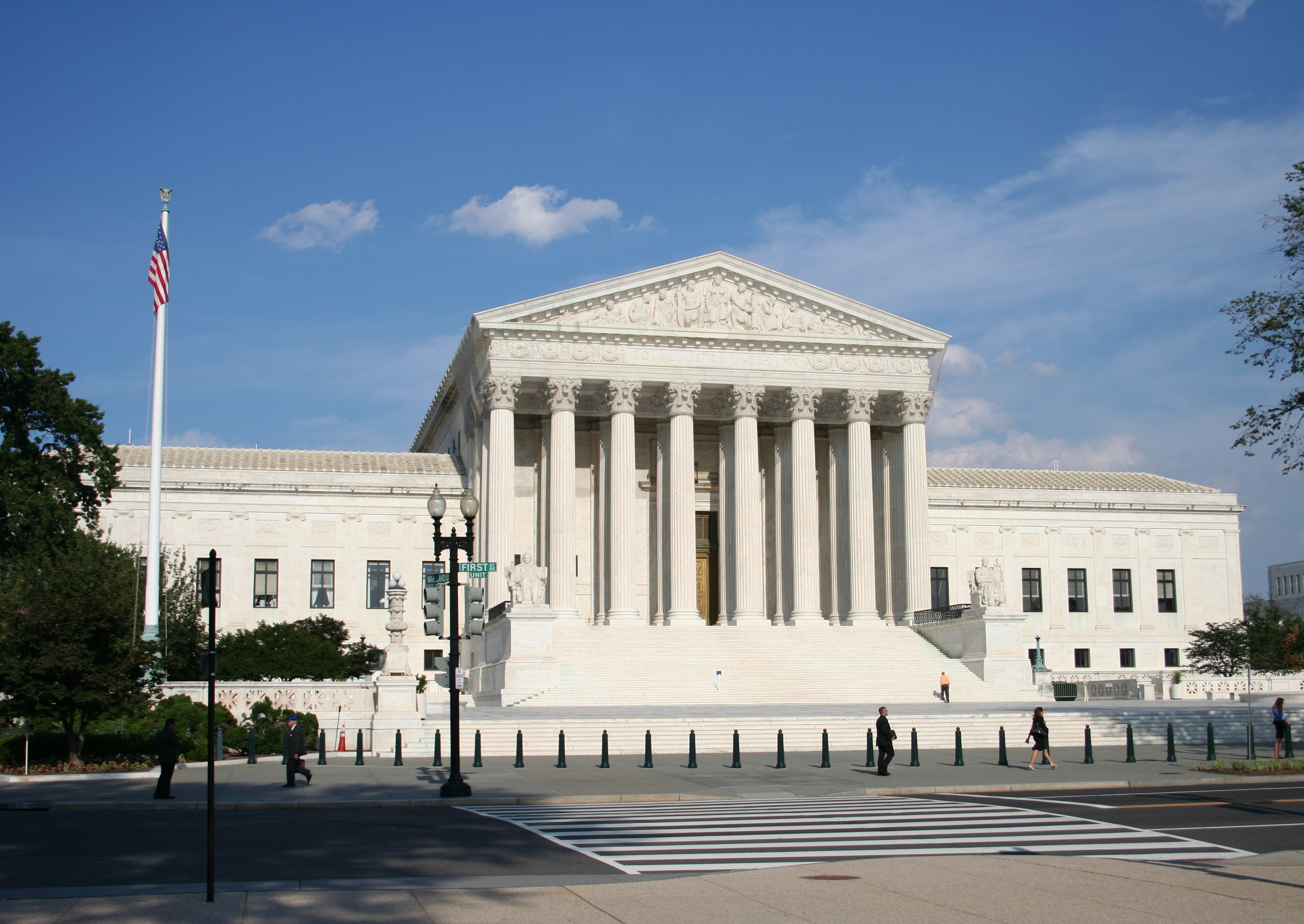
Cour suprême des États-Unis
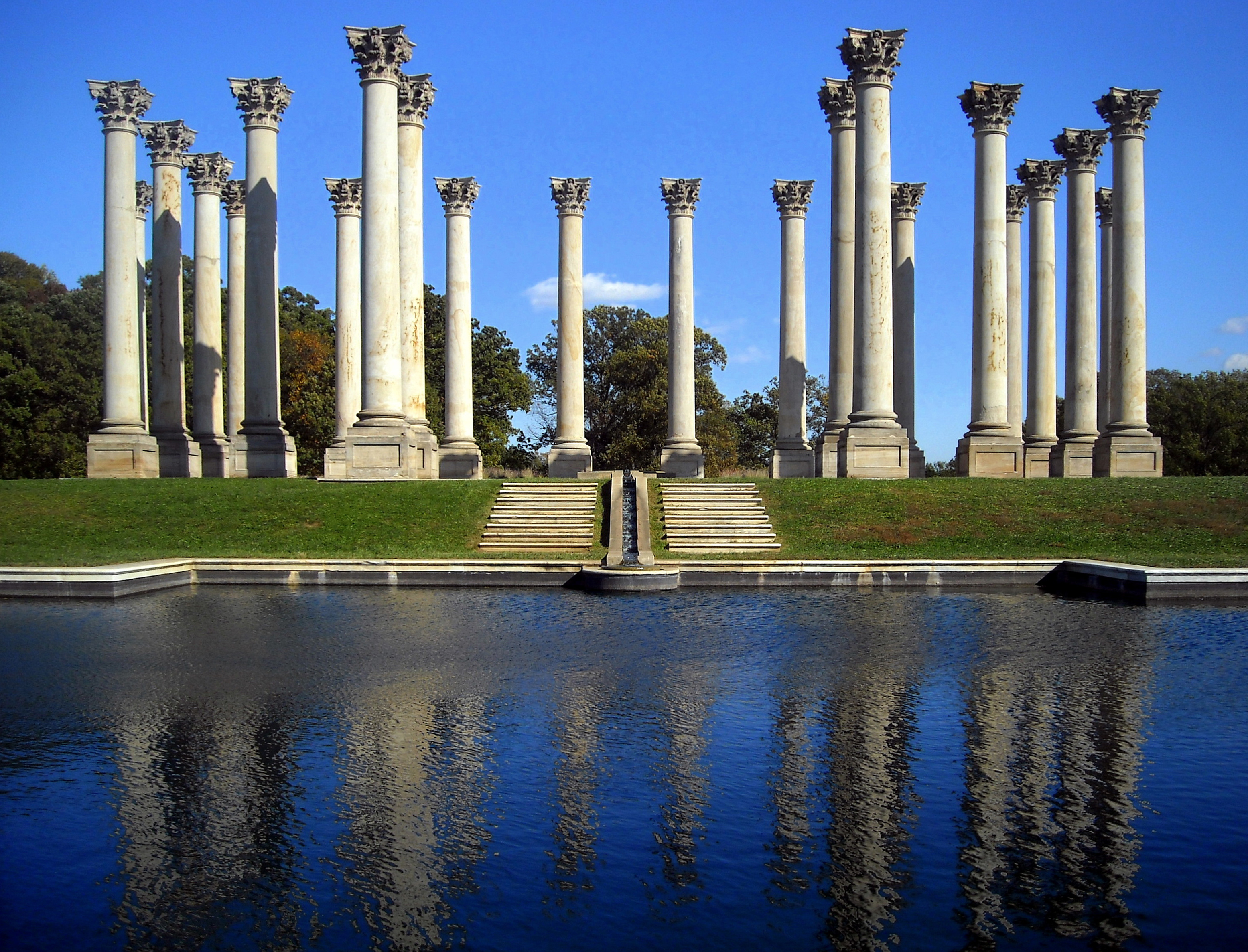
Colonnes du Capitole (Arboretum National)
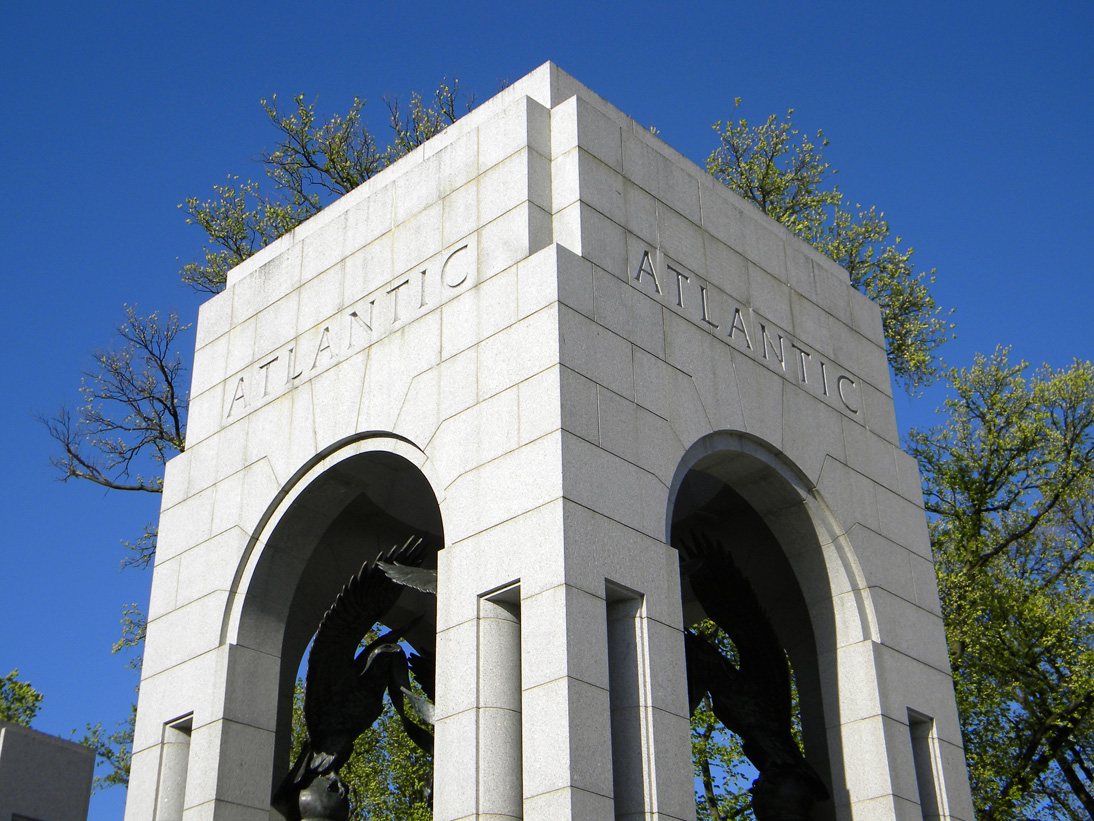
Arc de triomphe de l'Atlantique, National World War II Memorial
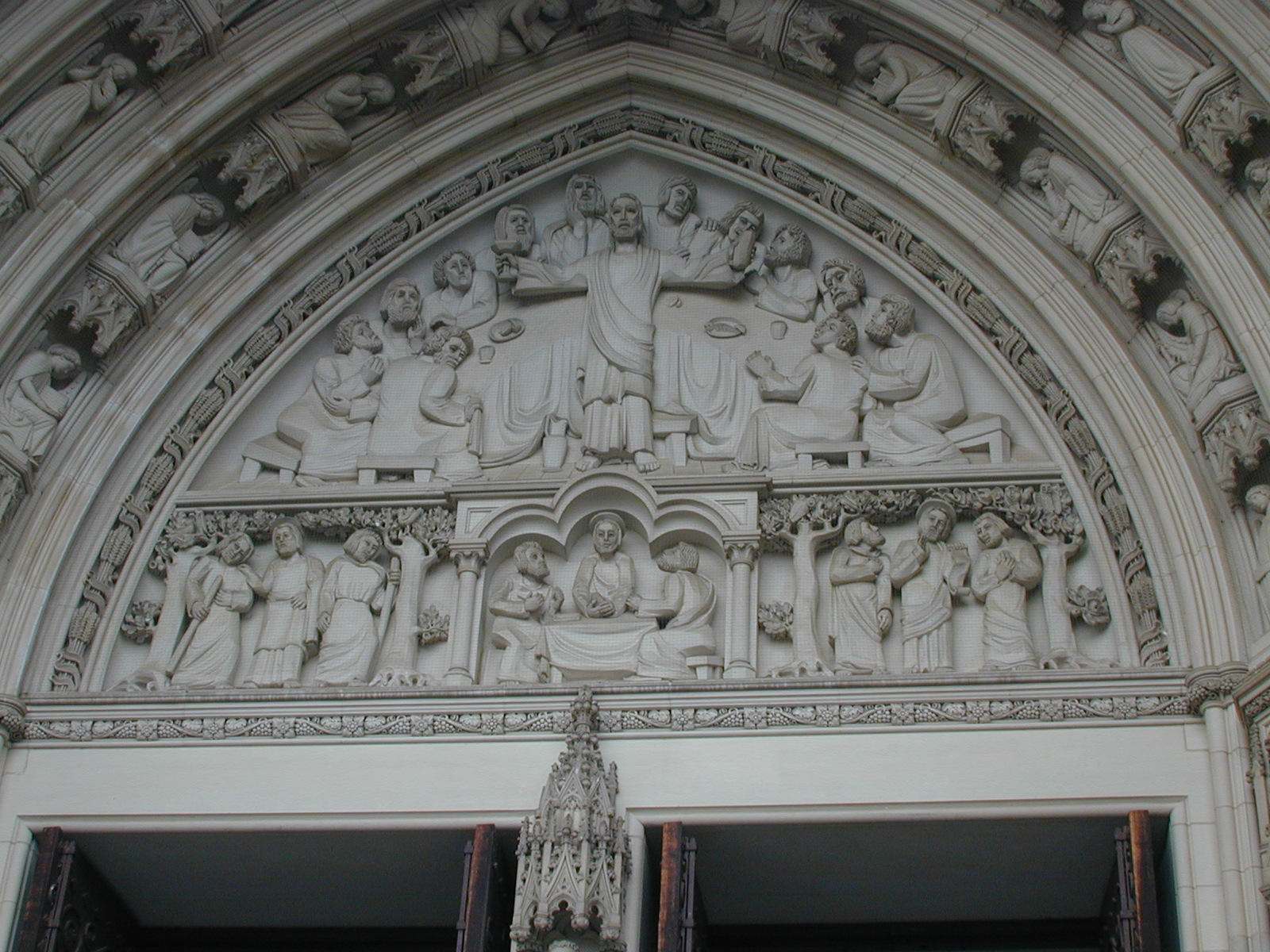
Tympan et partie des voussures du portail sud de la Cathédrale nationale
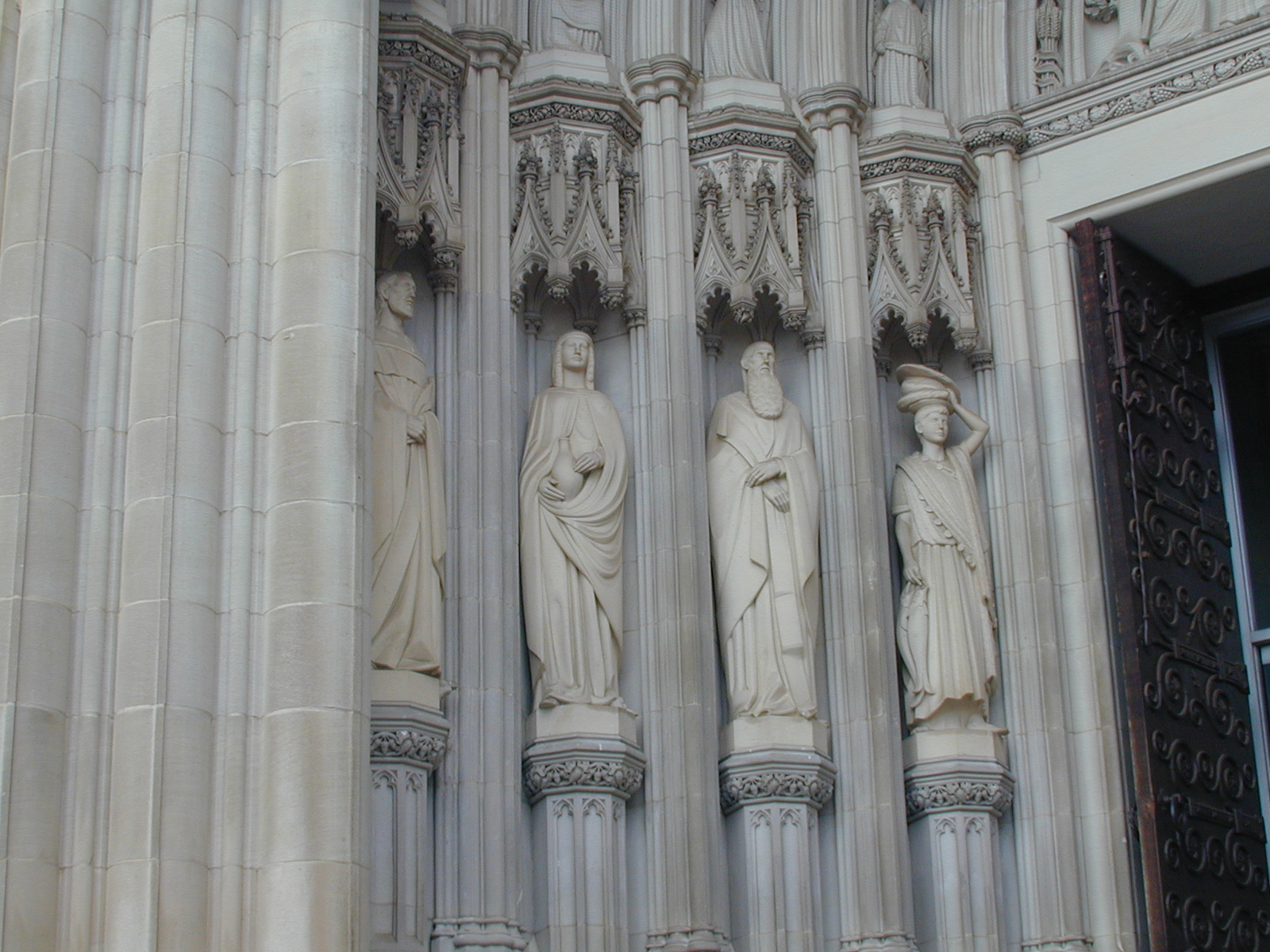
Ébrasement du portail sud de la Cathédrale nationale
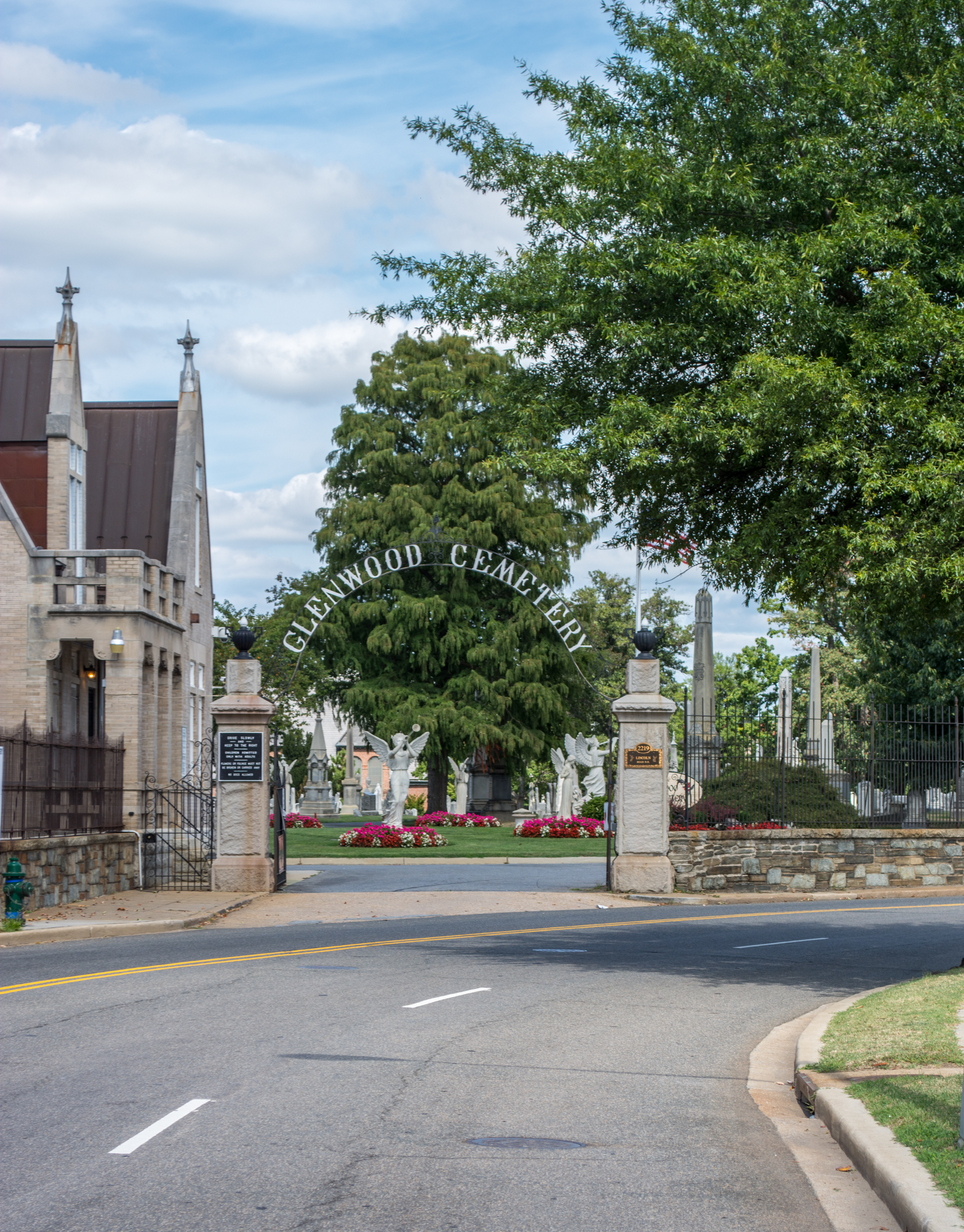
Entrée du cimetière de Glenwood
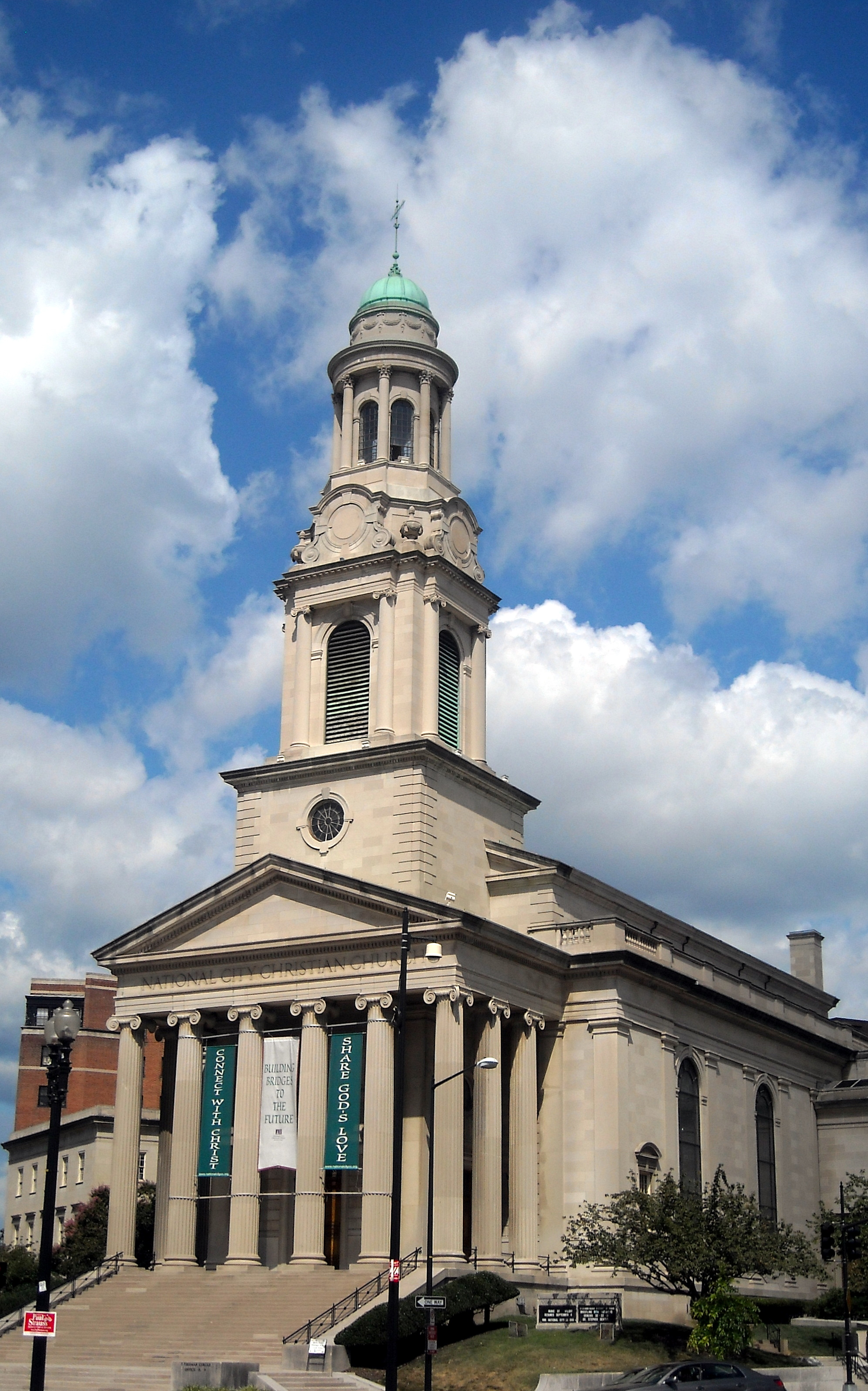
National City Christian Church

## Lieux divers

### Jardins

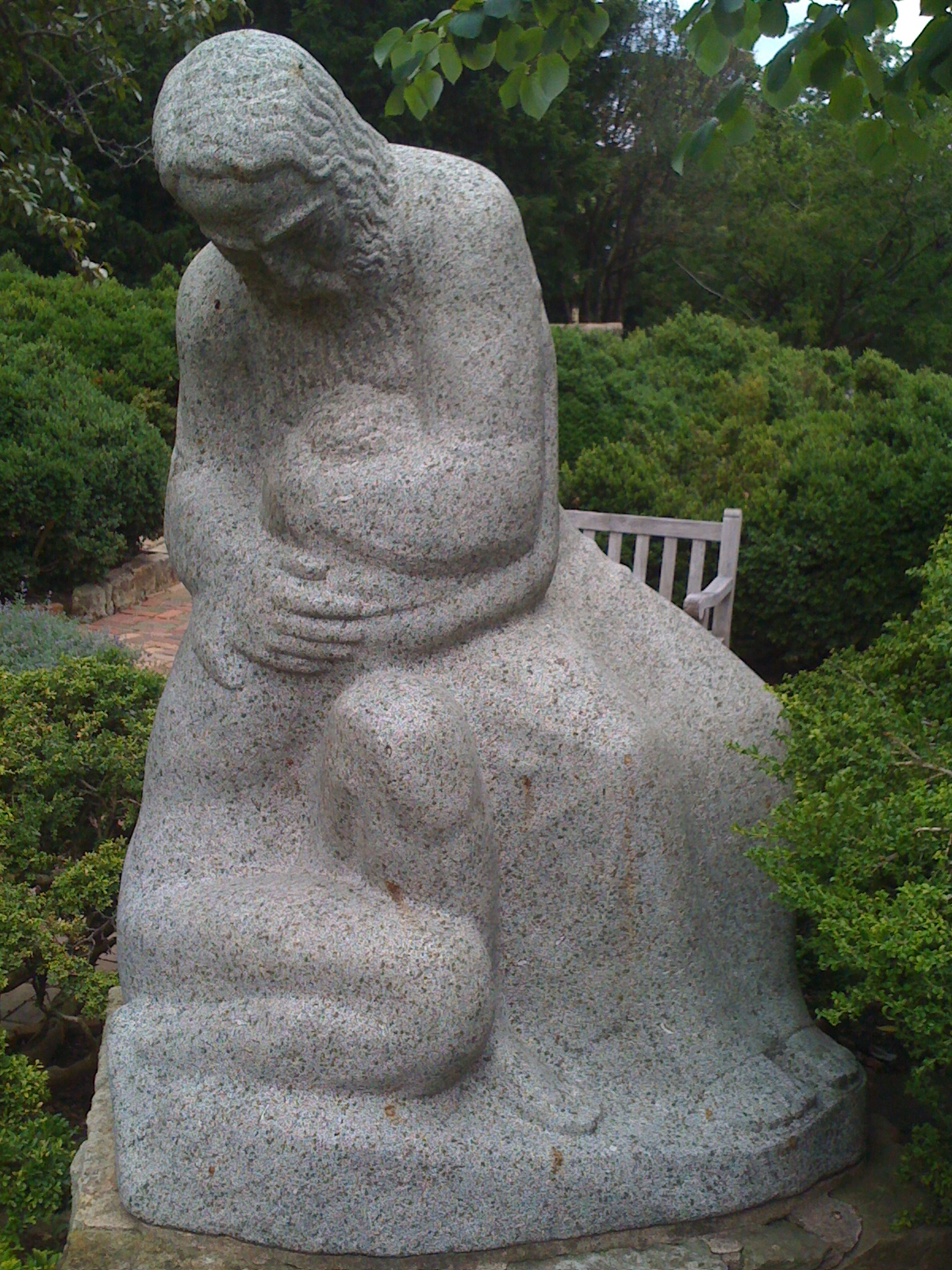
Le fils prodigue, Heinz Warneke, 1961, Bishop's Garden, Cathédrale nationale.

En plus de ses parcs, la ville de Washington est agrémentée de nombreux jardins publics. Mis à part les grands jardins consacrés à la sculpture tels le Hirshhorn Museum and Sculpture Garden et le National Gallery of Art Sculpture Garden déjà mentionnés, il en existe d'autres où la sculpture se fait plus discrète mais y est néanmoins présente.

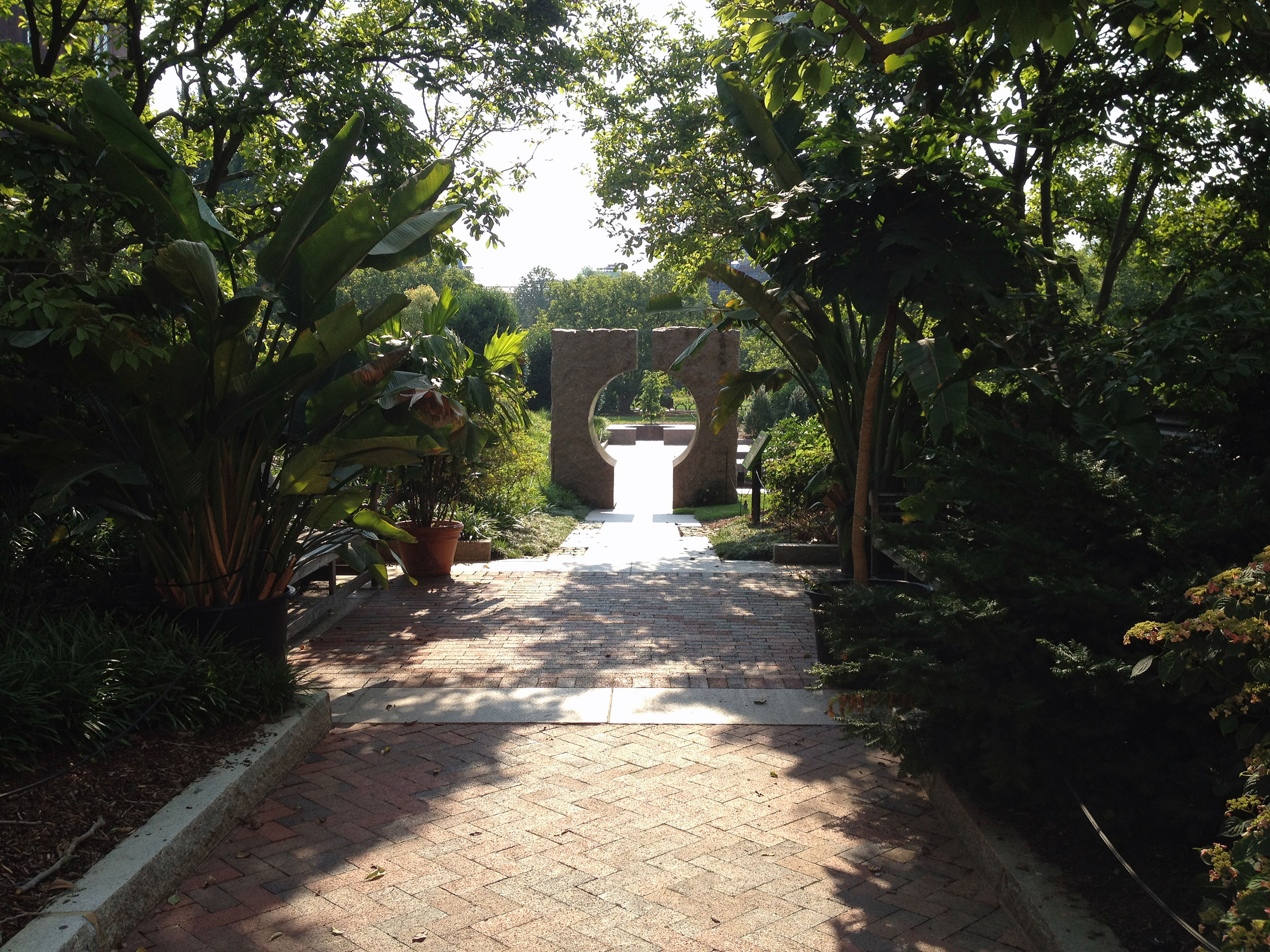
Haupt garden Moongate, Enid A. Haupt Garden.

Le monastère franciscain du mont du Saint-Sépulcre situé, tout comme la basilique du sanctuaire national de l'Immaculée Conception, dans Brookland, un quartier dans le nord-est de la ville, dispose de l'un de ces jardins où plusieurs œuvres viennent enrichir la statuaire sur le sol de Washington. Deux de ces sculptures s'observe où se trouve une reproduction de la grotte de Massabielle,.
Bishop's Garden
Parmi ces lieux de promenade et de détente, certains de ces jardins ont mis l'emphase sur l'aspect végétal pour agrémenter leur décor si bien que les visiteurs peuvent être surpris d'y retrouver une statue isolée parmi toute cette verdure. C'est notamment le cas par exemple de l'une d'entre elles intitulée Le fils prodigue réalisée en 1961 par Heinz Warneke (en) que l'on retrouve dans le Bishop's Garden de la Cathédrale nationale. Certaines des œuvres de ce sculpteur se retrouvent d'ailleurs faire partie du portail du transept sud de cette même cathédrale.
Enid A. Haupt Garden

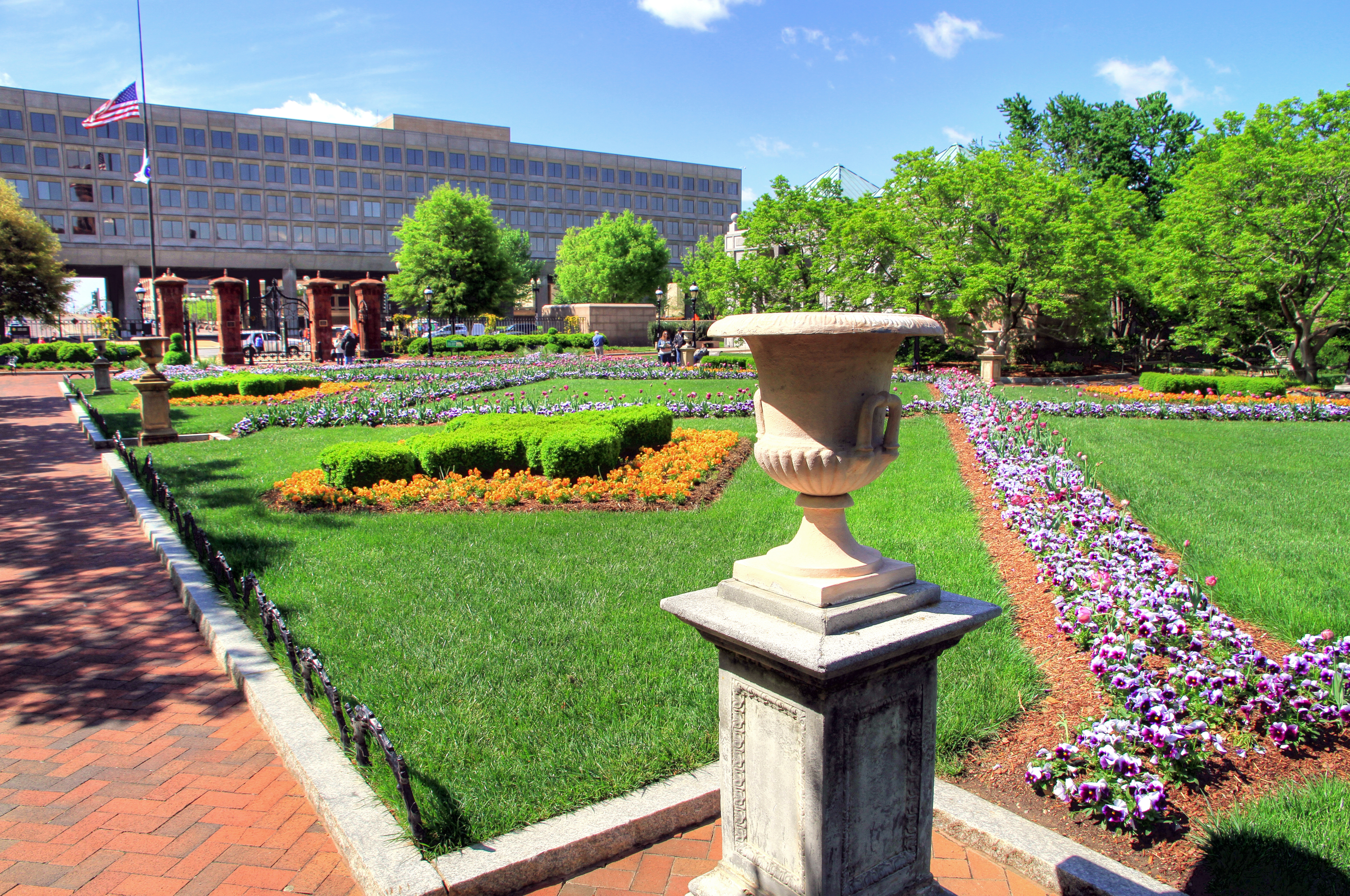
Sculptures à la périphérie du parterre floral du Enid A. Haupt Garden séparant l'entrée sud du Smithsonian Institution Castle.

Certaines sculptures constituent elles-mêmes un élément d'architecture. C'est ce que les promeneurs visitant le Enid A. Haupt Garden (en) ont l'occasion d'observer en approchant de la Haupt garden Moongate marquant l'entrée du Moongate Garden, conçu par l'architecte Jean Paul Carlhian.
Arboretum national
L'Arboretum national, l'un des jardins botaniques de la ville, abritent également quelques sculptures. Les visiteurs ne pourront manquer de voir les colonnes du Capitole qui faisaient partie du portique Est du Capitole en 1828 avant que cette partie ne fut reconstruite en 1958. Les 22 colonnes surmontées de chapiteaux corinthiens, n'ayant plus aucune fonction, ne furent pas détruites. Il a fallu attendre cependant les années 1980 pour qu'Ethel Garrett ait l'idée de les sauvegarder en les réinstallant dans l'Arboretum national. Dans ce même jardin, se trouve un groupe de sculptures de 10 pieds (3 m) de haut de Beverly Pepper (en) inauguré en 1993 et intitulé Split Ritual.

### Cimetières nationaux

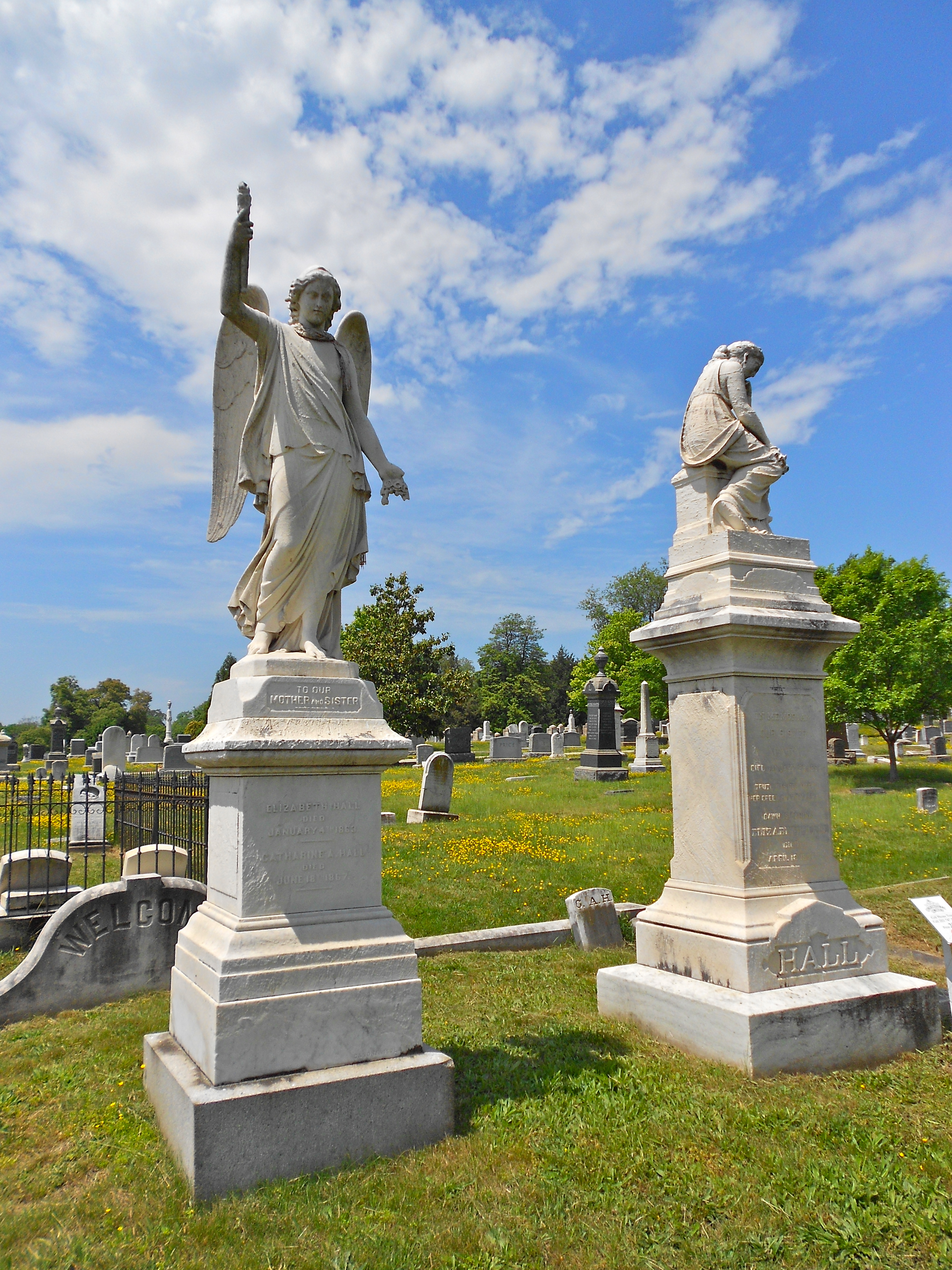
Monuments funéraires, cimetière du Congrès.

On retrouve également la sculpture présente dans les cimetières nationaux. Le cimetière du Congrès est l'un d'entre eux, là où plusieurs membres du Congrès des États-Unis et sénateurs sont enterrés.
Un autre de ces cimetières nationaux est le Battleground National Cemetery (en), un cimetière militaire. Les deux endroits sont inscrits au Registre national des lieux historiques.

### Ambassades et consulats
Le patrimoine sculptural de Washington se trouve également enrichi avec des sculptures devant différentes ambassades. Celles de la Norvège, de la Croatie, de la Nouvelle-Zélande, d'Australie, de l'Inde, de l'Indonésie, d'Israël, du Venezuela, d'Afrique du Sud et de la Turquie font partie de celles pour lesquelles des œuvres sculptées extérieures ont été répertoriées. En 2021, la France a offert aux États-Unis une réplique de la statue de la Liberté en bronze, de près de 3 mètres de haut, installée devant l'ambassade de France. Voir "Diversification des personnages" et "Diversification dans le domaine culturel" dans la sous-section "Diversification des thèmes" de la section "Évolution de la sculpture" de l'historique.
En mai 2008 fut inaugurée devant le consulat coréen la statue de Philip Jaisohn (1864 - 1951), Seo Jae-pil de son nom coréen, qui fut le premier coréen à obtenir la nationalité américaine, à obtenir un diplôme de médecine aux États-Unis et le premier à fonder un journal coréen dans ce pays. Pour son travail comme médecin pendant la Seconde Guerre mondiale, il fut également le premier coréen à recevoir une médaille du Congrès.

### Sculptures situées à des endroits moins fréquentés

#### Autres cimetières

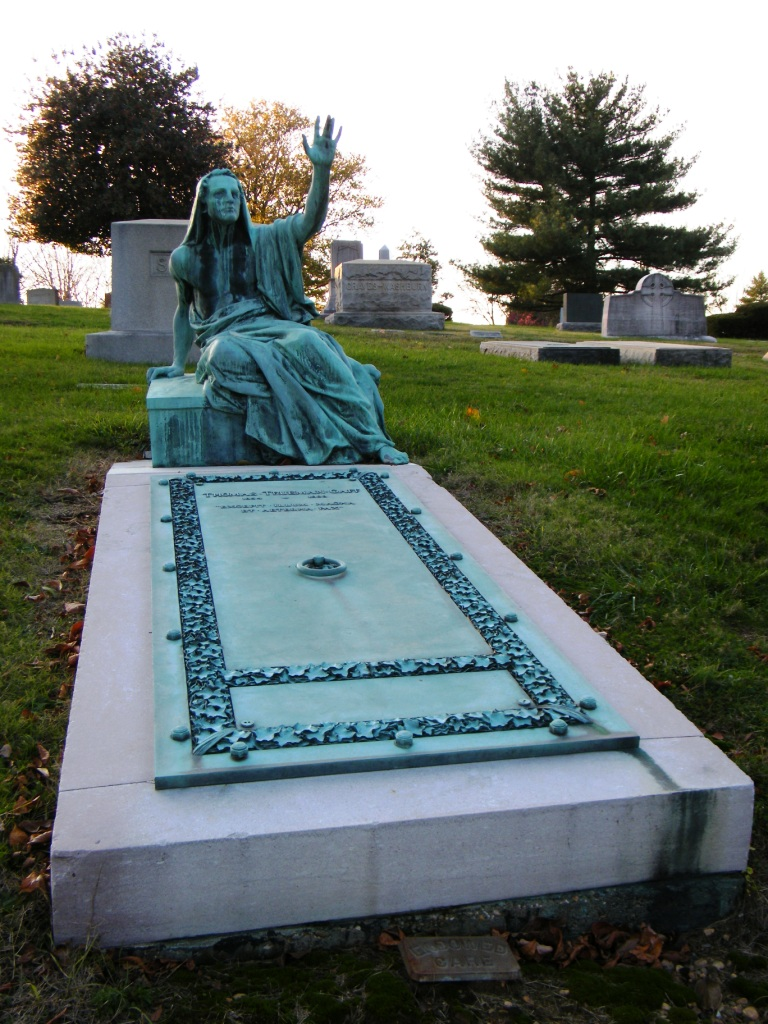
Mémorial Goff, Jules Déchin, 1922, cimetière de Rock Creek.

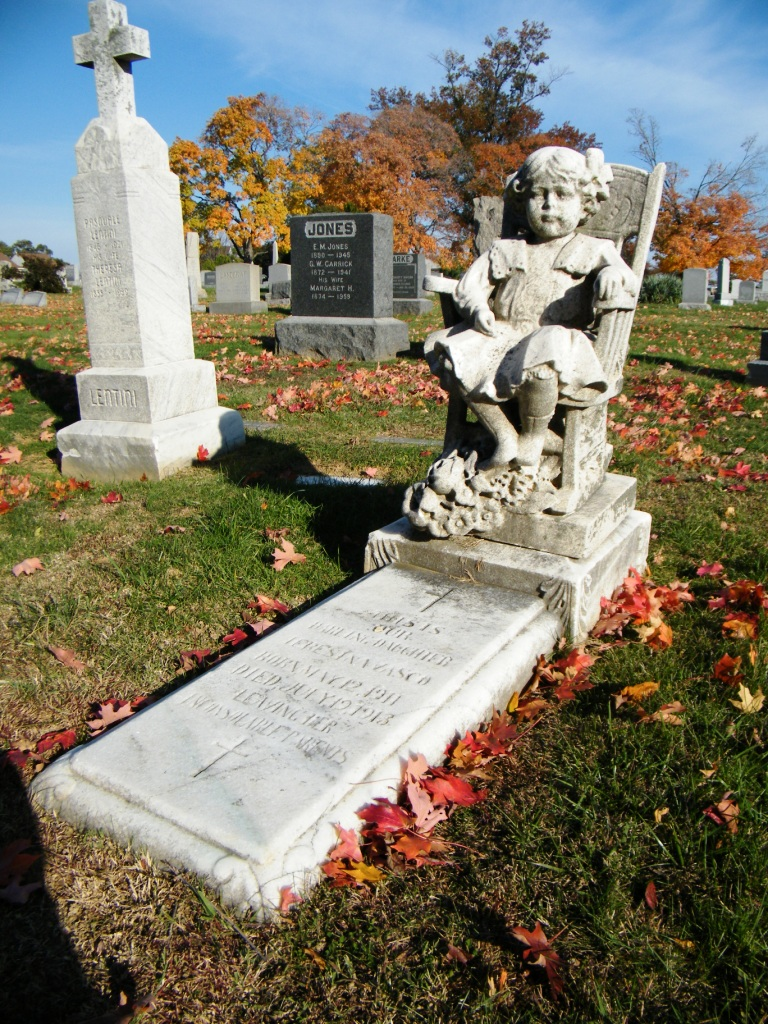
Monument funéraire de Teresina Vasco au cimetière de Glenwood, Andrea Sichi.

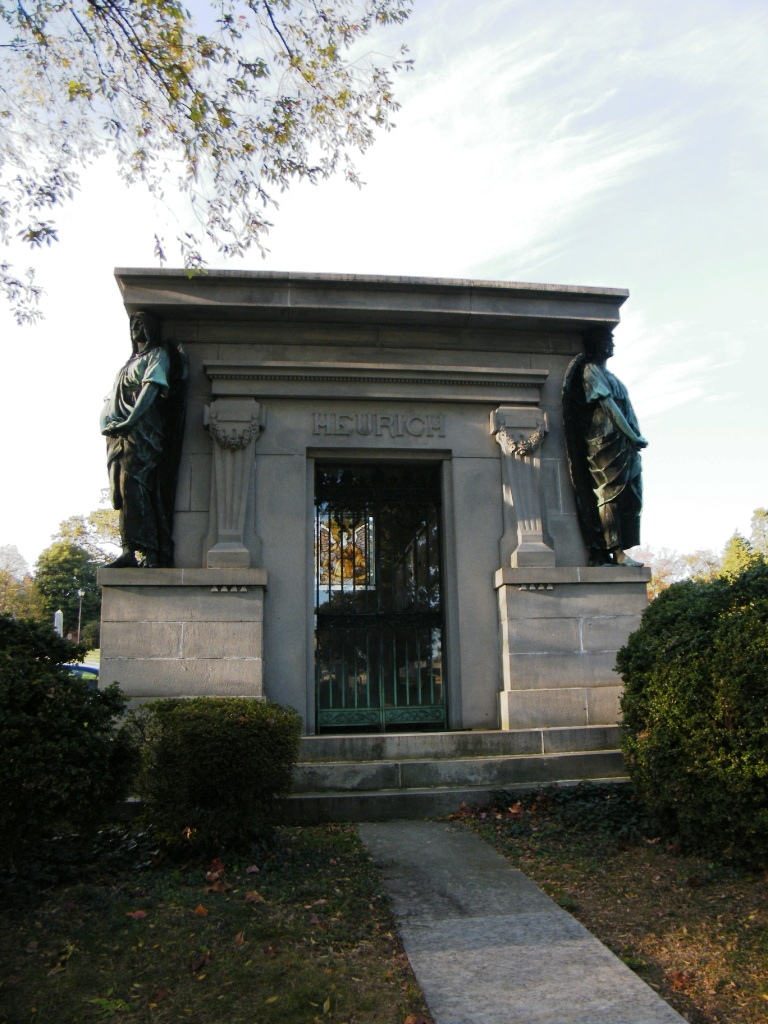
Mausolée Heurich, Louis Amateis, vers 1895, Cimetière de Rock Creek.

Washington compte de nombreux cimetières. L'inventaire de la Smithsonian Institution indique que des sculptures se retrouvent dans certains d'entre eux.

### Cimetière de Rock Creek
Outre les œuvres rencontrées dans les endroits touristiques de la ville, on en retrouve d'autres en des lieux ne faisant pas partie des grands circuits touristiques de Washington.
Le cimetière de Rock Creek (en) situé dans le quartier de Petworth est l'un de ces endroits où les visiteurs ne pensent pas forcément se rendre pour admirer des sculptures. Elles s'y trouvent pourtant en grand nombre. Qui plus est, plusieurs d'entre elles sont des réaslisations de sculpteurs renommés.
- Gutzon Borglum, Rabboni-Ffoulke Memorial, 1909
- James Earle Fraser, Frederick Keep Monument (en), 1920
- Laura Gardin Fraser, Hitt Memorial, 1931
- William Ordway Partridge (en), Kauffmann Memorial (en), aka Seven Ages or Memory, 1897
- Brenda Putnam, Simon Memorial, 1917
- Vinnie Ream, Edwin B. Hay Monument, 1906
- Augustus Saint-Gaudens, Adams Memorial (en), 1890
- Mary Washburn, Waite Memorial, 1908
- Adolph Weinman, Spencer Memorial, après 1919

D'autres, tout aussi nombreuses, sont l’œuvre de sculpteurs inconnus,,,.

### Cimetière de Glenwood
Par ses nombreuses sculptures, notamment d'anges ainsi que d'autres, le

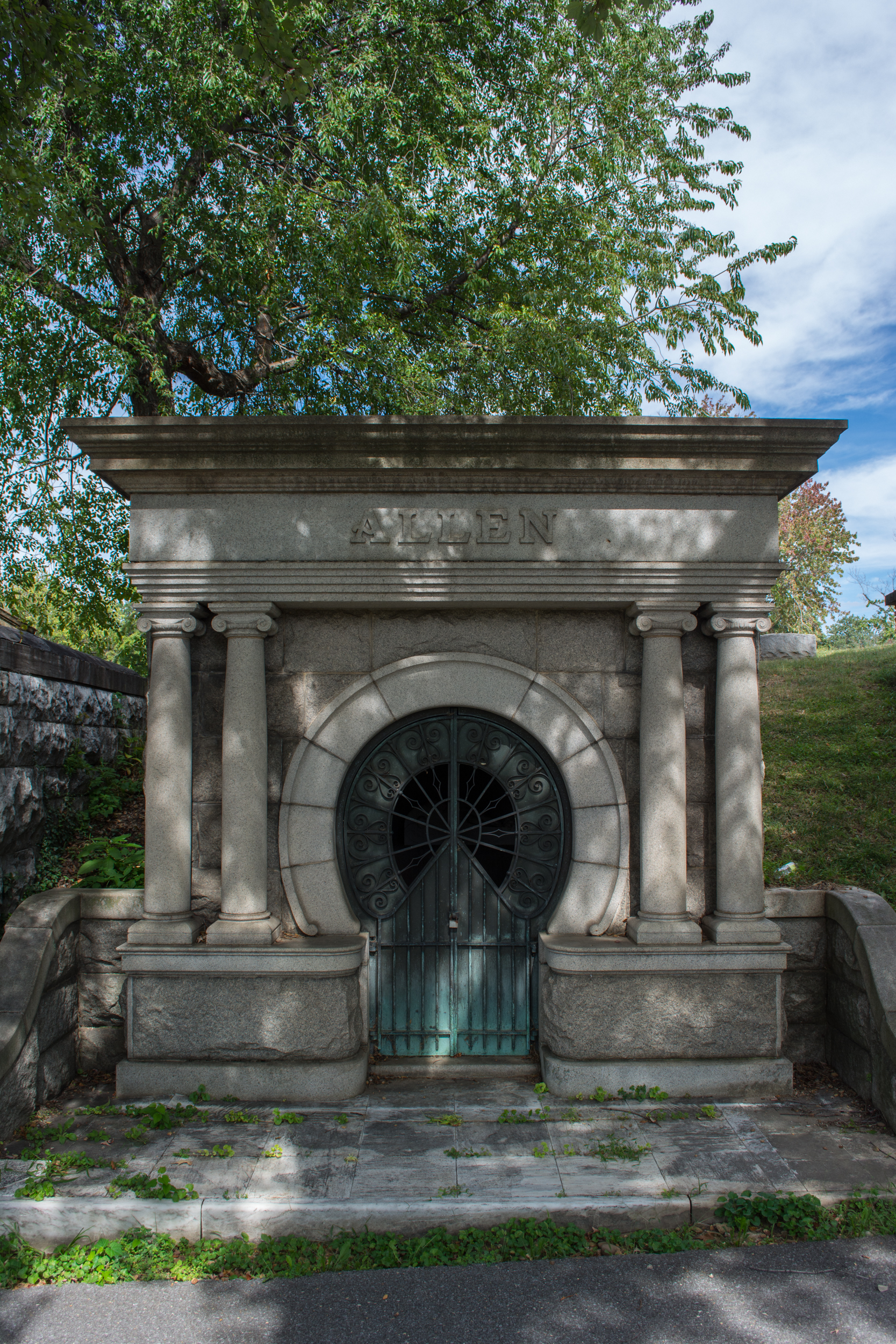
Extérieur du mausolée Allen, cimetière de Glenwood.

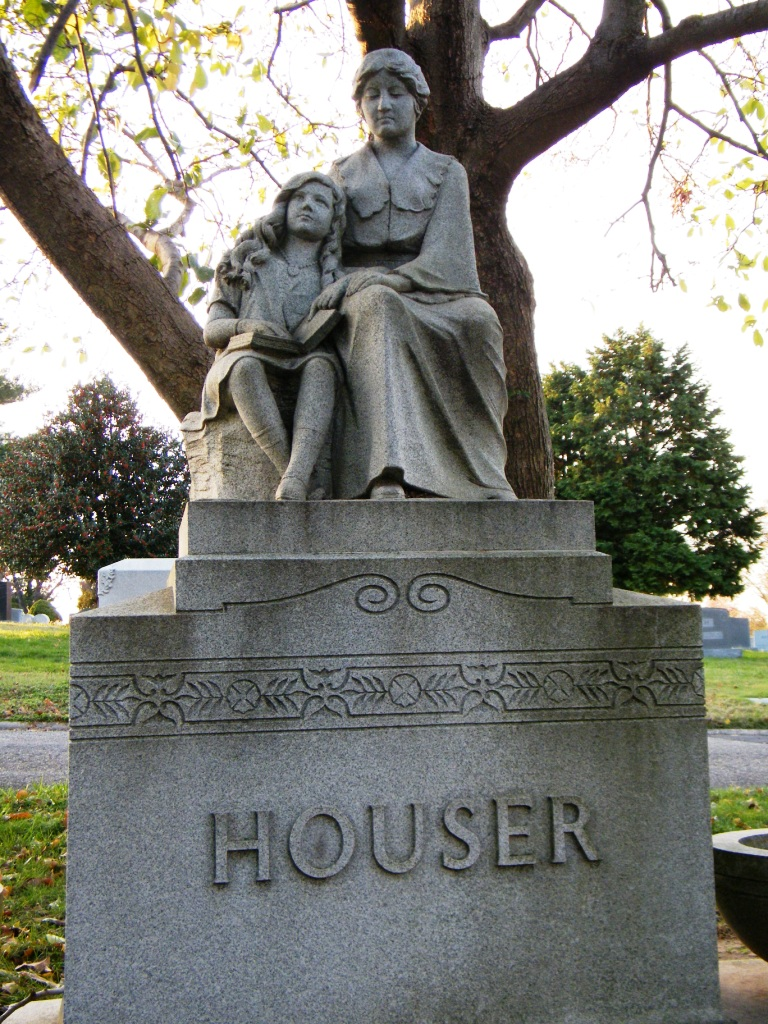
Mémorial Houser, cimetière de Rock Creek.

cimetière de Glenwood (en), dans le quartier d'Edgewood dans la partie nord-est de la ville, offre, lui aussi, à voir aux visiteurs de nombreuses œuvres d'art. Certains monuments funéraires, entre autres, sont le résultat d'un travail d'artiste élaboré. À cet endroit, le marbre, la pierre et le granit sont les matériaux qui sont à l'honneur. À la différence du cimetière national d'Arlington, situé tout près de Washington, sur l'autre rive du Potomac qui, lui, est fréquenté par de nombreux touristes, ceux de Rock Creek et d'Edgwood sont des endroits à la fois plus discrets et moins connus.

### Cimetière d'Oak Hill
Le cimetière d'Oak Hill, situé dans le quartier de Georgetown, est un autre de ces lieux où s'observe la sculpture. On retrouve, entre autres, dans ce cimetière des représentations de personnages, certains historiques, d'autres moins connus de l'histoire. Citons ainsi le mémorial John A. Joyce, (1842 - 1915), un colonel dans l'armée de l'Union pendant la guerre civile,, le mémorial de William R. Singleton, grand secrétaire de la grande loge maçonnique à Washington, de même que le mémorial d'Eugene Liomin, ajusteur au National Bureau of Standards (le Bureau national des normes devenu le National Institute of Standards and Technology) né à Hérimoncourt dans le département du Doubs en France.
La sculpture se rencontre également dans ces lieux pour des mausolées. Le cimetière de Rock Creek nous en offre des exemples tels les Heurich Mausoleum (en) et Sherwood Mausoleum,,. Le premier étant réalisé par le sculpteur américain Louis Amateis (en) né à Turin qui a également sculpté la porte de l'entrée avant ouest du Capitole baptisée Apotheosis of America (Apothéose de l'Amérique),. Voir aussi la section « Éléments architecturaux ».
Il en va de même pour le cimetière de Glenwood alors que certains des mausolées présentent de belles réalisations en leur intérieur laissant jouer à la sculpture extérieure le rôle d'ornement architectural. Le mausolée Allen en est un exemple parmi d'autres.

#### Quartiers résidentiels
Une ville étant constituée en plus de ses points d'intérêt touristiques, de ses quartiers résidentiels, il n'est pas rare de pouvoir y retrouver des sculptures. Habituellement anonymes, elles ne se retrouvent pas inventoriées par les institutions. L'une d'entre elles est pourtant clairement identifiée puisqu'elle représente Olive Risley Seward (en) (1841 - 1908), fille adoptive de William Henry Seward qui fut gouverneur, sénateur de l'État de New York et enfin secrétaire d'État américain. La statue exécutée en 1971 par le sculpteur
John Cavanaugh (en) se situe dans le quartier de Capitol Hill devant l'entrée d'une résidence privée. Il faut noter toutefois que la résidence en question est adjacente à la place Seward,. Voir aussi la section « Personnages féminins ».

### Galerie

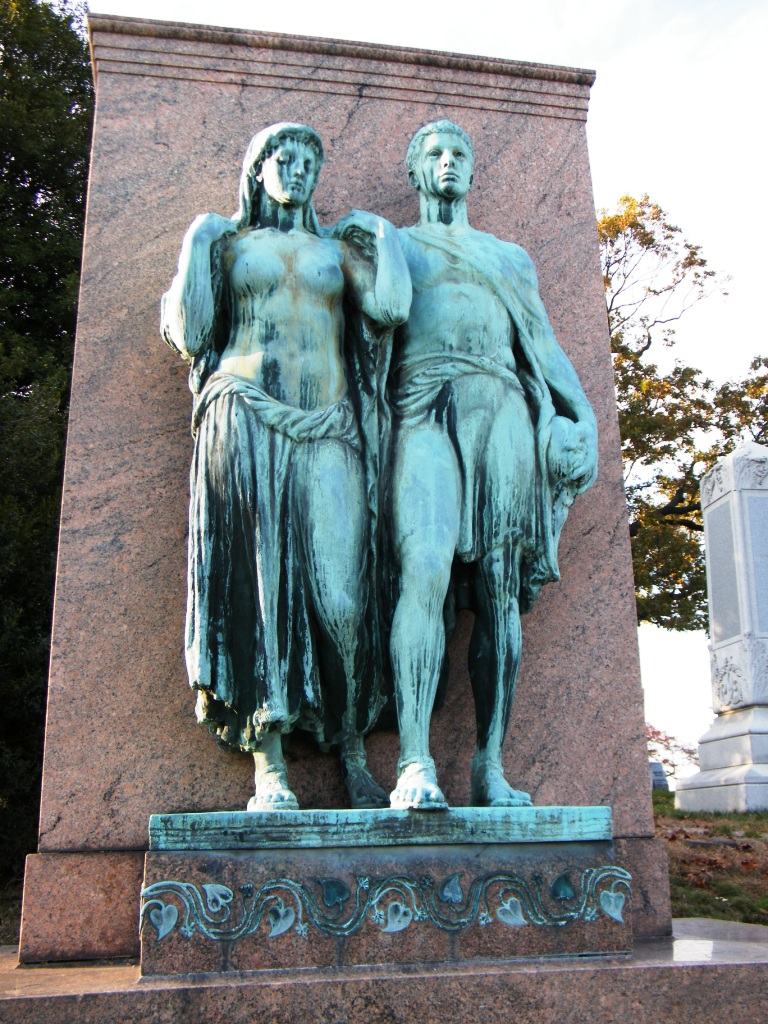
Frederick Keep Monument (en), James Earle Fraser, 1920, cimetière de Rock Creek
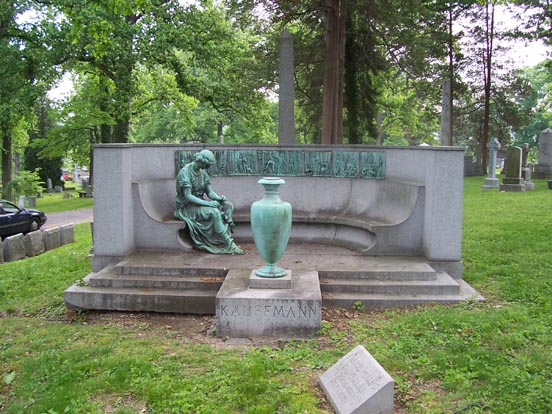
Kauffmann Memorial (en), William Ordway Partridge (en) 1897 cimetière de Rock Creek
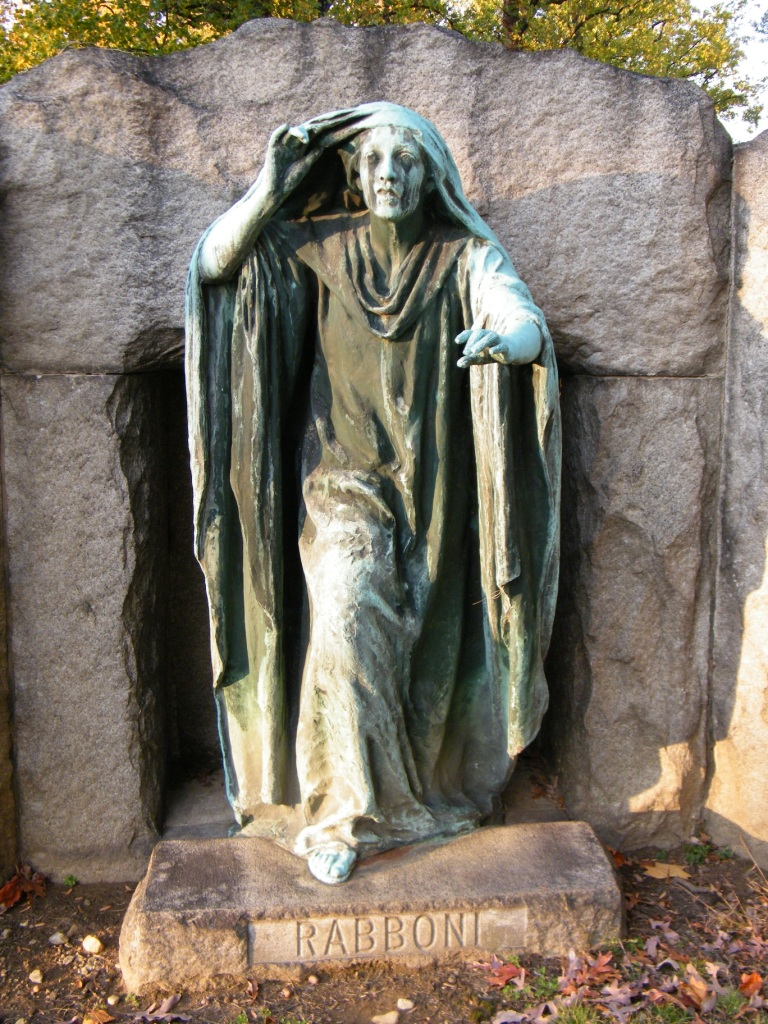
Rabboni, Gutzon Borglum, 1909, cimetière de Rock Creek
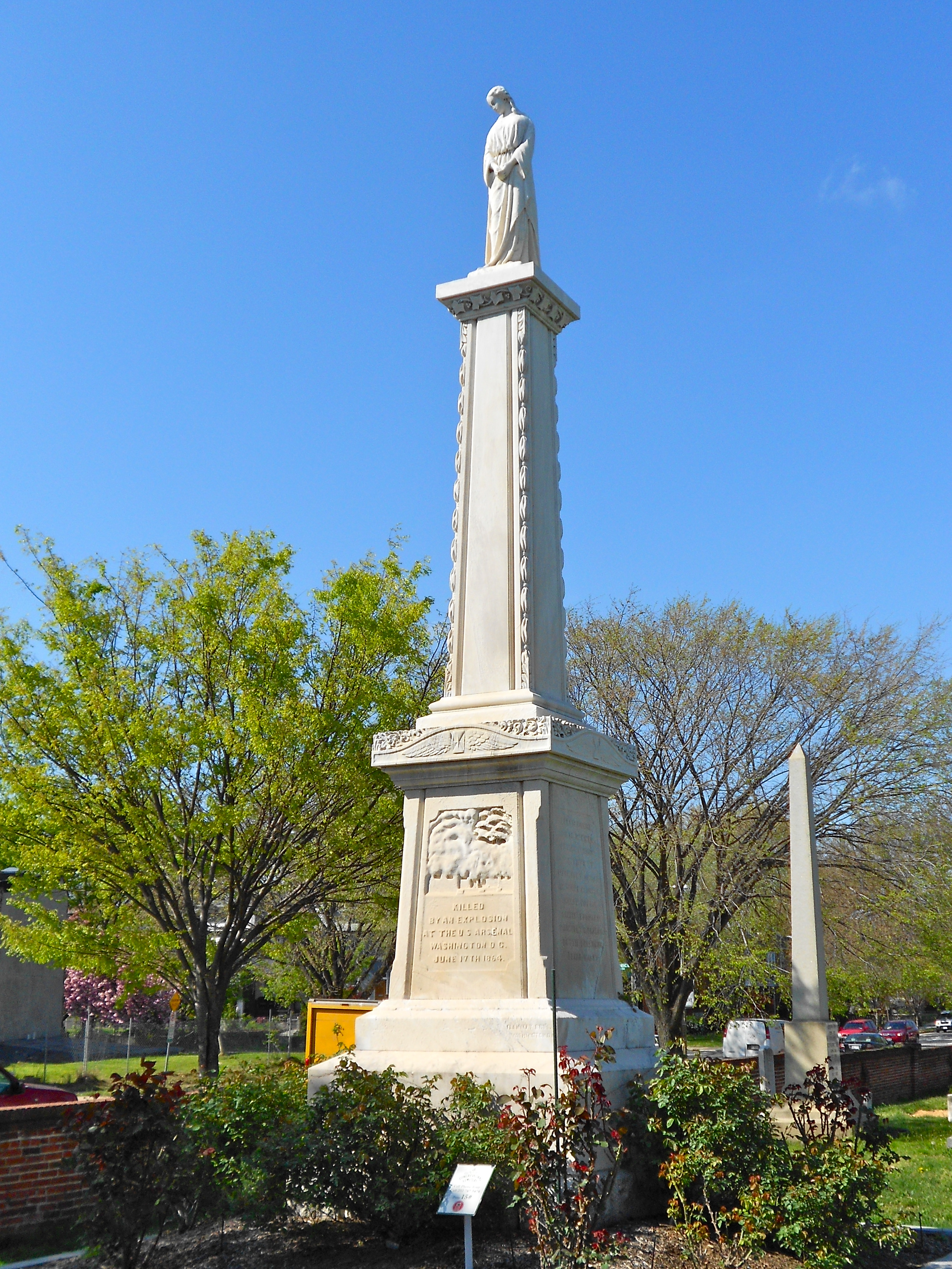
Arsenal Disaster Monument, cimetière du Congrès
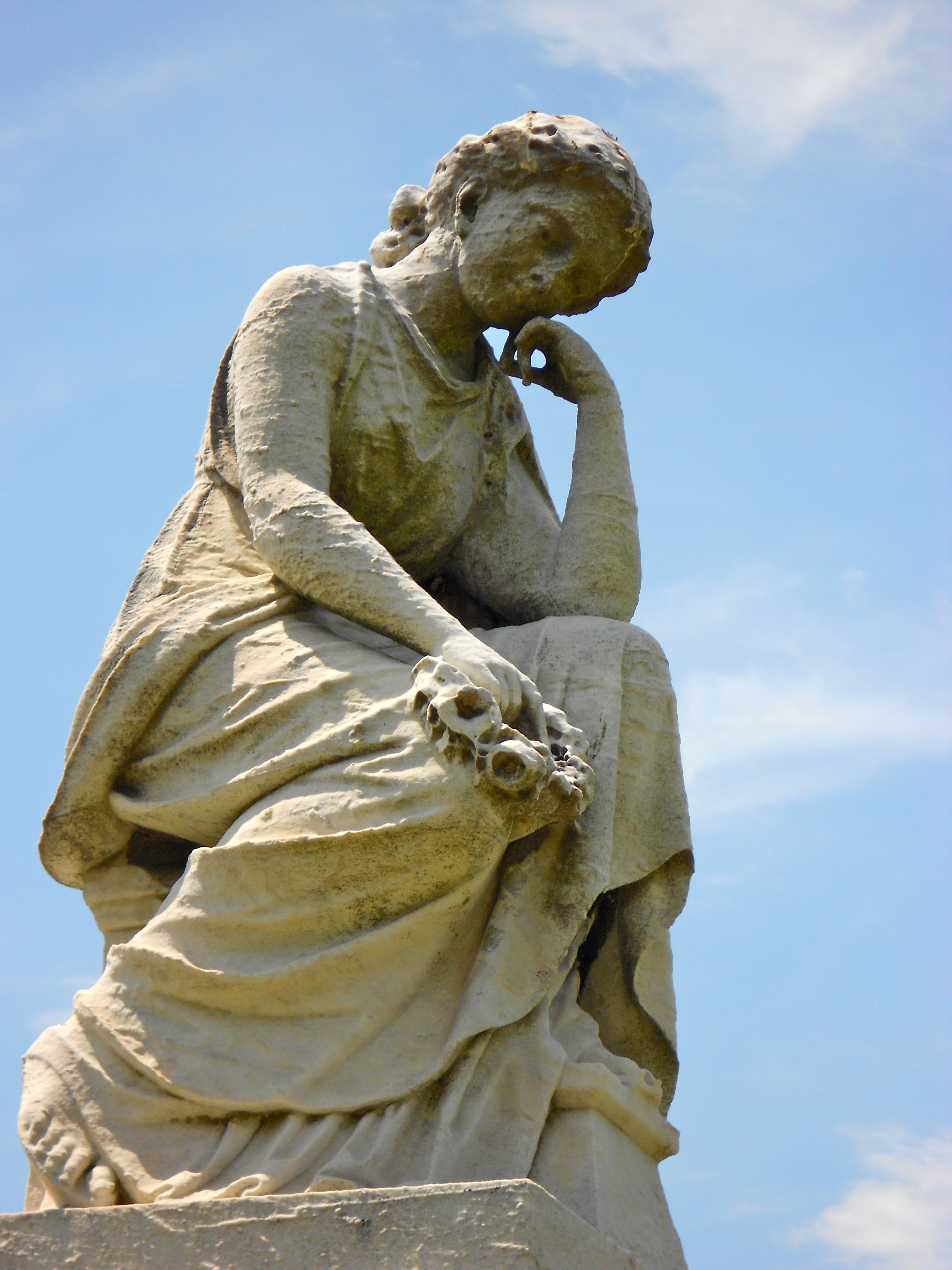
Monument de Mary Ann Hall, (détail), cimetière du Congrès
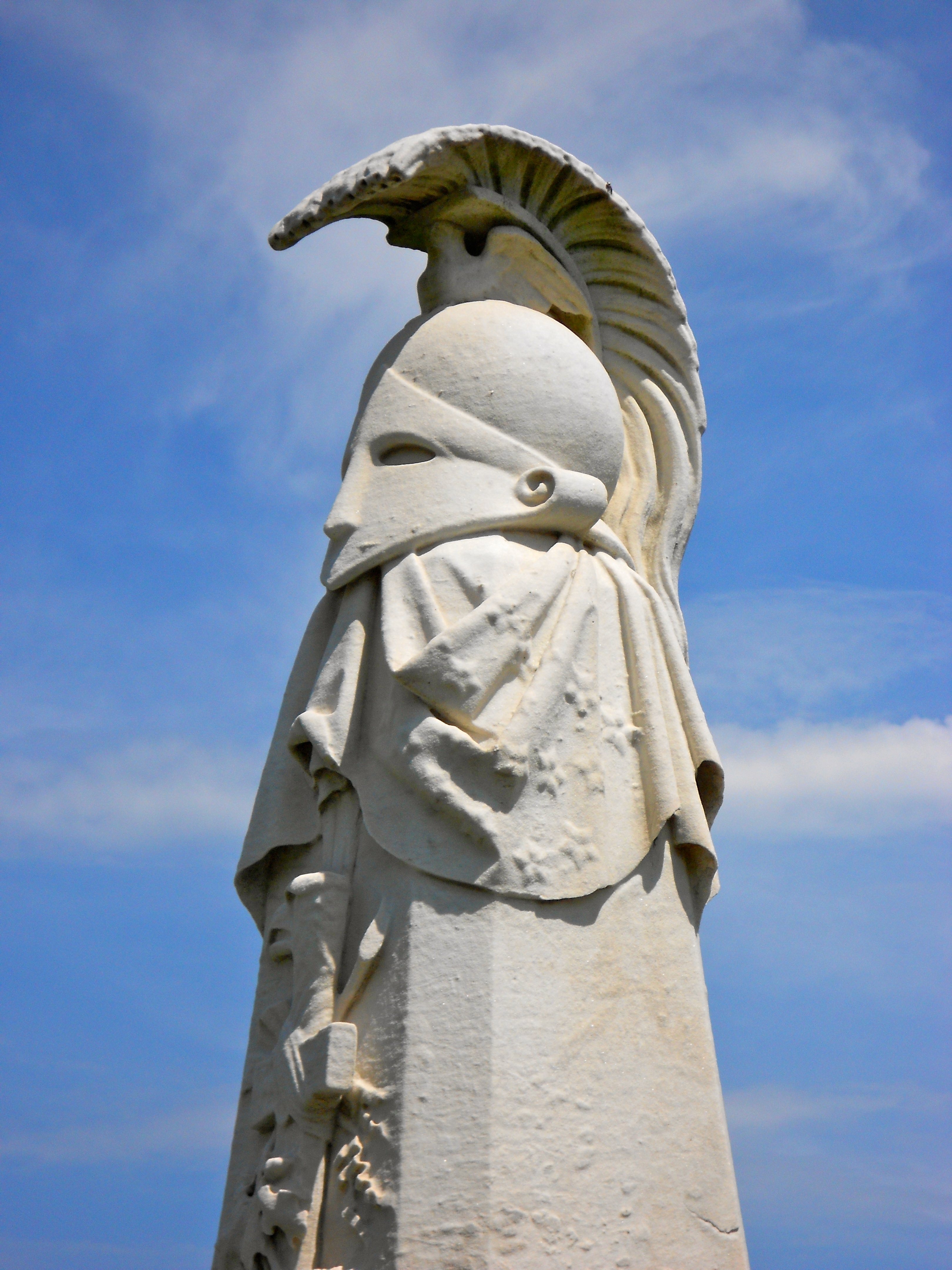
Monument d'Alexander Macomb, cimetière du Congrès
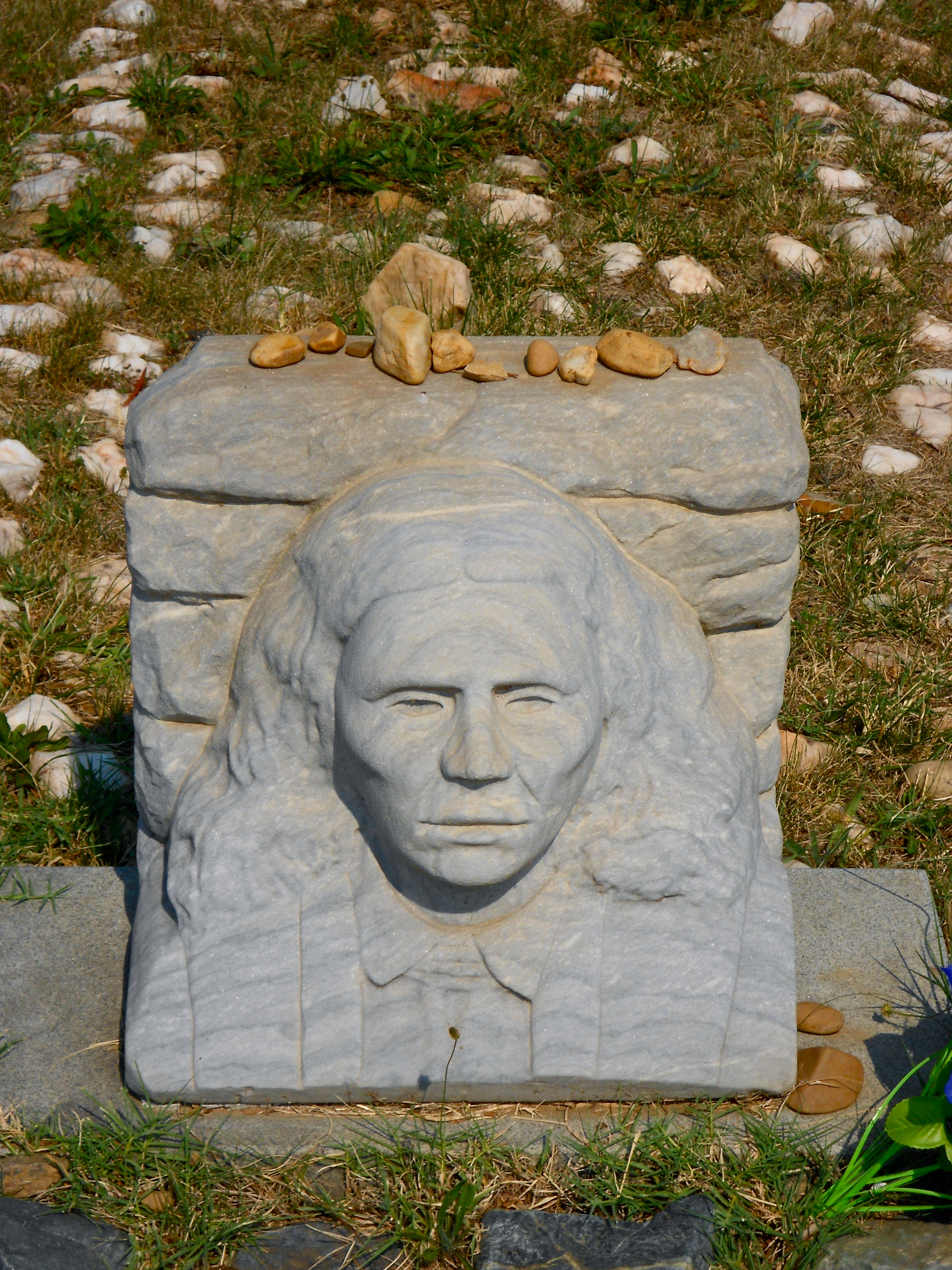
Taza (chef de la nation apache), cimetière du Congrès
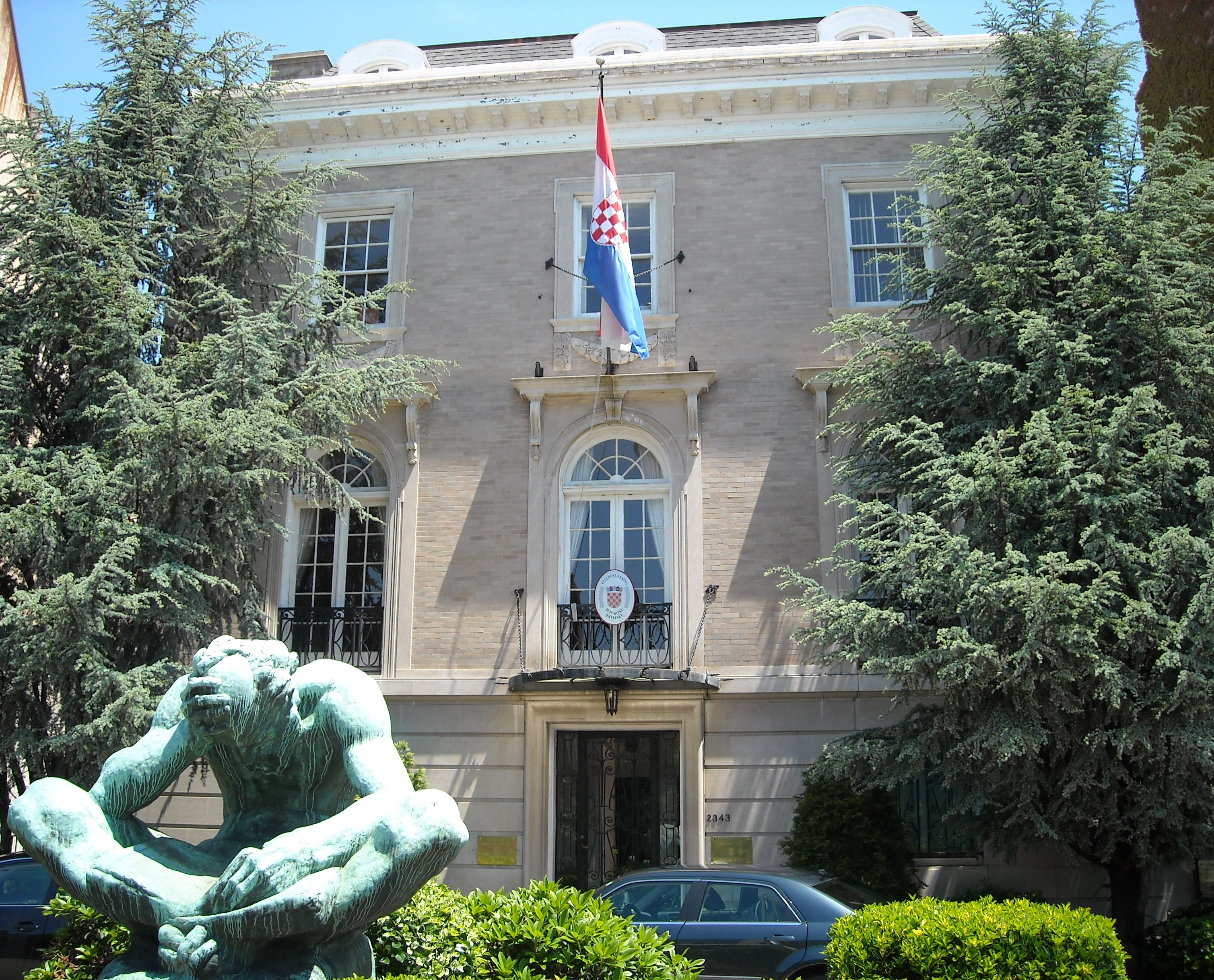
Saint Jérome, Ivan Meštrović, 1954, Ambassade de Croatie à Washington
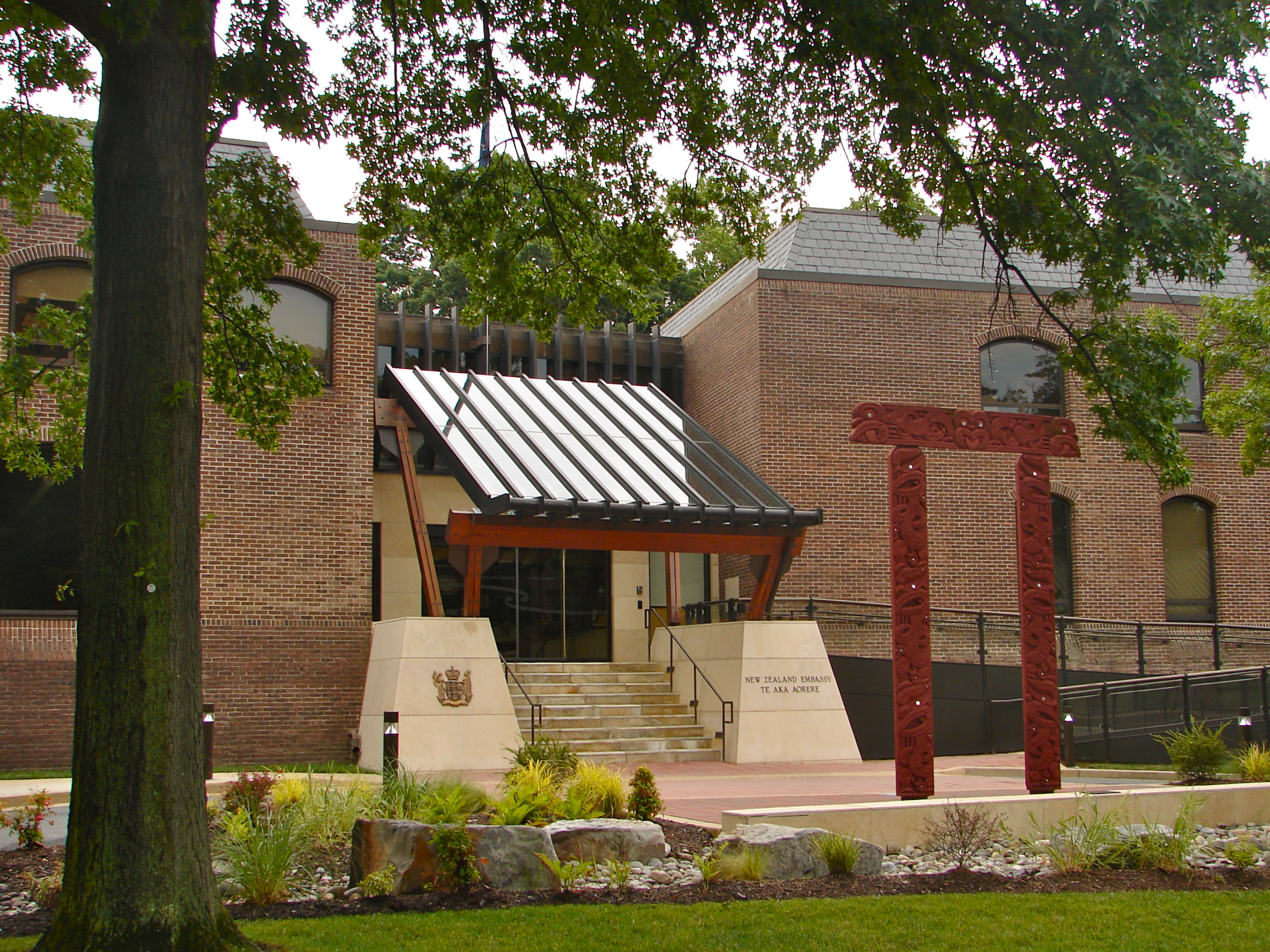
sculpture maorie, ambassade de Nouvelle-Zélande à Washington

## Sculptures non figuratives
L'art non figuratif ou art abstrait n'est pas absent à Washington. La capitale américaine fait une place à cette forme d'art contemporain à l'extérieur des murs de ses édifices. À la différence de la statuaire dont les œuvres se retrouvent disséminées en de nombreux endroits à l'extérieur de la ville, les sculptures non figuratives que les visiteurs peuvent admirer à l'extérieur se concentrent plutôt en certains endroits. On les retrouve en fait, entre autres, dans les jardins de sculptures, principalement, ici à Washington, ceux de certains musées tels le Hirshhorn Museum and Sculpture Garden et la National Gallery of Art avec son National Gallery of Art Sculpture Garden de même qu'à l'extérieur d'autres musées tels le musée national d'histoire américaine ou encore du National Air and Space Museum. Citons également l'extérieur du Kennedy Center.
| Inauguration | Description                                   | Artiste               | Emplacement                              | Materiaux        | Image |  |
| 1944-1946    | Lunar Bird,                                   | Joan Miró             | Hirshhorn Museum and Sculpture Garden    | bronze           |       |  |
| 1950         | Evocation of a Form: Human, Lunar, Spectral,  | Jean Arp              | Hirshhorn Museum and Sculpture Garden    | bronze           |       |  |
| 1967         | Infinity                                      | Jose de Rivera (en)   | Musée national d'histoire américaine     |                  |       |  |
| 1968         | Three-Piece No. 3: Vertebrae (Working Model), | Henry Moore           | Hirshhorn Museum and Sculpture Garden    | bronze           |       |  |
| 1968         | Gwenfritz                                     | Alexander Calder      | Musée national d'histoire américaine     |                  |       |  |
| 1972         | Femme assise sur un banc,                     | Willem de Kooning     | Hirshhorn Museum and Sculpture Garden    | bronze           |       |  |
| 1974         | Cheval Rouge                                  | Alexander Calder      | National Gallery of Art Sculpture Garden | acier            |       |  |
| 1976         | Ad Astra                                      | Richard Lippold (en)  | National Air and Space Museum            | acier inoxydable |       |  |
| 1976         | Continuum                                     | Charles O. Perry (en) | National Air and Space Museum            | bronze           |       |  |
| 1977         | Delta Solar                                   | Alejandro Otero       | National Air and Space Museum            | acier inoxydable |       |  |
| 1978         | Ascension                                     | Lucien Wercollier     | Kennedy Center                           | marbre           |       |  |
| 1996         | Brushstroke                                   | Roy Lichtenstein      | Hirshhorn Museum and Sculpture Garden    | Aluminium        |       |  |

## Œuvres absentes
a) Personnages
Un énorme travail fut fait pour dresser l'inventaire des œuvres d'art sur le sol américain (voir la section suivante "Préservation des œuvres"). Sans être achevé car il s'ajoute de nouvelles œuvres d'année en année, ce travail est passablement avancé. Pour la sculpture, l'inventaire couvre toutes les époques de l'histoire américaine, de l'époque coloniale jusqu'à nos jours. Cet inventaire constitue une base de données consultable en ligne via SIRIS, le système de recherche d'information de la Smithsonian Institution.
En consultant cette base de données, on peut ainsi savoir si la sculpture d'un personnage existe dans telle ville et si oui, avec sa localisation et bien d'autres informations la concernant. Avec 32 000 sculptures extérieures répertoriées, il est permis de penser que celles de tous les grands noms de l'histoire américaine ont été répertoriées. Ainsi, une recherche permet de savoir si certains de ces grands noms manquent à l'appel et de fait, force est de constater que certaines représentations de personnages d'envergure sont absentes de la sculpture extérieure à Washington.
Les guerres mises à part, s'il y a un évènement qui a marqué l'histoire américaine du XXe siècle, c'est assurément l'envoi d'hommes sur la Lune. Or, s'il faut en croire l'inventaire mentionné ici, on chercherait en vain dans les parcs, ronds-points et autres places publiques de la capitale américaine des monuments ou simples statues des personnages ayant marqué cette grande épopée. La base de données nous indique en effet que les Neil Armstrong, Edwin (Buzz) Aldrin et autres cosmonautes du programme Apollo sont absents de ce décor urbain. Bien que ce soit la plus frappante, ce n'est pas là la seule omission du genre. De grands noms de la science du côté américain n'ont toujours pas droit à cet honneur. Il n'est qu'à citer parmi d'autres les noms de Jonas Salk, Richard Feynman ou Edwin Hubble par exemple.
Il en va de même pour les femmes alors que sont absentes les représentations d'Annie Jump Cannon, de Cecilia Payne, de Margaret Mead ou encore de Barbara McClintock chez les scientifiques américaines. Plusieurs autres pourraient être citées à cet effet. En revanche, il existe depuis 1921 un mémorial dédié aux pionnières du mouvement pour le droit de vote des femmes à l'intérieur du Capitole,.
b) Œuvres autochtones
Bien que présente à Washington, l'inventaire de la Smithsonian Institution nous indique qu'une catégorie bien connue de la sculpture amérindienne est absente des sculptures extérieures de la capitale : les totems. Présents en de nombreux endroits ailleurs dans d'autres États américains, notamment ceux de la côte ouest, les seuls qu'on retrouve à Washington sont des sculptures de petite taille exposées à l'intérieur de musées.

## Préservation des œuvres

### Restauration
Bien plus encore que les sculptures se trouvant à l'intérieur des bâtiments, celles situées à l'extérieur doivent affronter les assauts du temps. Le vandalisme mis à part, les principaux responsables de leur détérioration étant les caprices du climat et la pollution. Concernant la pollution automobile par exemple, les statues, nombreuses à Washington, situées aux ronds-points, sont particulièrement exposées.
Ces divers ravages sur le patrimoine culturel artistique américain ont fait l'objet d'une prise de conscience aux États-Unis. À la suite de quoi furent prises une série de mesures à l'échelle nationale afin de lutter contre ce fléau.
À cette fin fut mis sur pied le programme Save Outdoor Sculpture! (en) (SOS!) sous le patronage du Smithsonian American Art Museum et de l'organisme Heritage Preservation.
Avant l'entrée en scène des restaurateurs, il fallut d'abord dresser l'inventaire des œuvres publiques situées à l'extérieur des villes américaines dont la capitale fédérale. Pour ce faire, 7 000 bénévoles ont offert de leur temps pour collecter ces informations. Il fallut ensuite dresser l'inventaire de toutes celles qui avaient besoin d'être restaurer et classer ensuite celles-ci par ordre de dégradation.
Ainsi 32 000 sculptures extérieures furent répertoriées dans tout le pays. De ce nombre, plus de la moitié font l'objet de conservation ou de restauration.
Par le nombre de ses œuvres et son statut, la capitale américaine fait bien sûr l'objet d'une attention particulière. Une fois le travail des bénévoles accompli, les restaurateurs purent intervenir. Parmi les nombreuses œuvres, mentionnons que la fontaine Bartholdi a été restaurée en 1986. "Des dizaines de couches de peinture ont été sablées de la surface en fonte pour donner un nouveau revêtement protecteur. La couche de finition de peinture a été renouvelé en 1996. Les bassins ont été réparés et nivelés de telle sorte que l'eau tombe maintenant uniformément". De 2008 à 2011, elle bénéficia d'une restauration complète. On fit en sorte également de mettre à jour ses systèmes qui l'alimentent en eau et en énergie pour son éclairage.

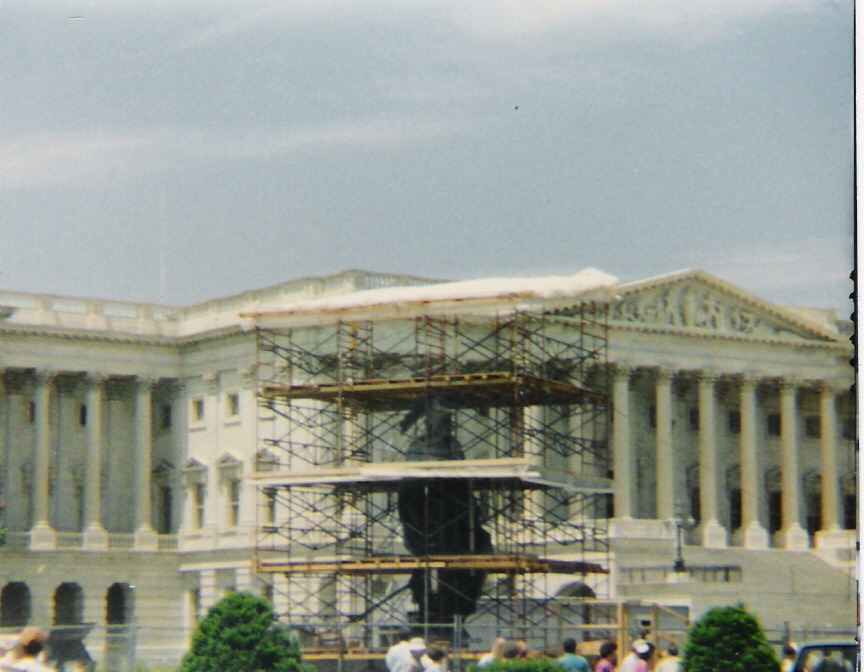
Statue de la liberté du dôme du Capitole déplacée pour sa restauration en mai 1993.

L'une des sculptures dont la restauration passa le moins inaperçue fut la statue de la liberté surplombant le dôme du Capitole. C'est au moyen d'un hélicoptère que le 9 mai 1993 on délogea la statue de son emplacement pour la poser sur le terrain de la façade est du bâtiment permettant ainsi à des milliers de personnes de l'observer de près. Une fois le travail terminé, elle fut remise en place le 23 octobre de la même année lors de la célébration du bicentenaire du Capitole. Cent trente ans s'étaient écoulés depuis son installation en 1863. Depuis lors, on procède à son entretien toutes les quelques années,.
Citons aussi les monuments d'Andrew Jackson, de William Tecumseh Sherman et de Benito Juarez qui firent, eux aussi, l'objet de restauration.
Œuvres vandalisées nécessitant ou ayant nécessité une restauration
En octobre 1992, la fontaine de Christophe Colomb a été couverte de graffitis et le Service des parcs nationaux dut nettoyer le monument avec des nettoyants de surface.
La sculpture intitulé "Serenity" du sculpteur espagnol Josep Clarà, située au parc Meridian Hill dans le quartier de Columbia Heights, a subi des dommages volontaires. En 1960, on rapporta que le nez de la statue était manquant et, en 2009, un article de presse mentionna qu'en plus d'un gros orteil, le personnage était amputé de sa main gauche.

### Entretien
Outre la restauration, les sculptures extérieures doivent faire l'objet d'un entretien régulier. Les pluies acides oxydent le bronze, un alliage métallique composé de cuivre et d'étain. Des employés du service des parcs nationaux interviennent alors "...en nettoyant régulièrement les statues en bronze du National Mall ainsi que les autres mémoriaux avec un détergent de conservation et appliquent ensuite une cire microcristalline préalablement chauffée. Ce traitement d'entretien protège le métal pour un an ou deux pour être ensuite renouvelé."
À la pollution peuvent s'ajouter d'autres éléments de détérioration. Les sculptures des fontaines, par exemple, peuvent être constamment exposées à l'eau dépendamment de leur design. À cet égard, celles de la fontaine de Neptune sont particulièrement concernées et, à cet effet, sont régulièrement nettoyées et cirées afin de préserver le bronze.